# Tarot Rider-Waite

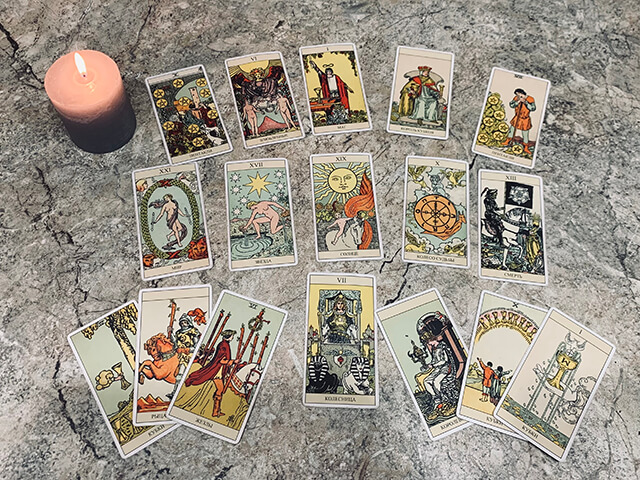
Cartes del tarot Rider-Waite

El Tarot Rider-Waite (publicat originàriament el 1910) és, avui dia, un dels jocs de Tarot més utilitzats del món. També se'l coneix com Rider-Waite-Smith, Waite-Smith, o, simplement, Tarot Rider. Les cartes van ser dibuixades per la il·lustradora Pamela Colman Smith segons les instruccions de l'acadèmic i místic Arthur Edward Waite, i publicades per la Rider Company.
El joc s'ha publicat en nombroses edicions i ha inspirat una àmplia gamma de variants i imitacions. Es calcula que s'han publicat més de 100 milions de còpies de la baralla a més de 20 països.

## Característiques
Si bé les imatges són senzilles, els detalls i els fons oculten un simbolisme considerable. Alguns elements es mantenen similars als que es poden trobar a les baralles més primerenques, com el Tarot de Marsella, però en general els dissenys de Waite i Smith mostren diferències bastant notables respecte els seus predecessors. Destaca l'eliminació dels elements cristians com, per exemple, els arcans majors del Papa, que esdevé el «Hierofant» i la Papessa, que es converteix en la «Sacerdotessa». Els arcans menors, que als primers dissenys oferien dissenys més senzills, foren convertits per Smith en escenes al·legòriques.
La simbologia fou molt influenciada per l'ocultista i mag del segle XIX Eliphas Levi, així com per les idees de l'Orde Hermètic de l'Alba Daurada. Adherint-se a les correspondències astrològiques establertes per l'Alba Daurada, Waite introduí diverses innovacions a la baralla, intercanviant la numeració de la Força i la Justicia, perquè entenia que la primera corresponia a Lleó i la segona corresponia a Balança. També canvià el disseny de l'arcà major de l'Enamorat per tal de mostrar dues persones en lloc de tres, amb la intenció de reforçar la seva correspondència amb Gèminis.

## Cartes de la baralla Rider-Waite
A continuació es representes les diferents cartes de la baralla Rider-Waite tot mantenint la seva descripció original

### Arcans Majors

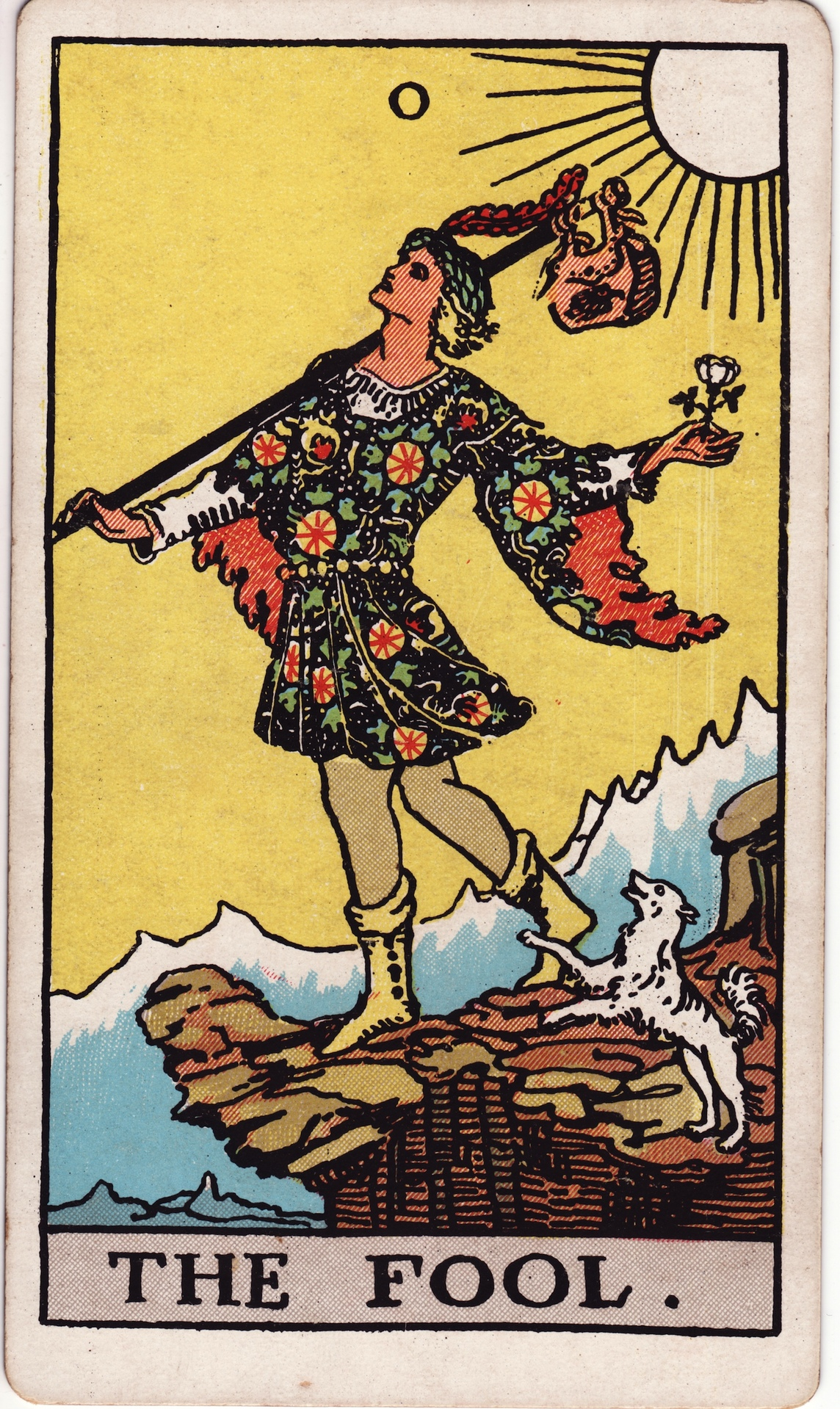
0 – The Fool
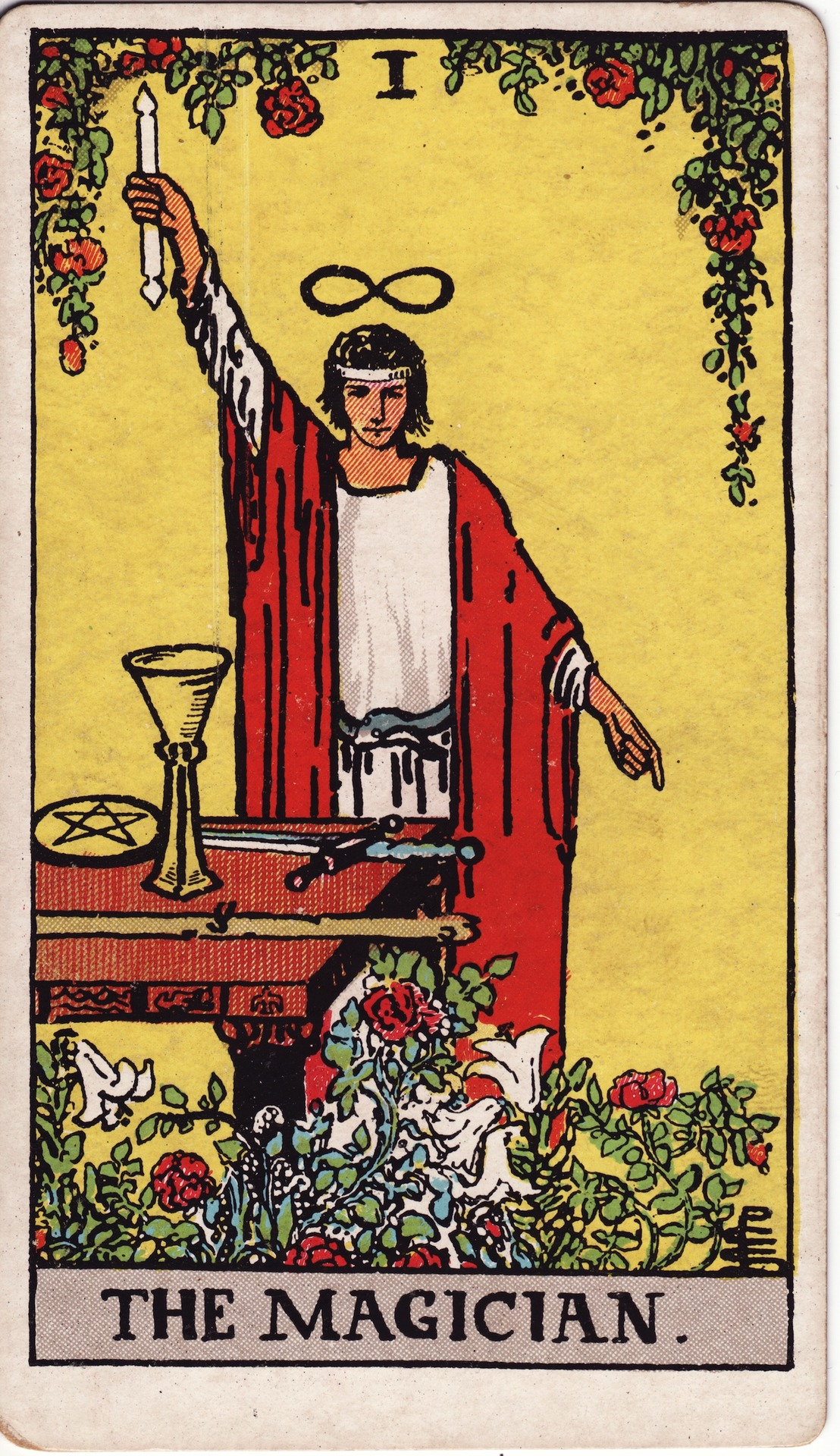
I – The Magician
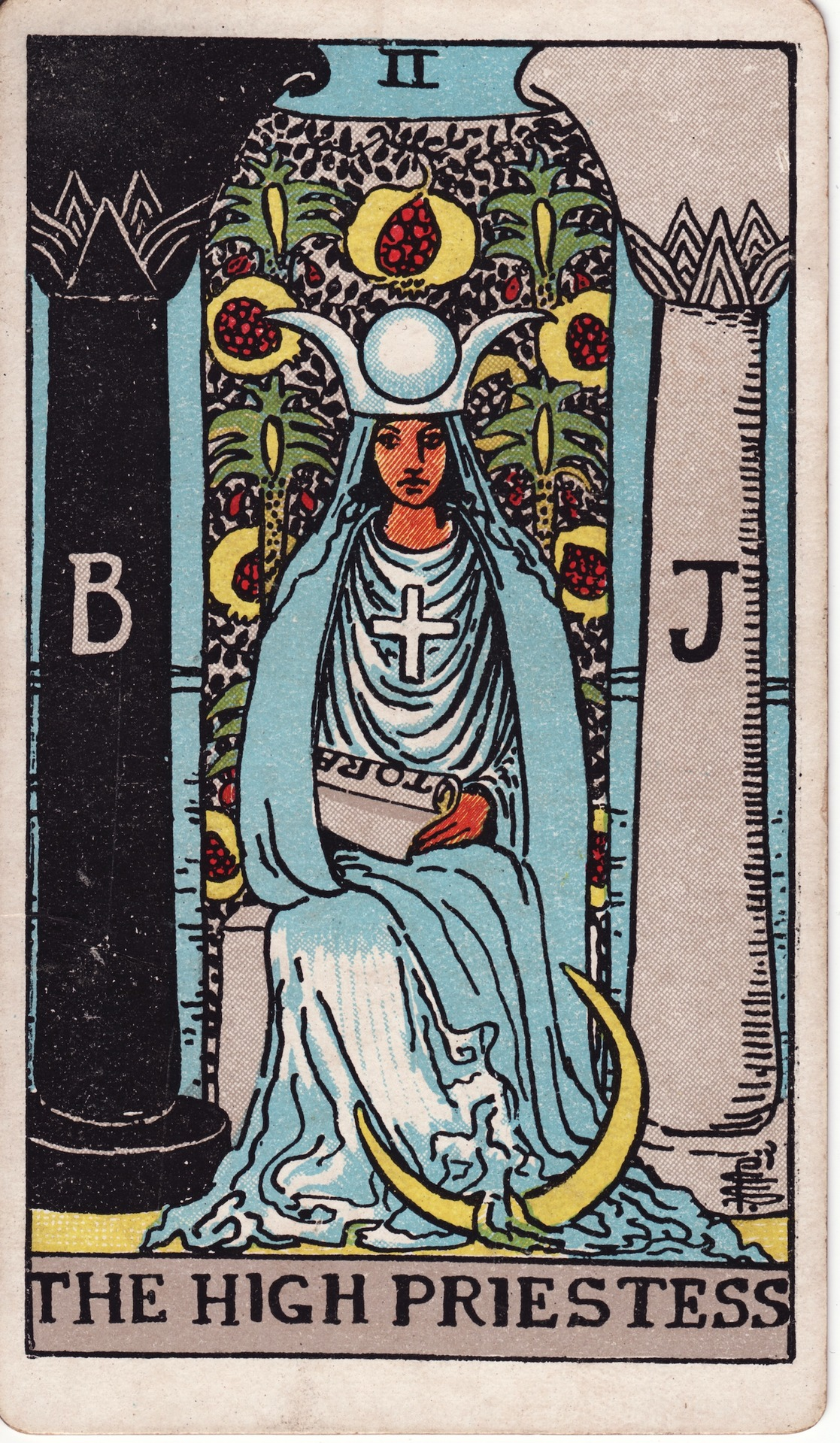
II – The High Priestess
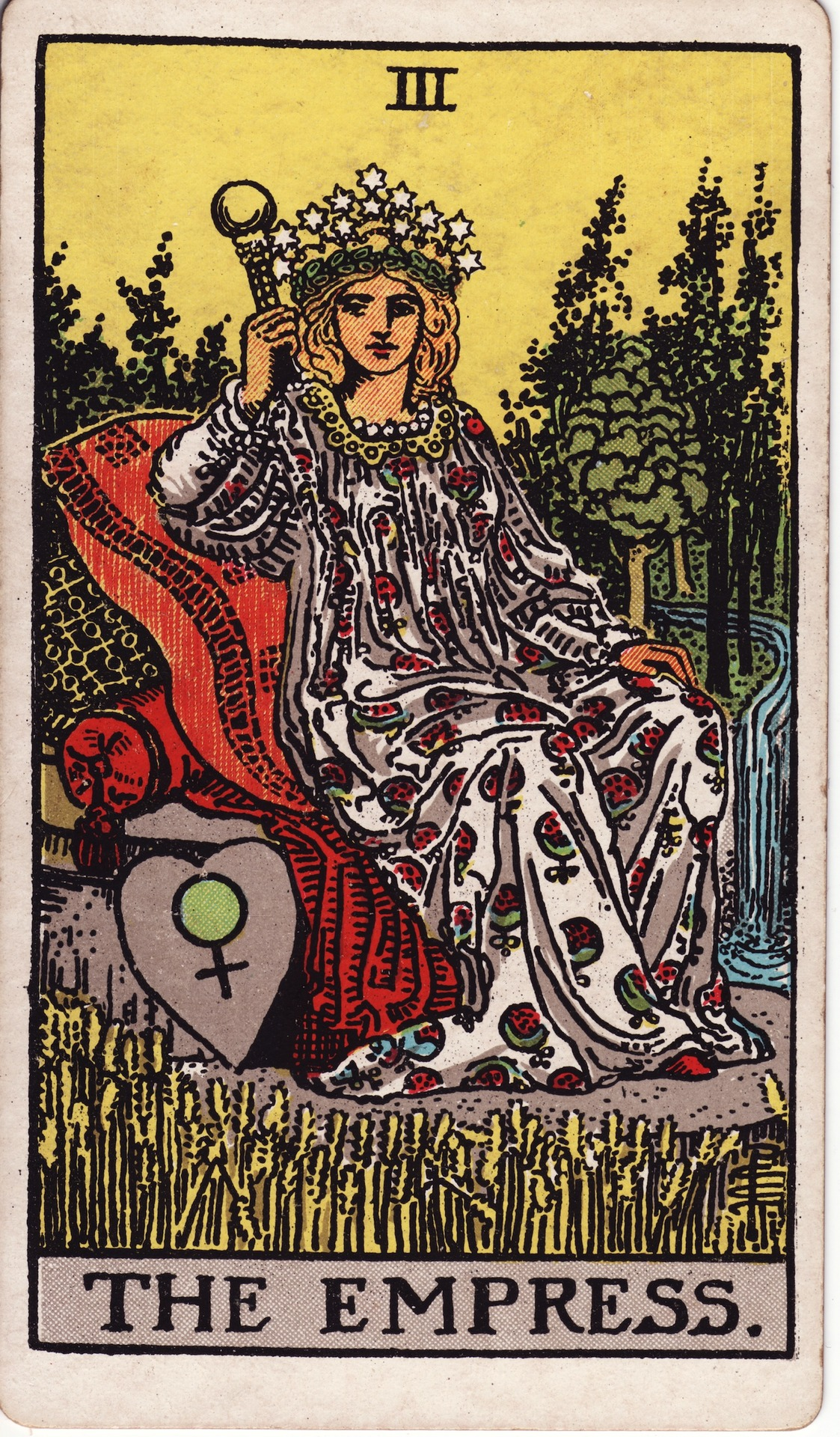
III – The Empress
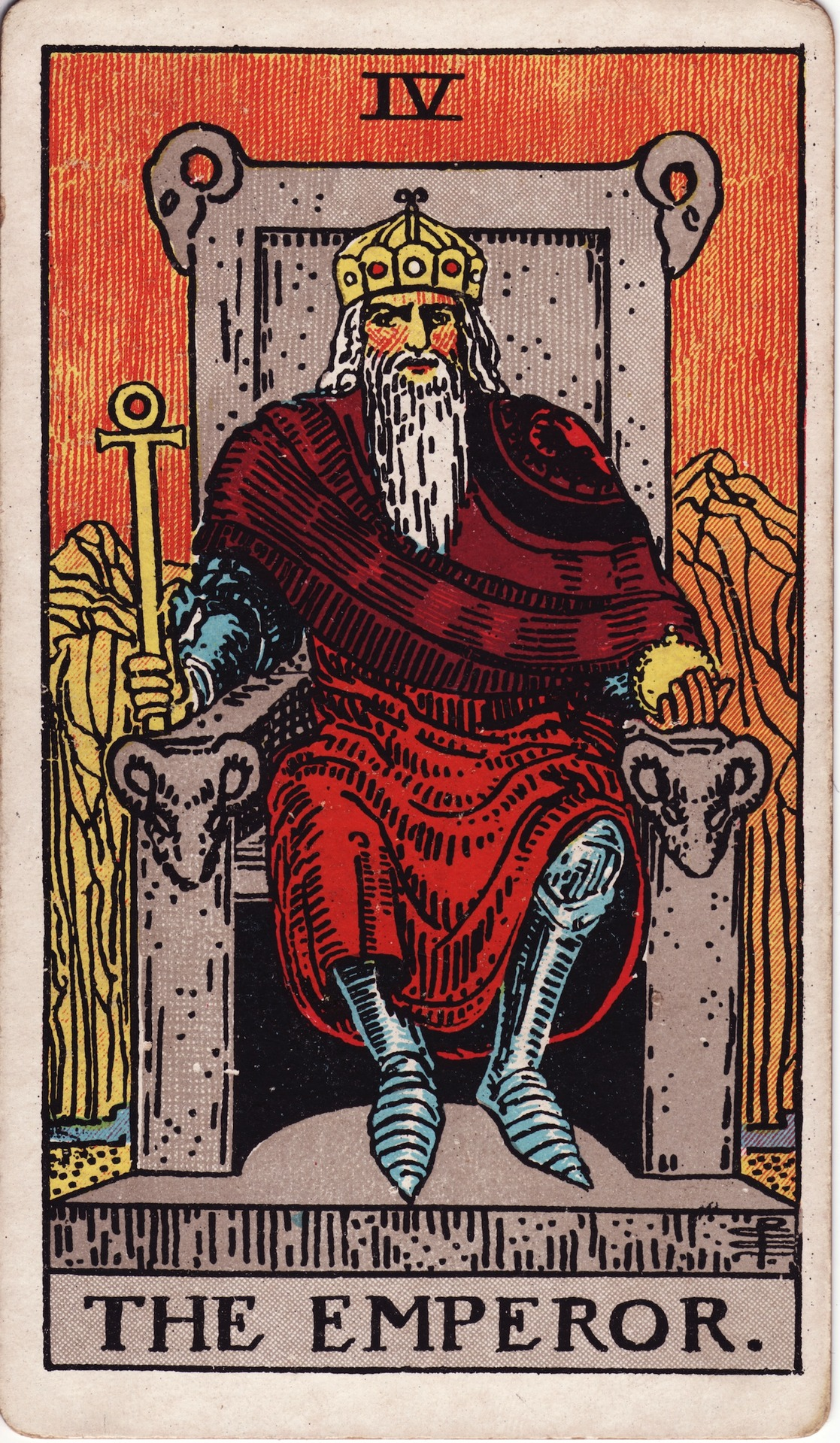
IV – The Emperor
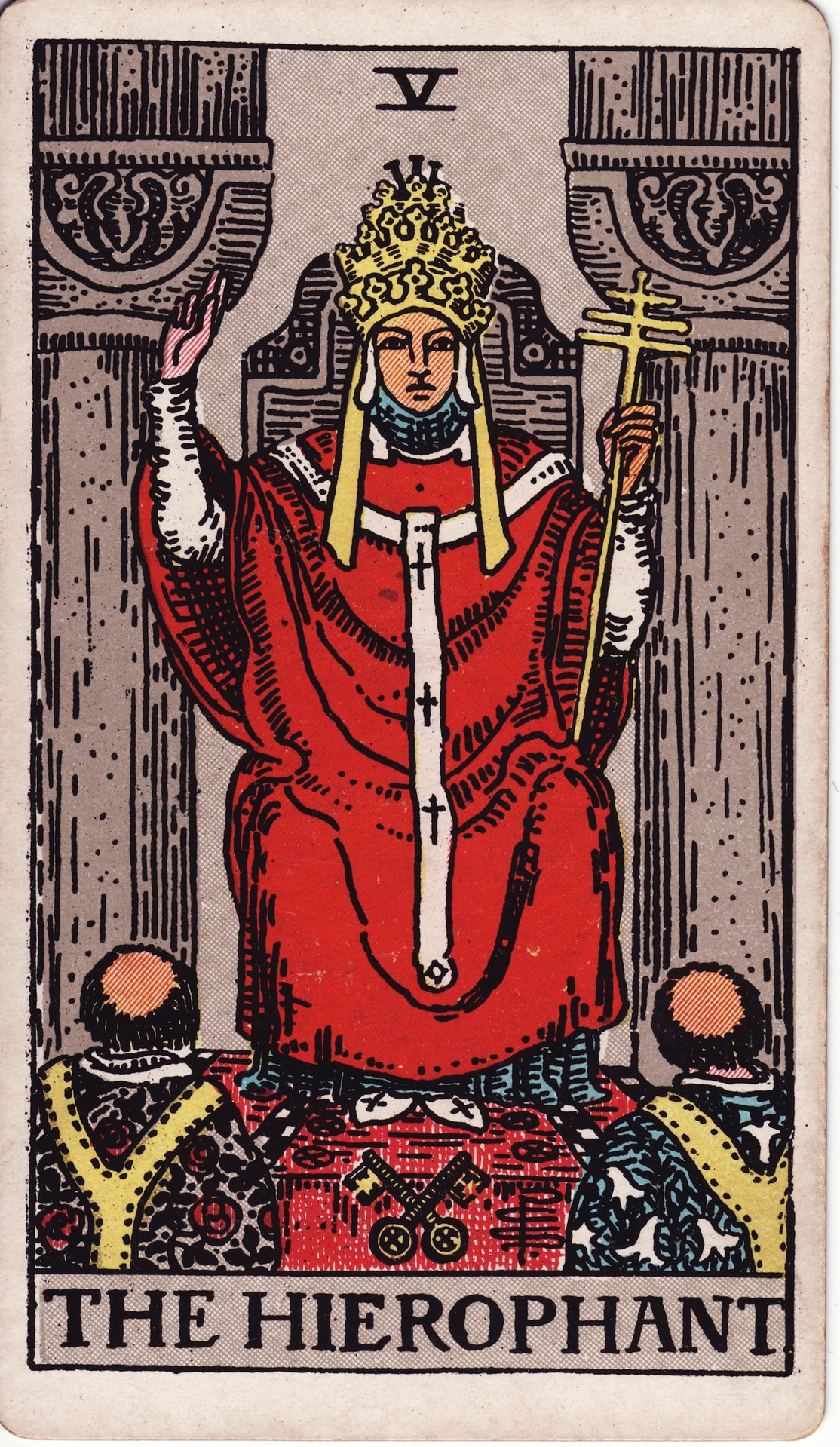
V – The Hierophant
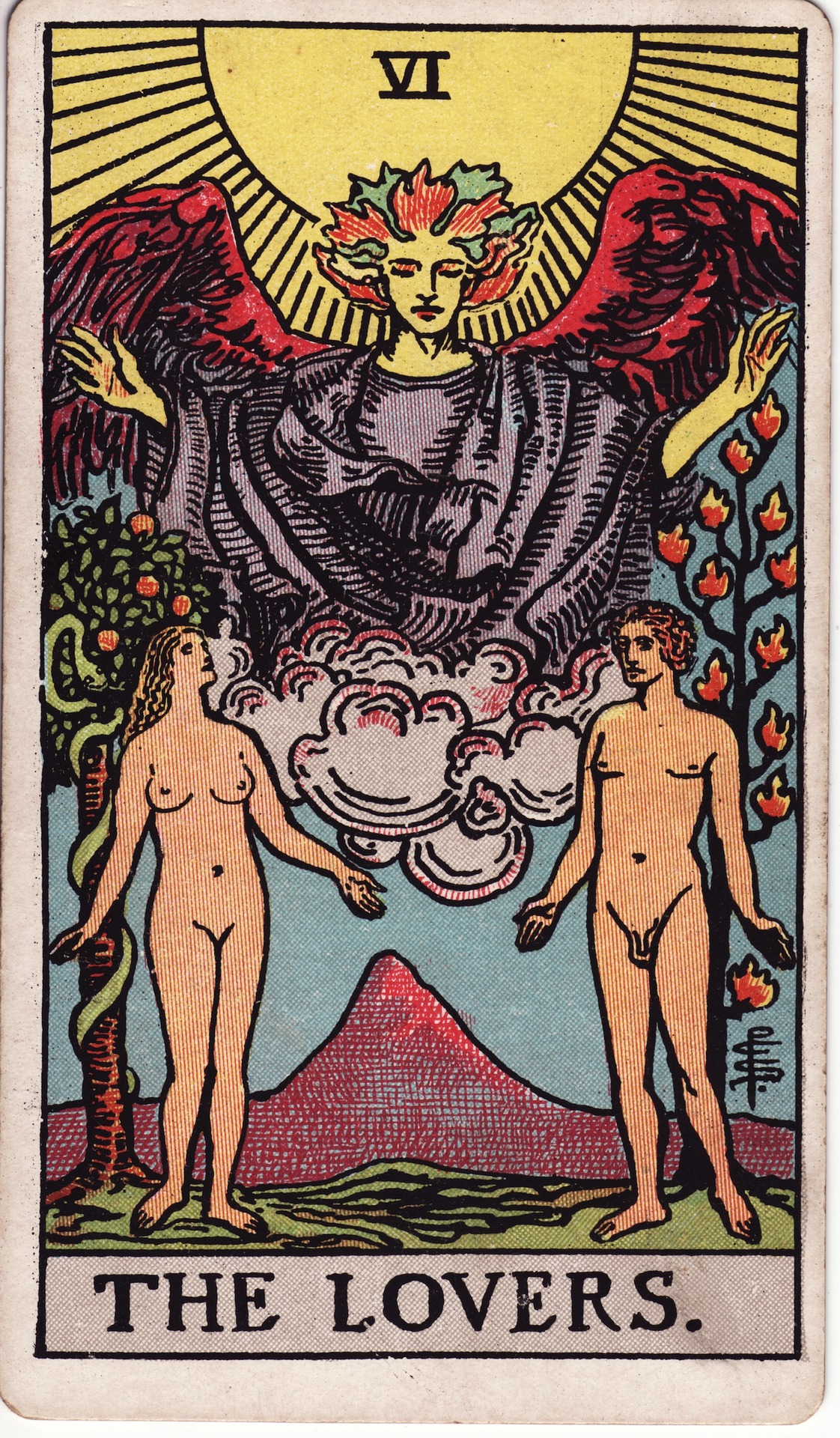
VI – The Lovers
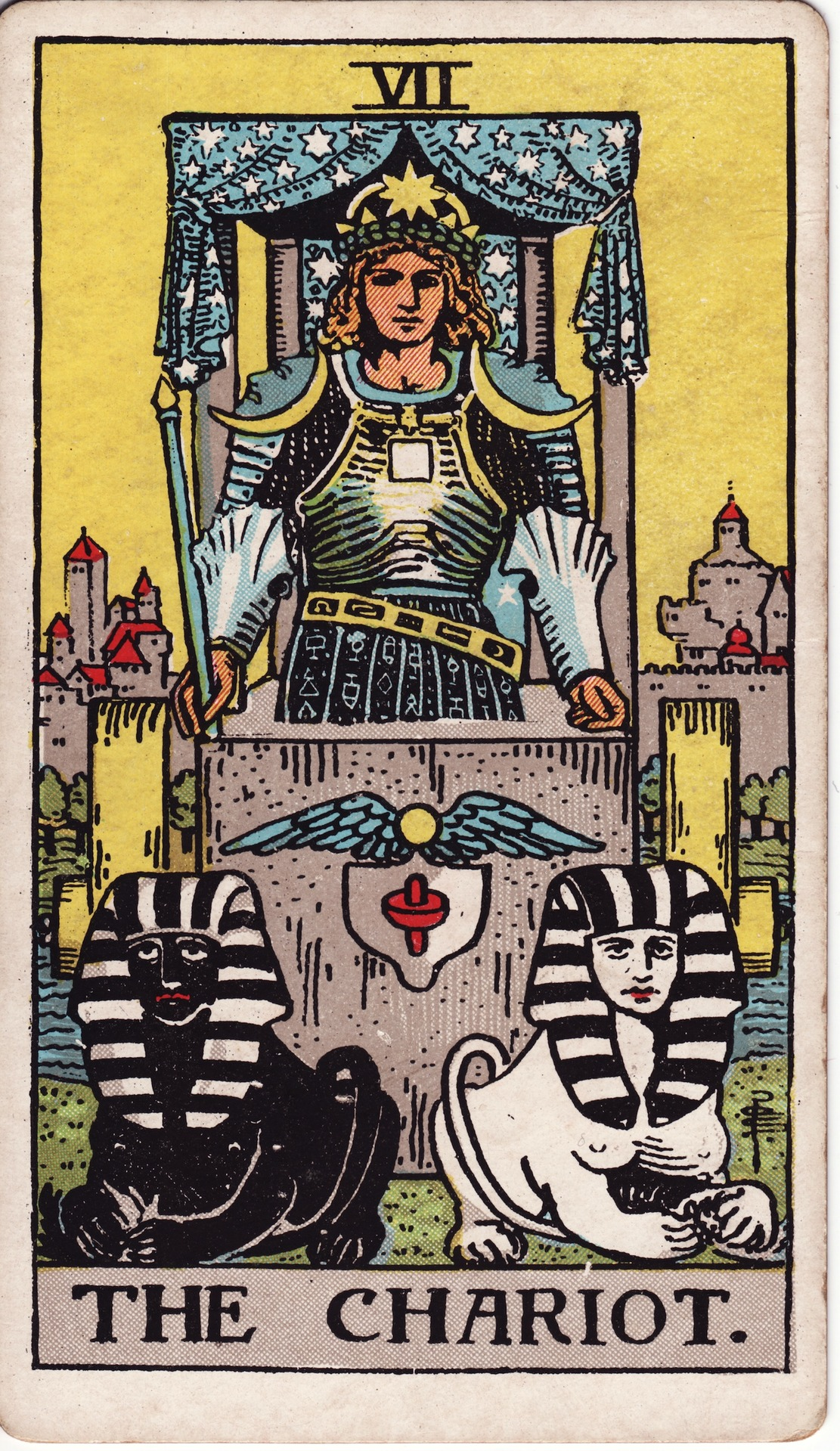
VII – The Chariot
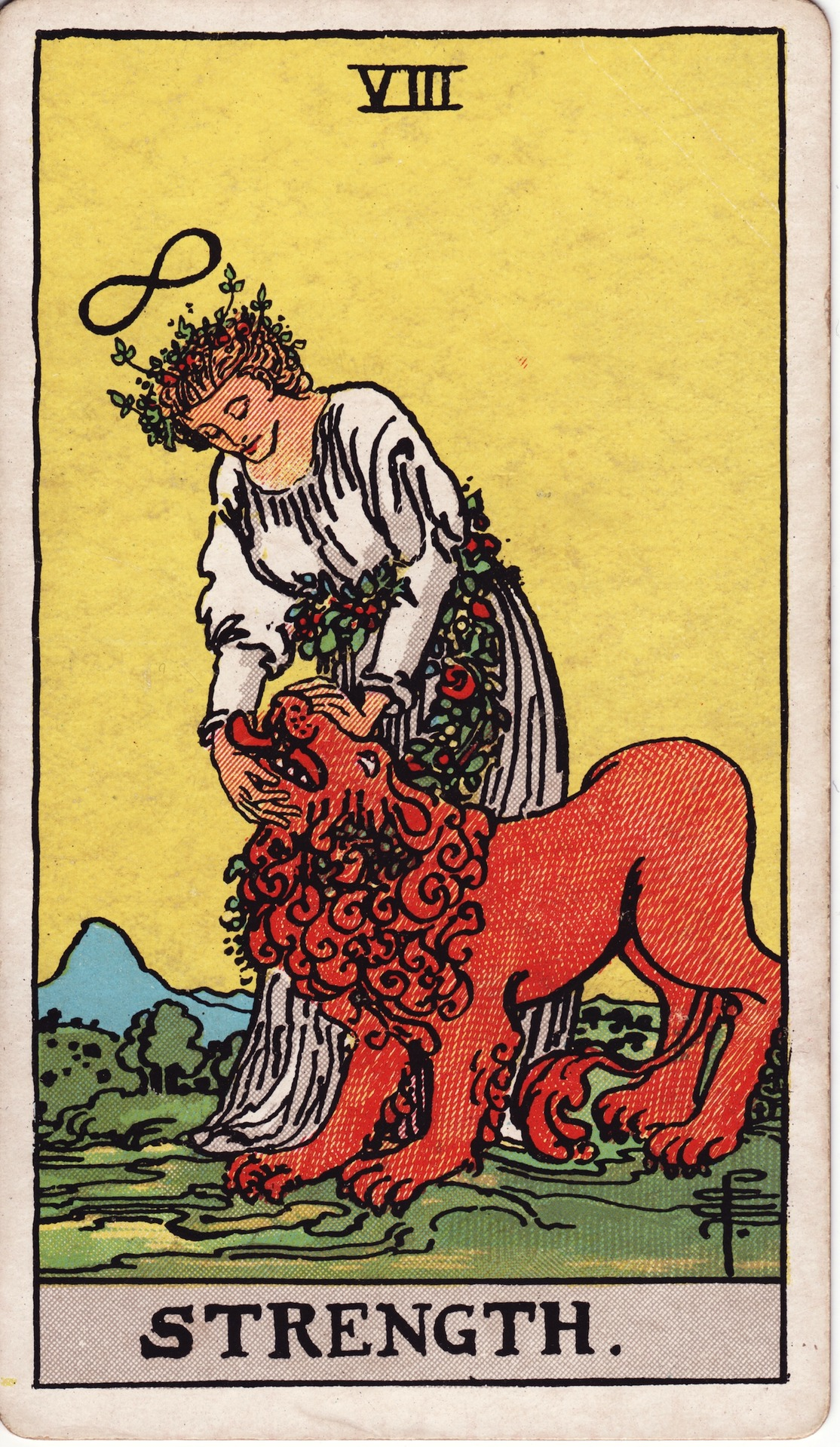
VIII – Strength
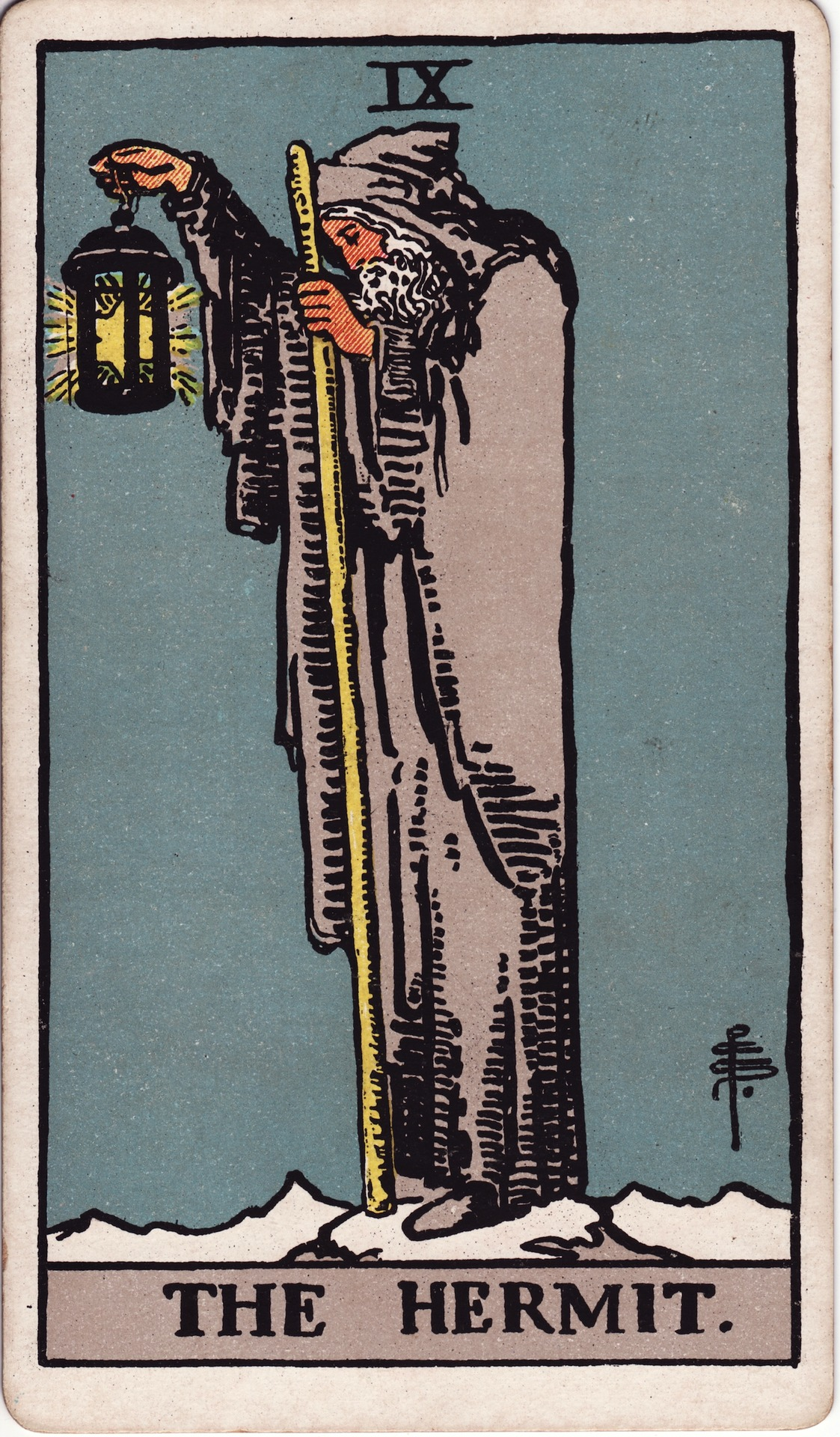
IX – The Hermit
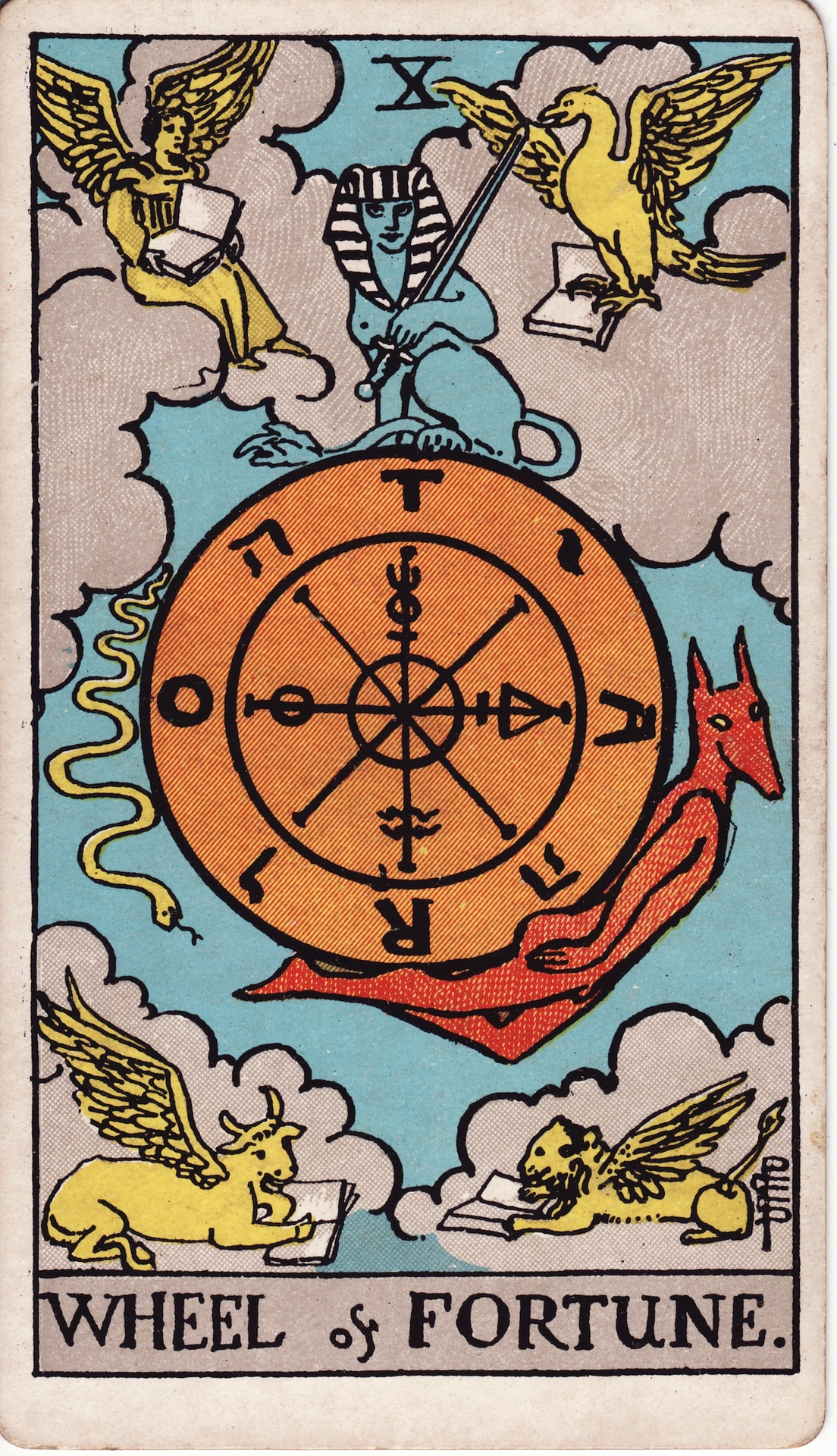
X – Wheel of Fortune
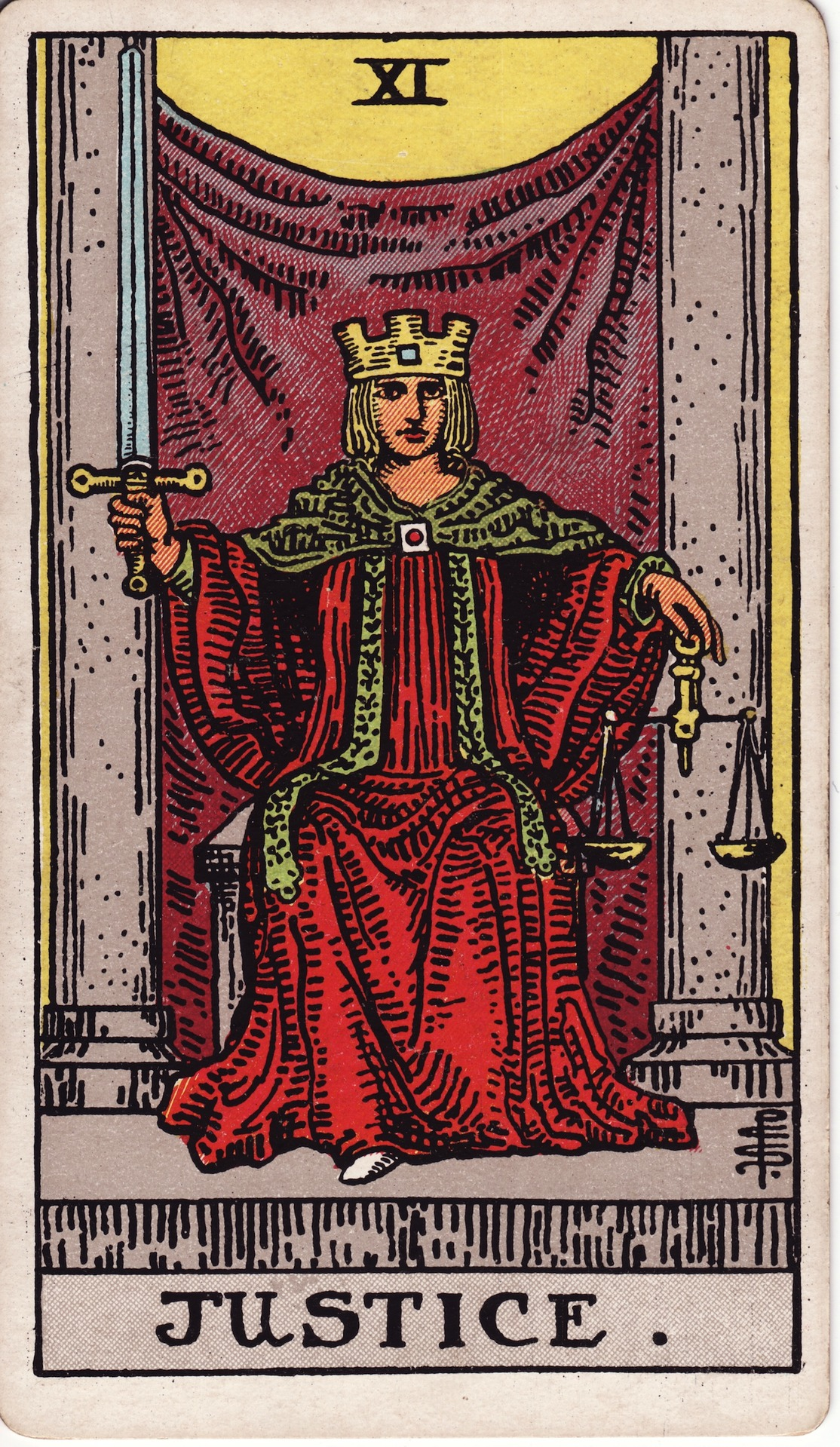
XI – Justice
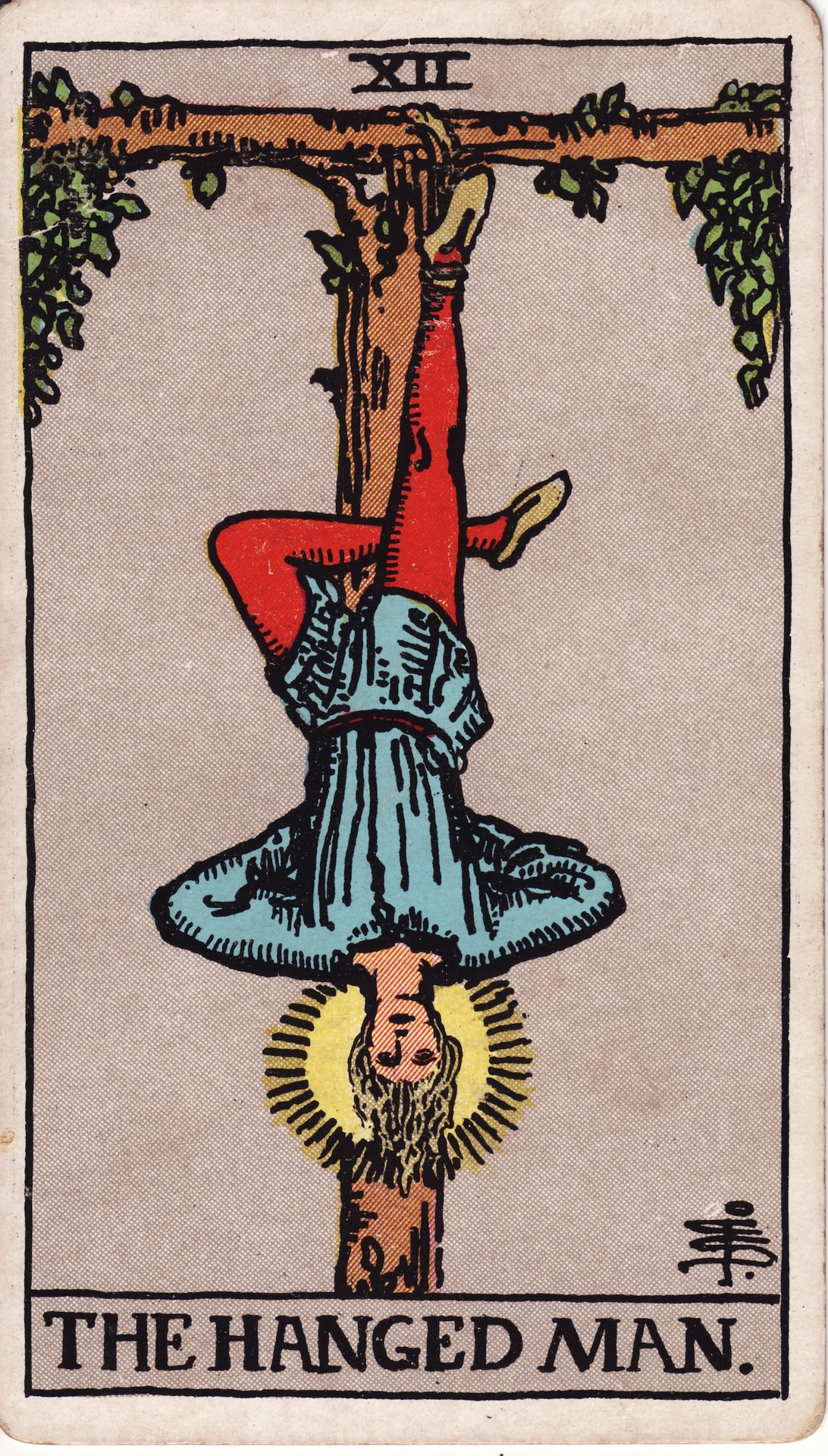
XII – The Hanged Man
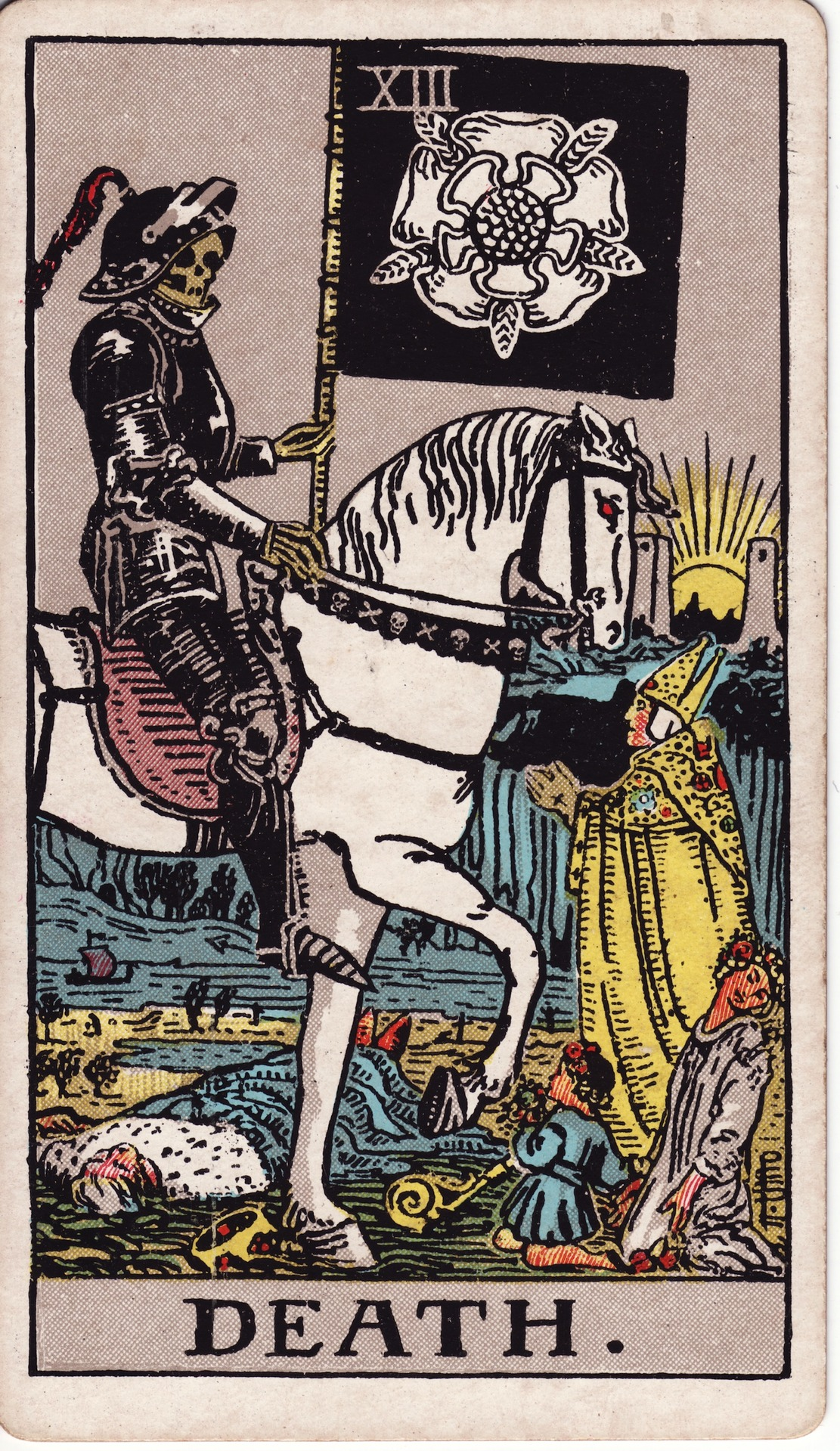
XIII – Death
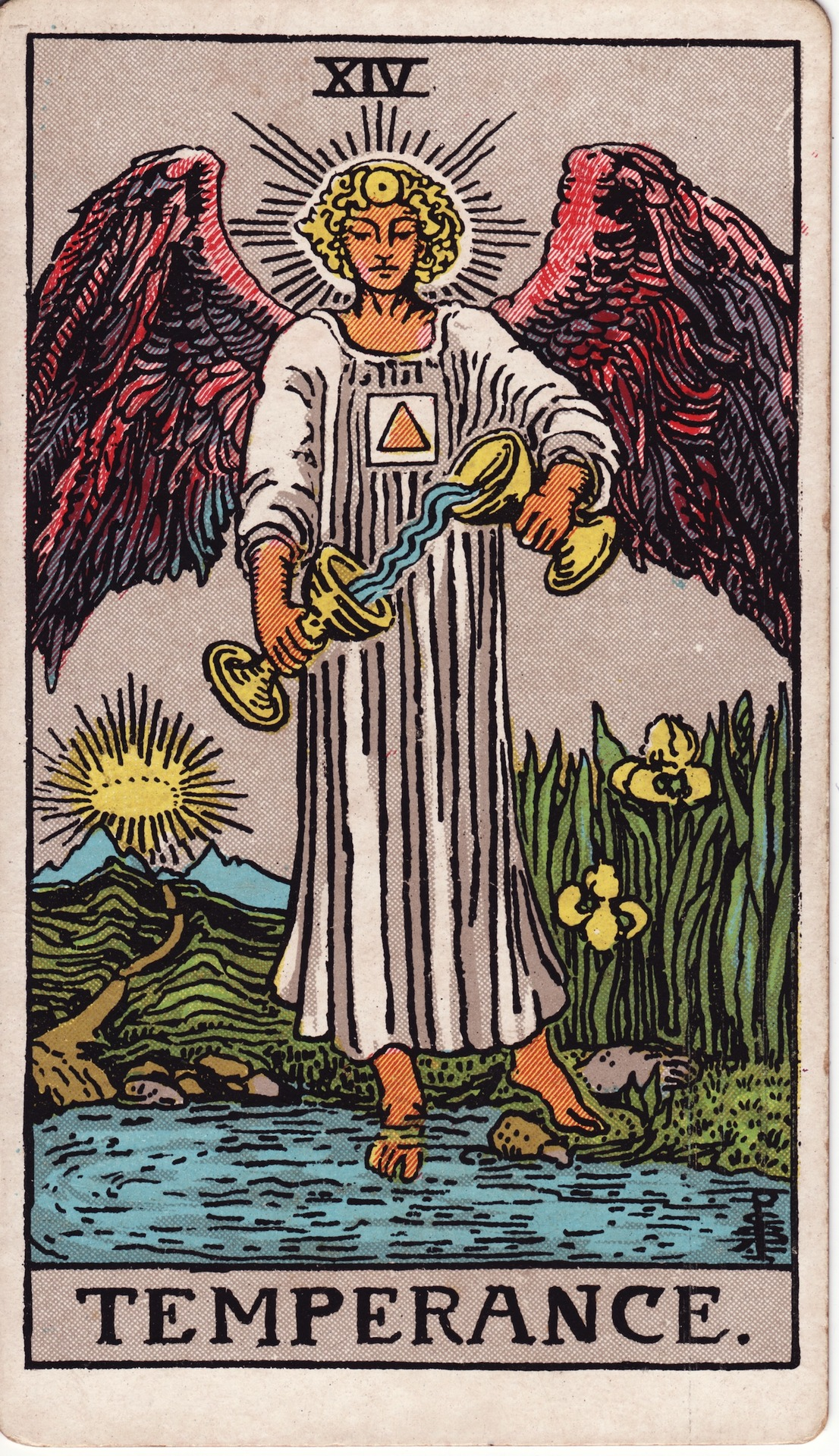
XIV – Temperance
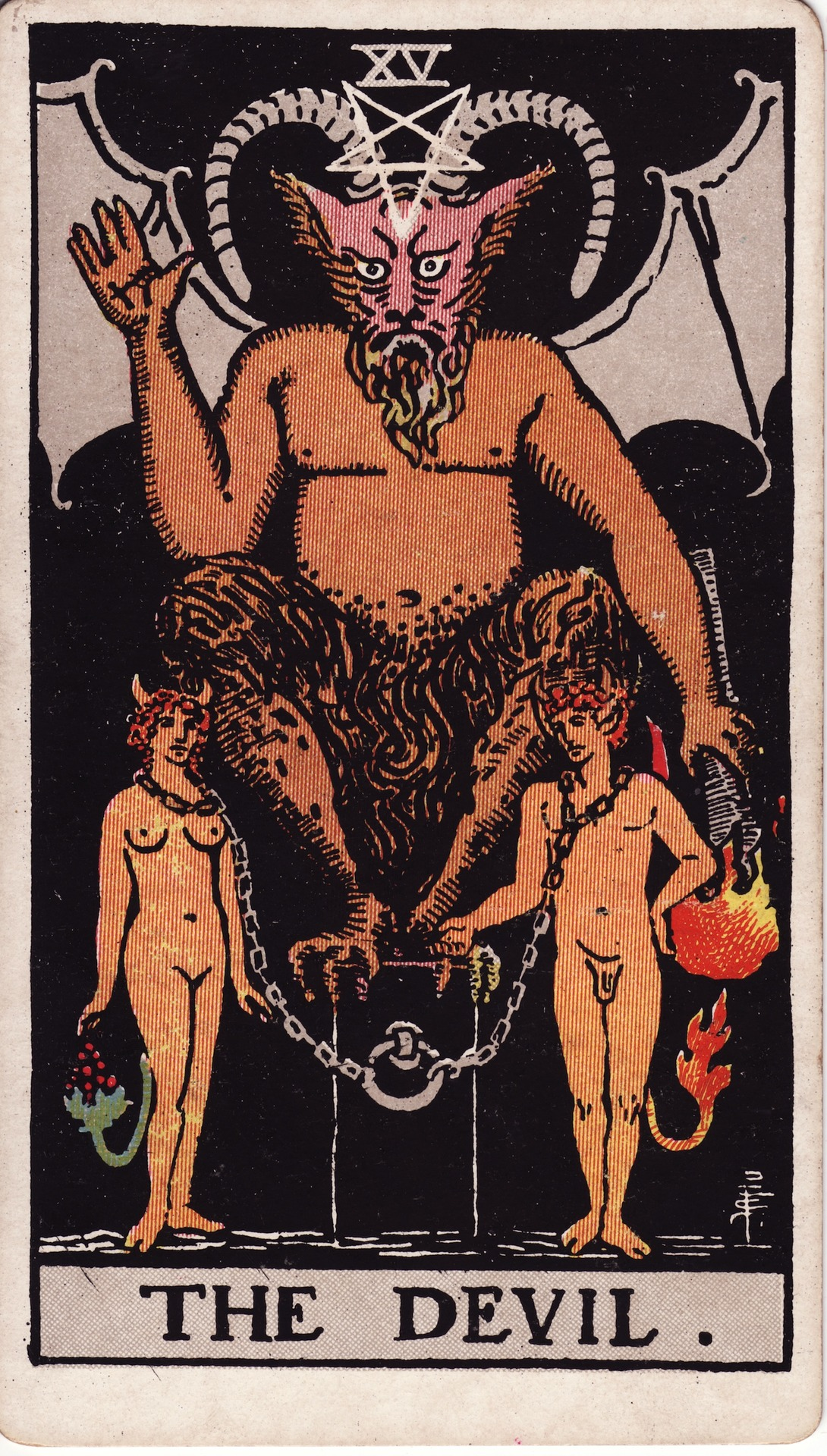
XV – The Devil
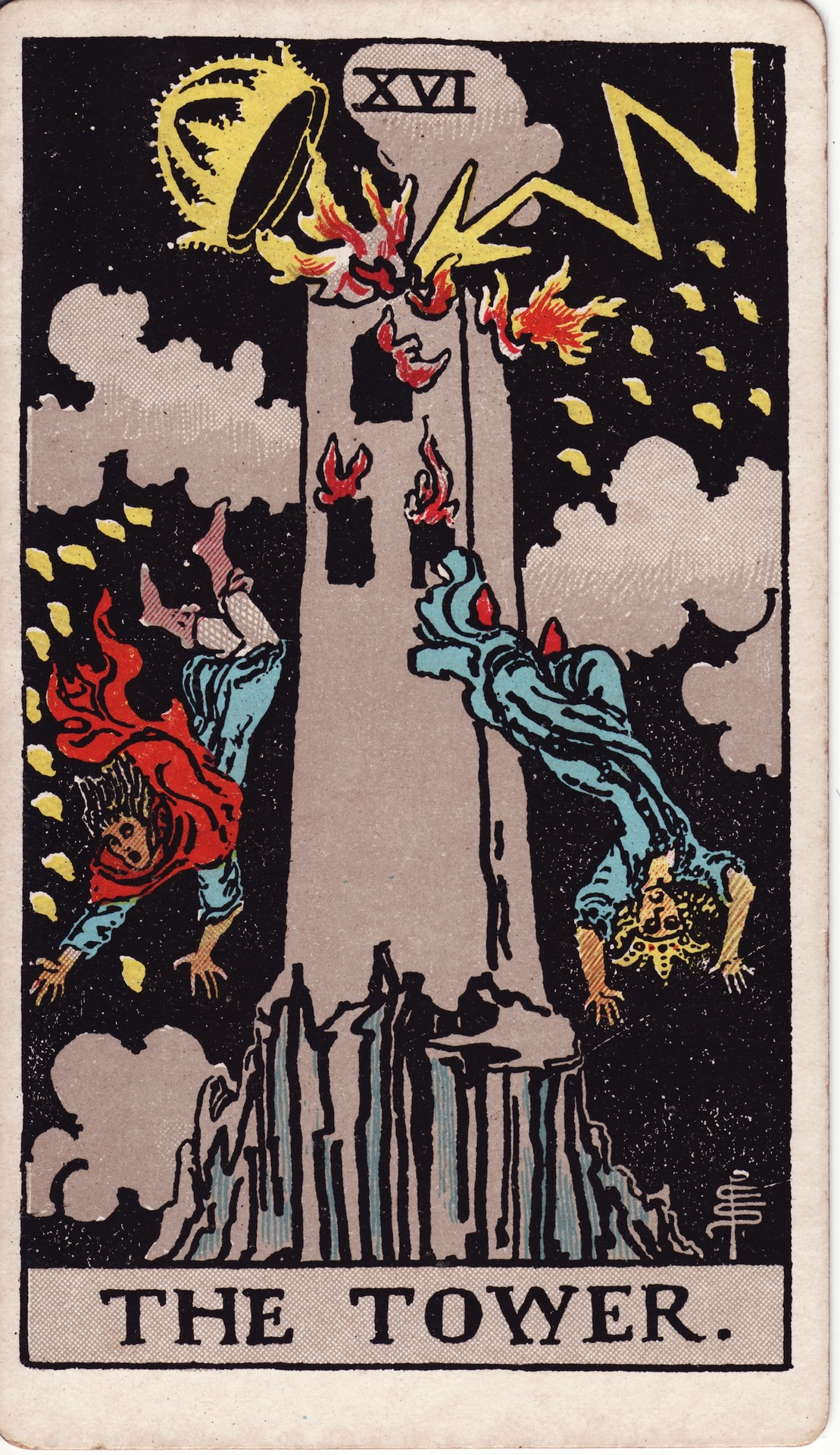
XVI – The Tower
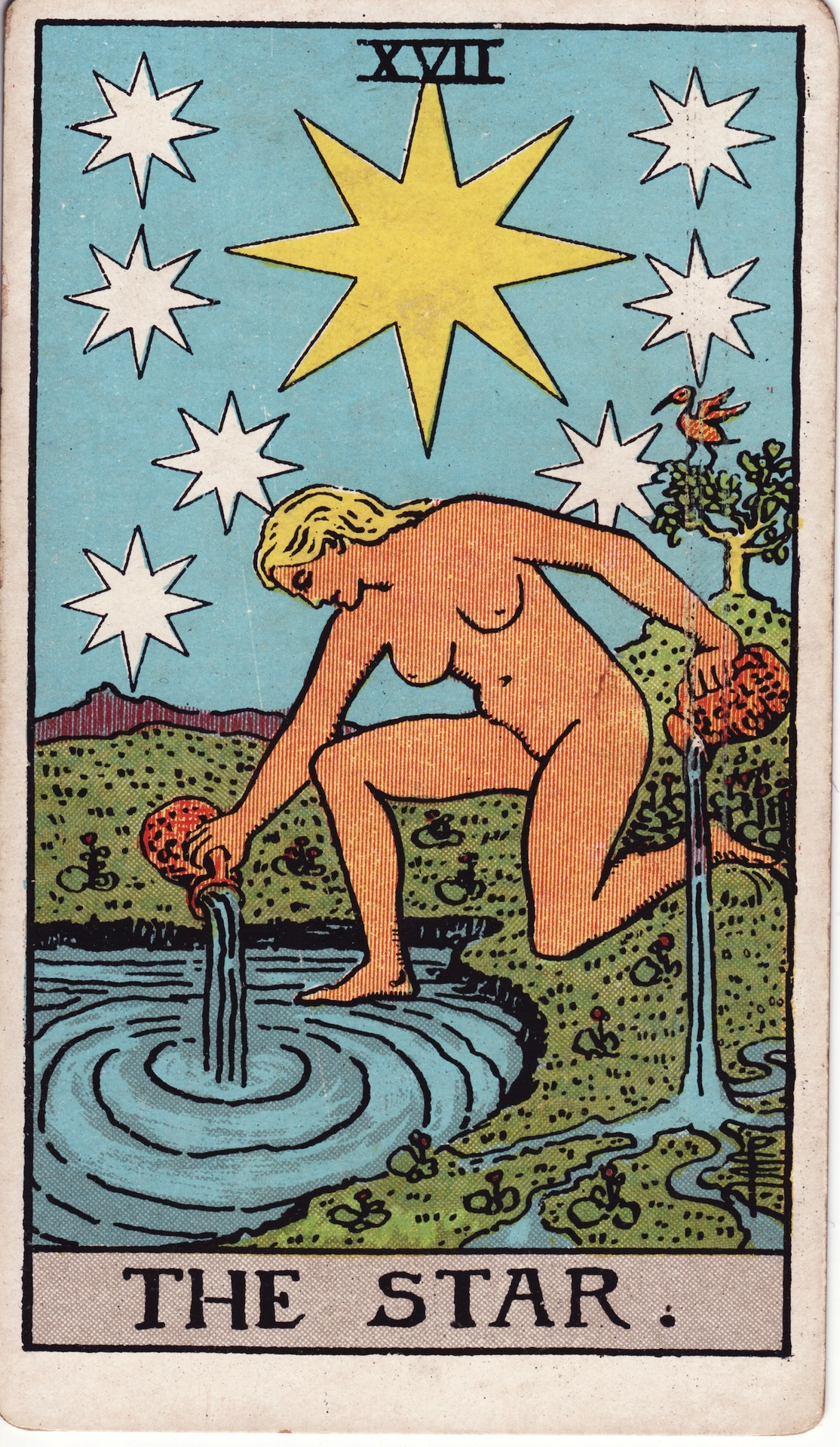
XVII – The Star
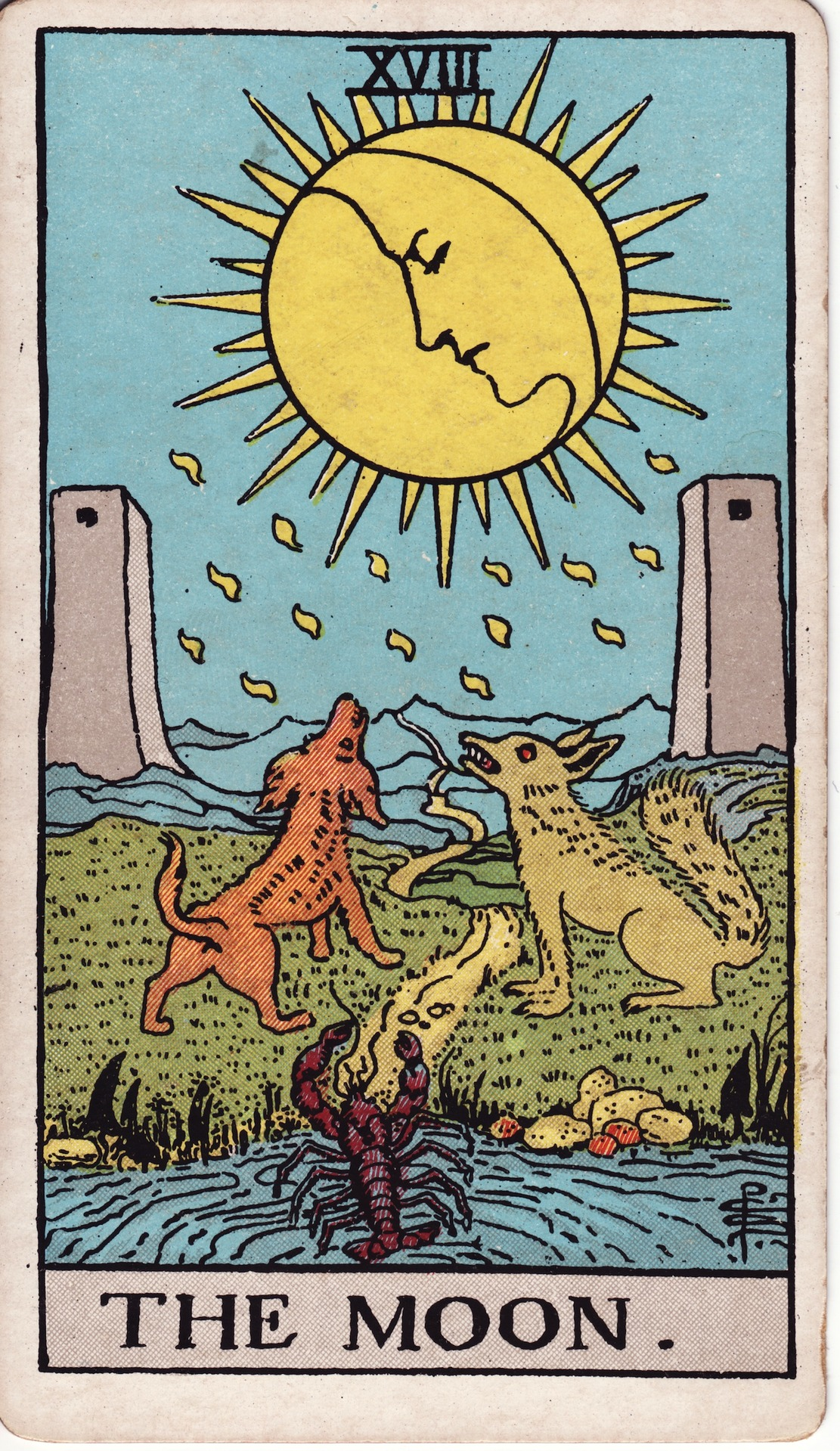
XVIII – The Moon
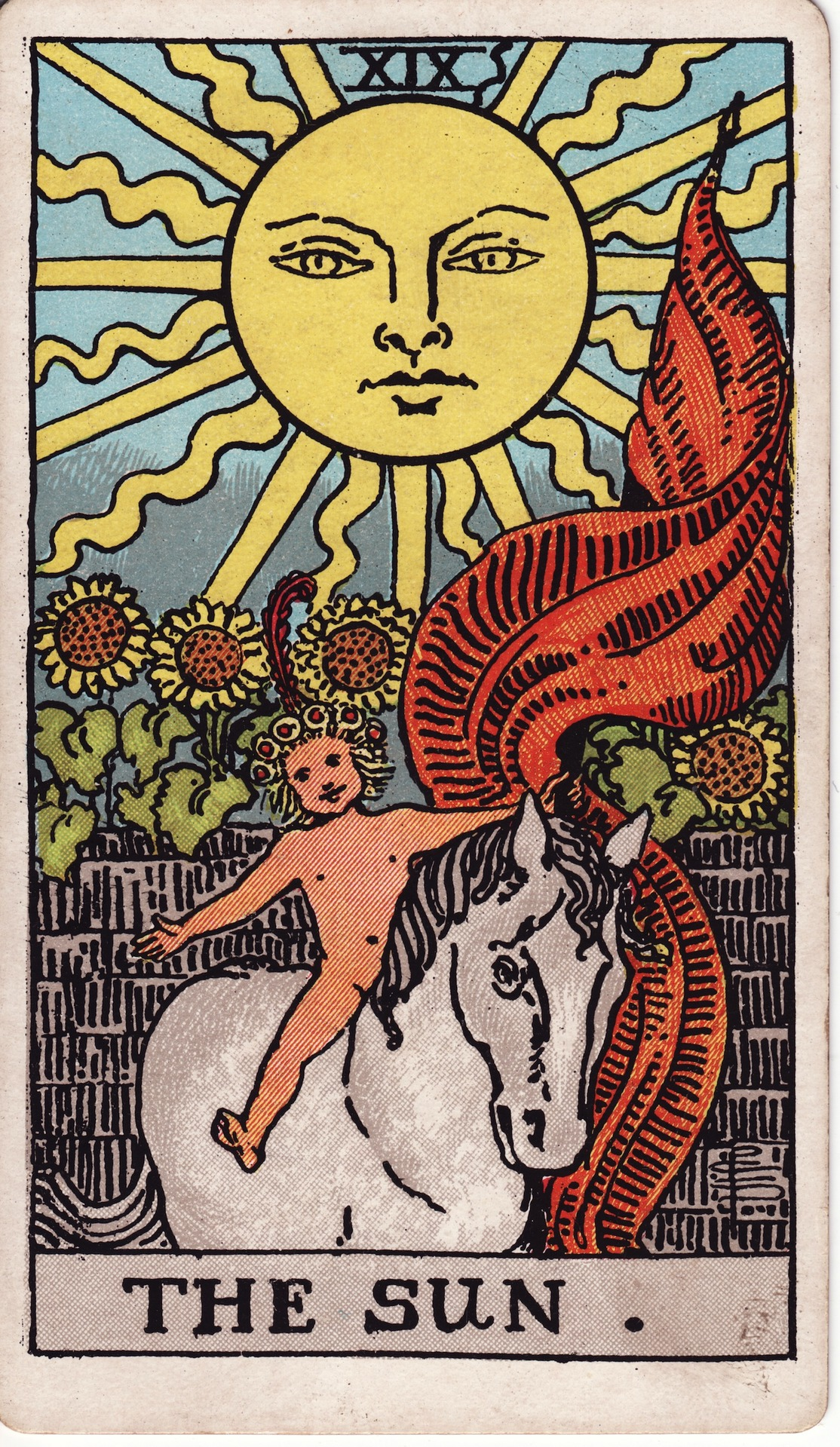
XIX – The Sun
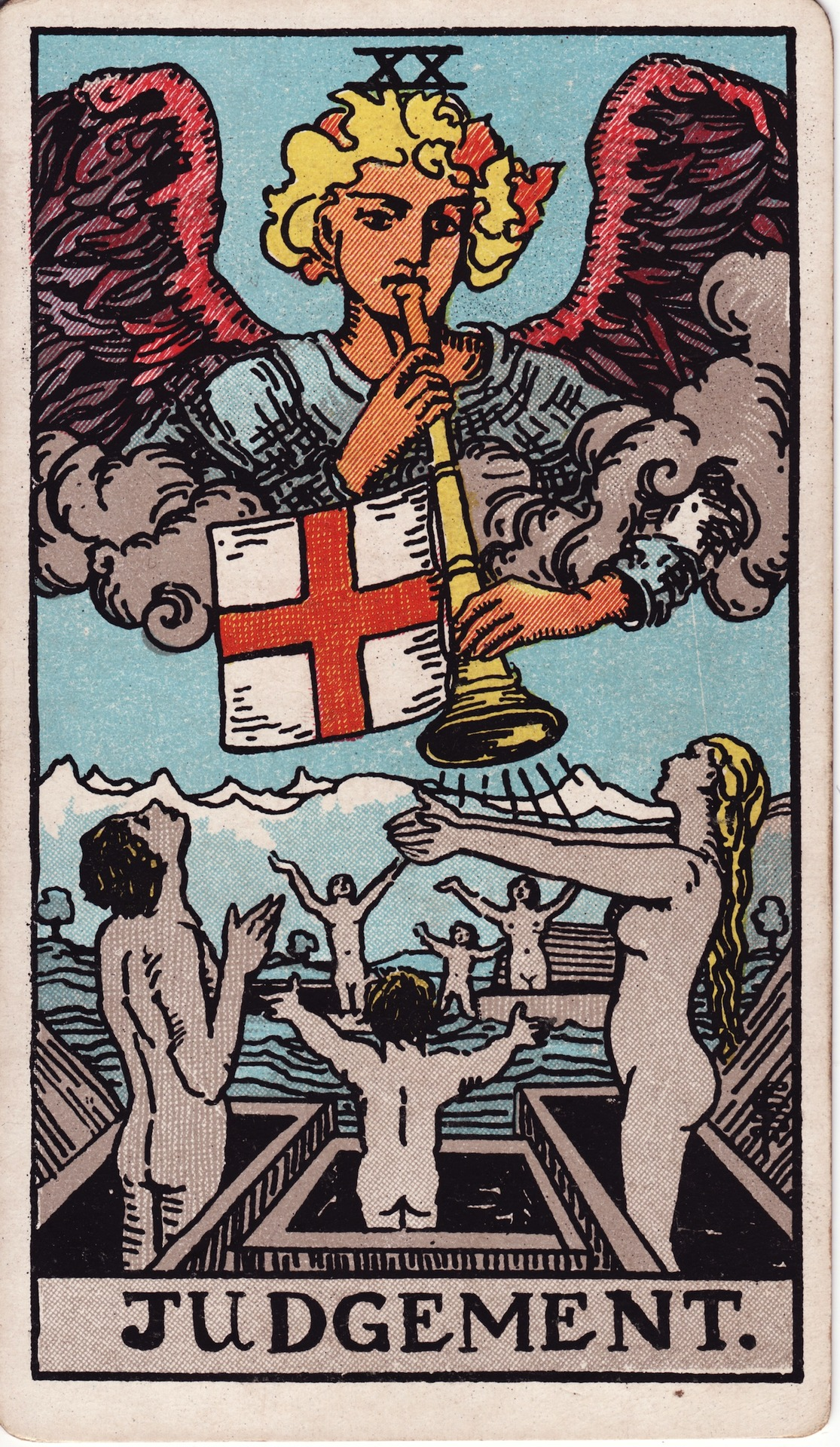
XX – Judgement
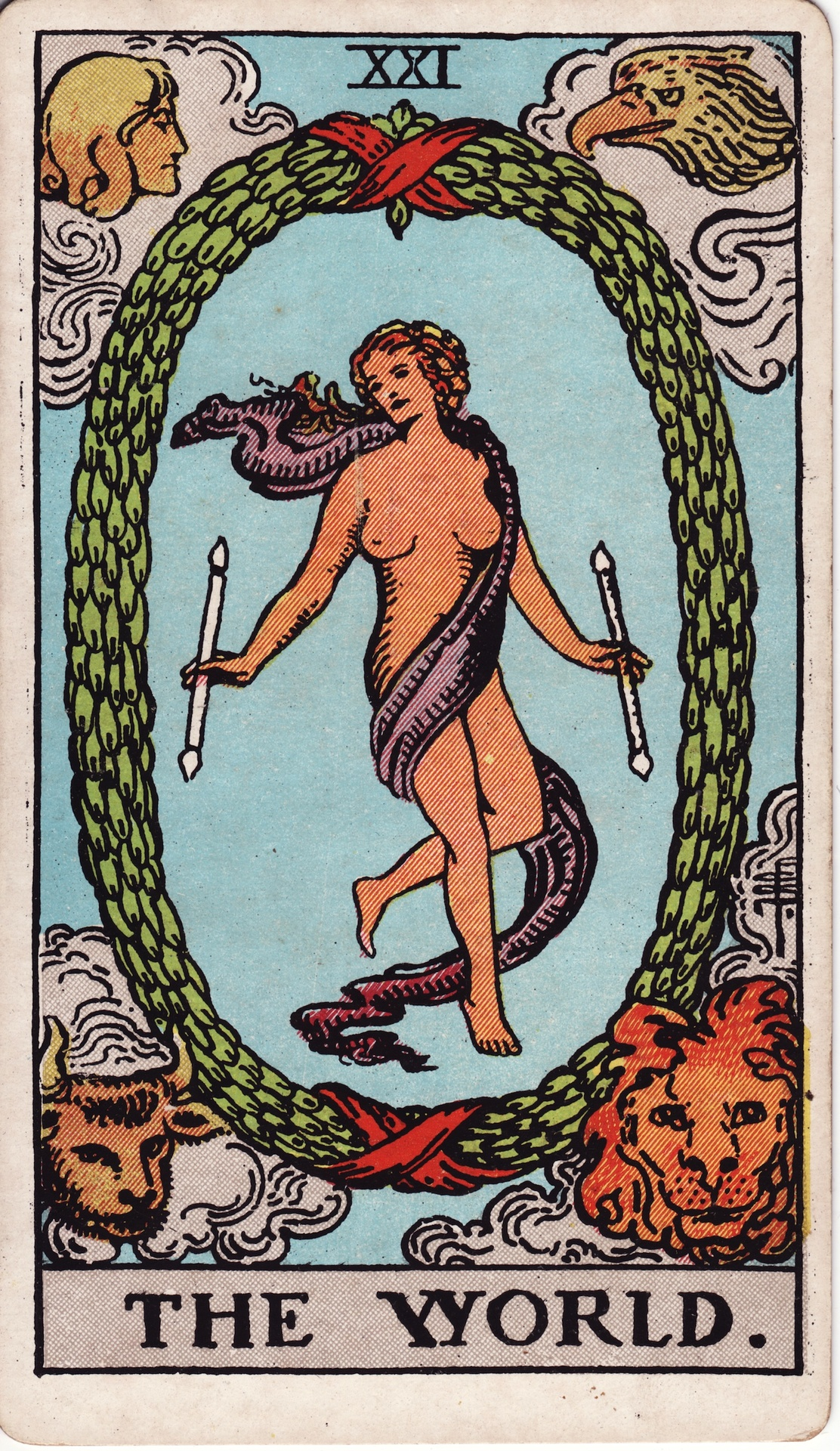
XXI – The World

### Arcans Menors

#### Coll de Varetes
El coll de Varetes, també conegut com a Esclaus en alguna baralla, correspon als Trèvols o Bastos o Flors dels jocs moderns:

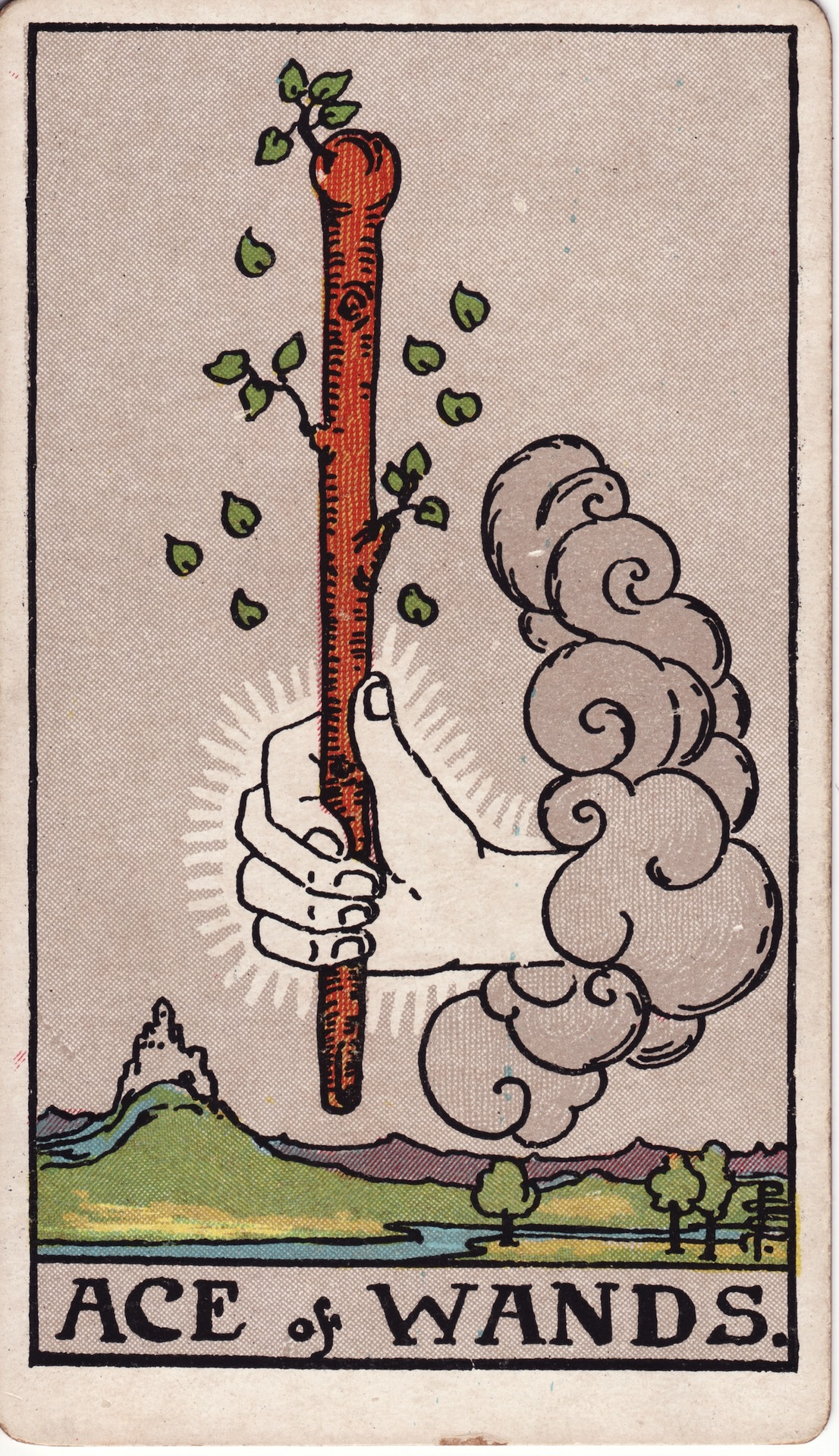
Ace of Wands
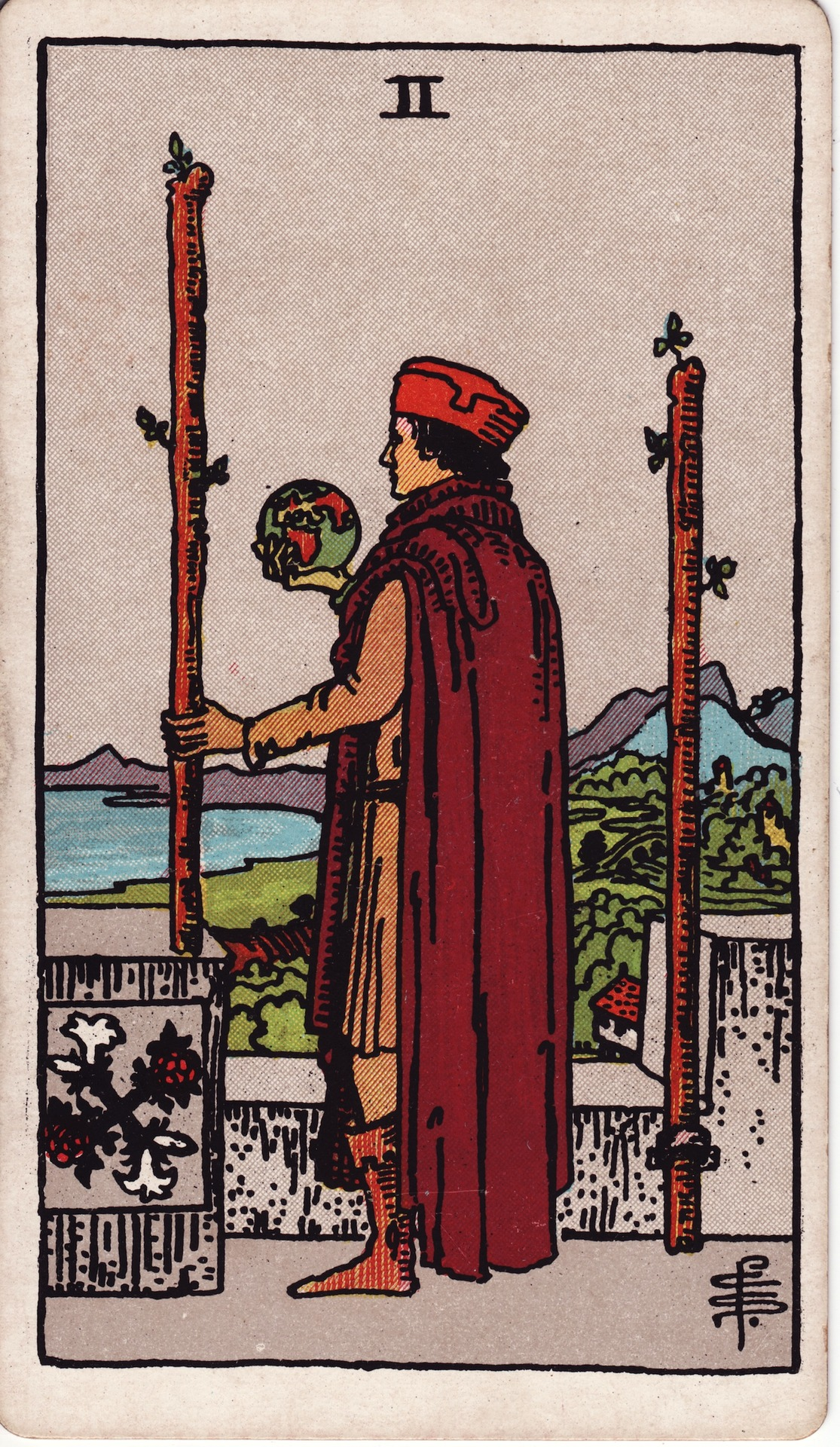
Two of Wands
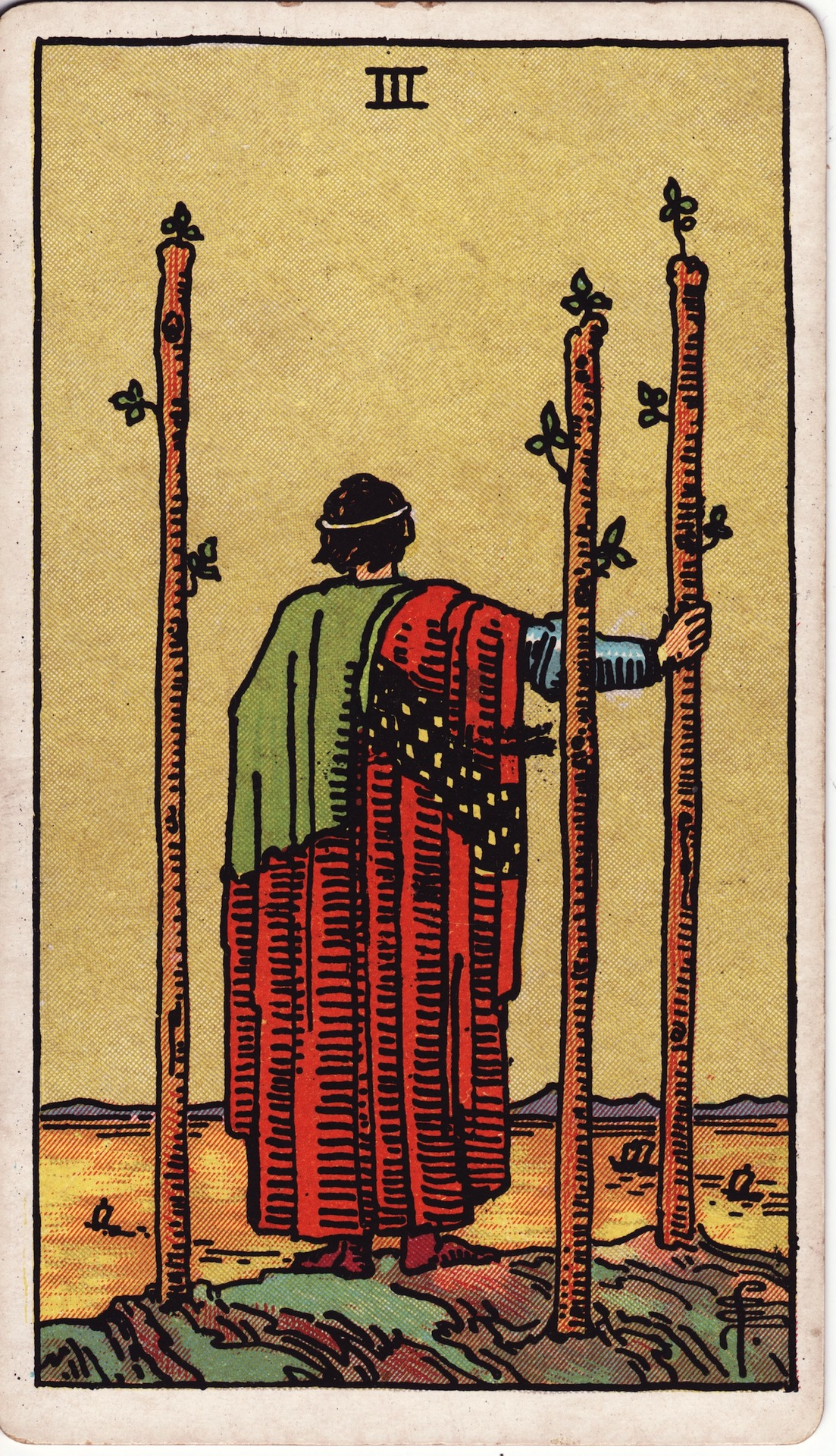
Three of Wands
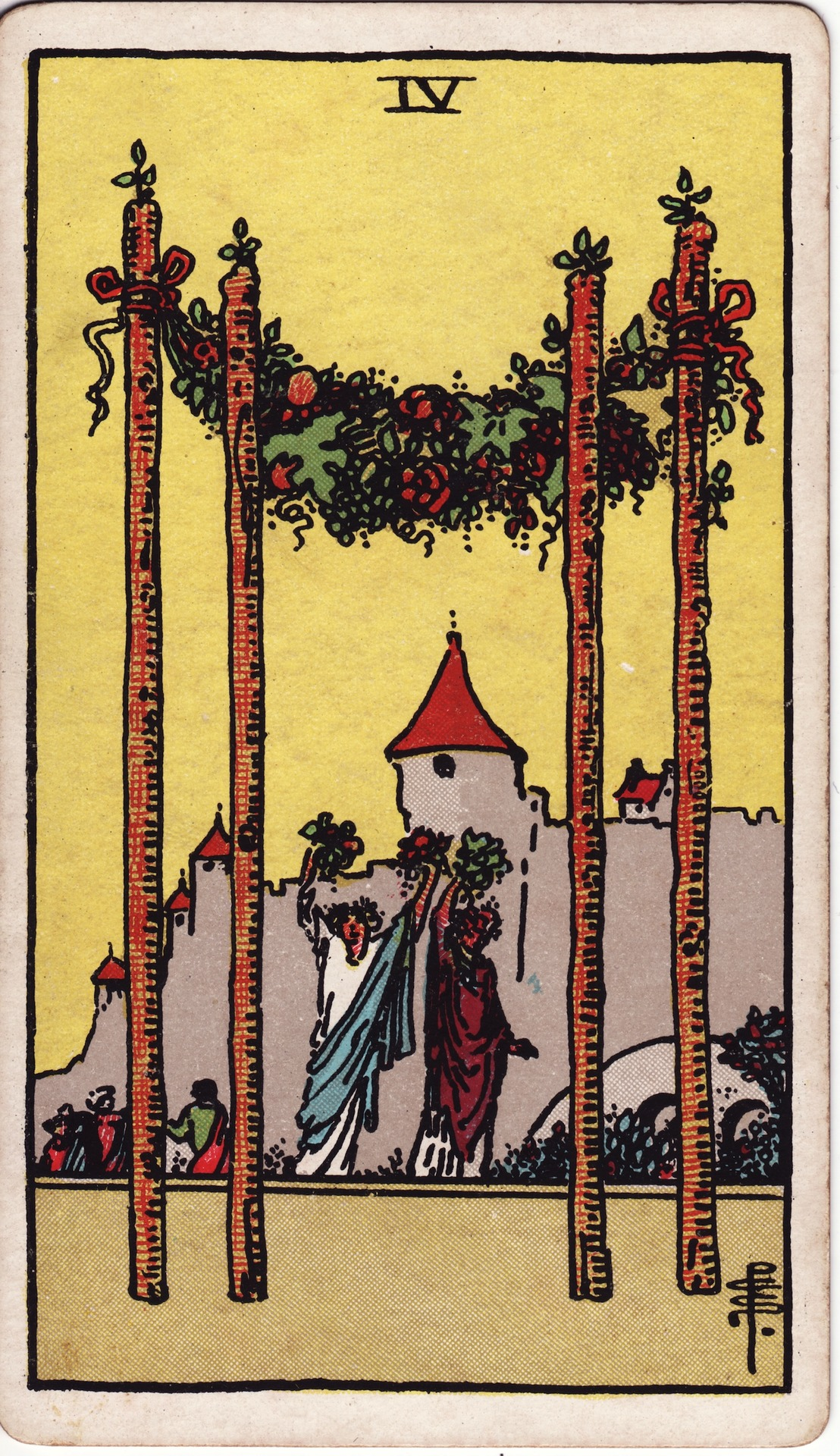
Four of Wands
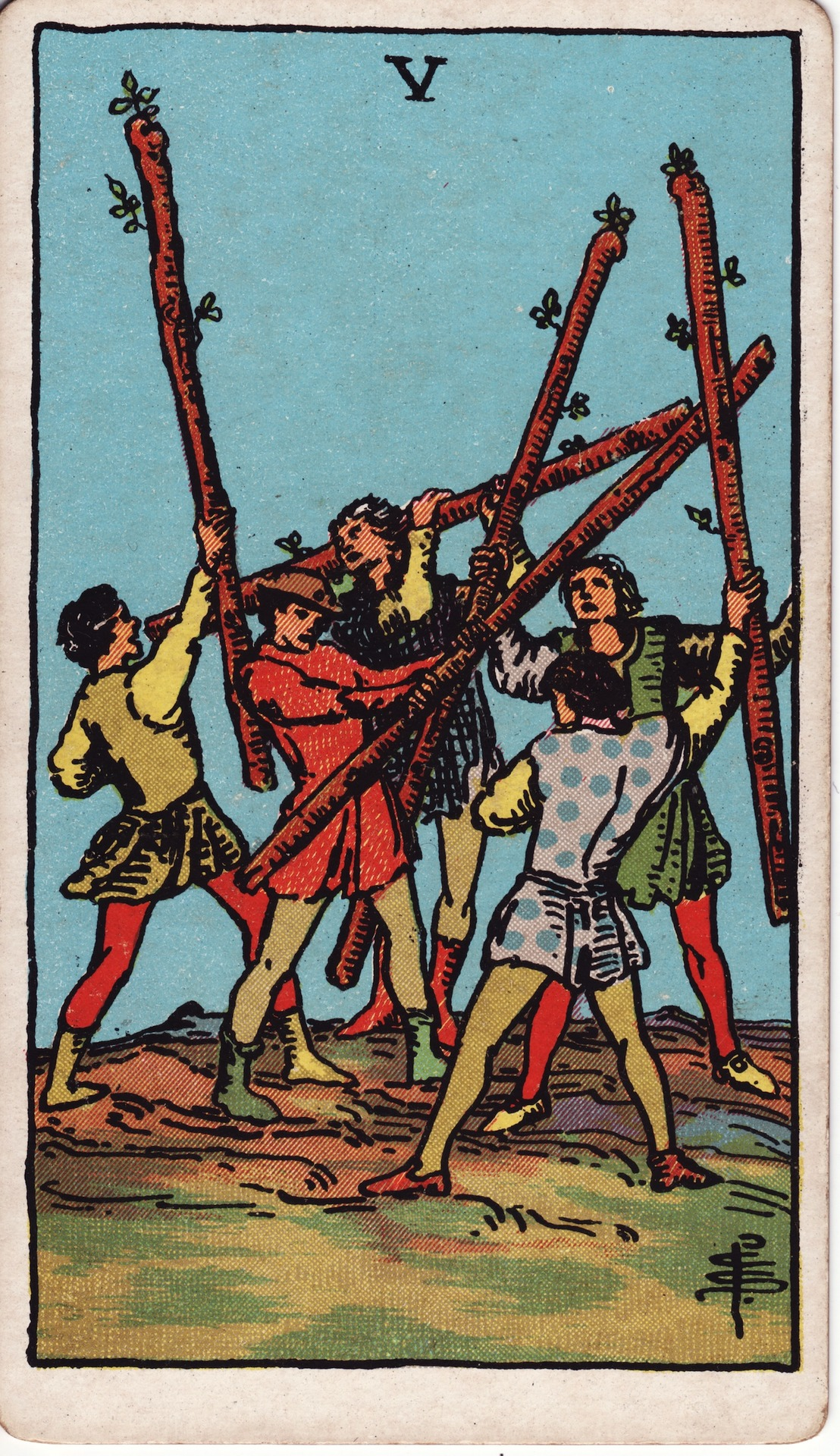
Five of Wands
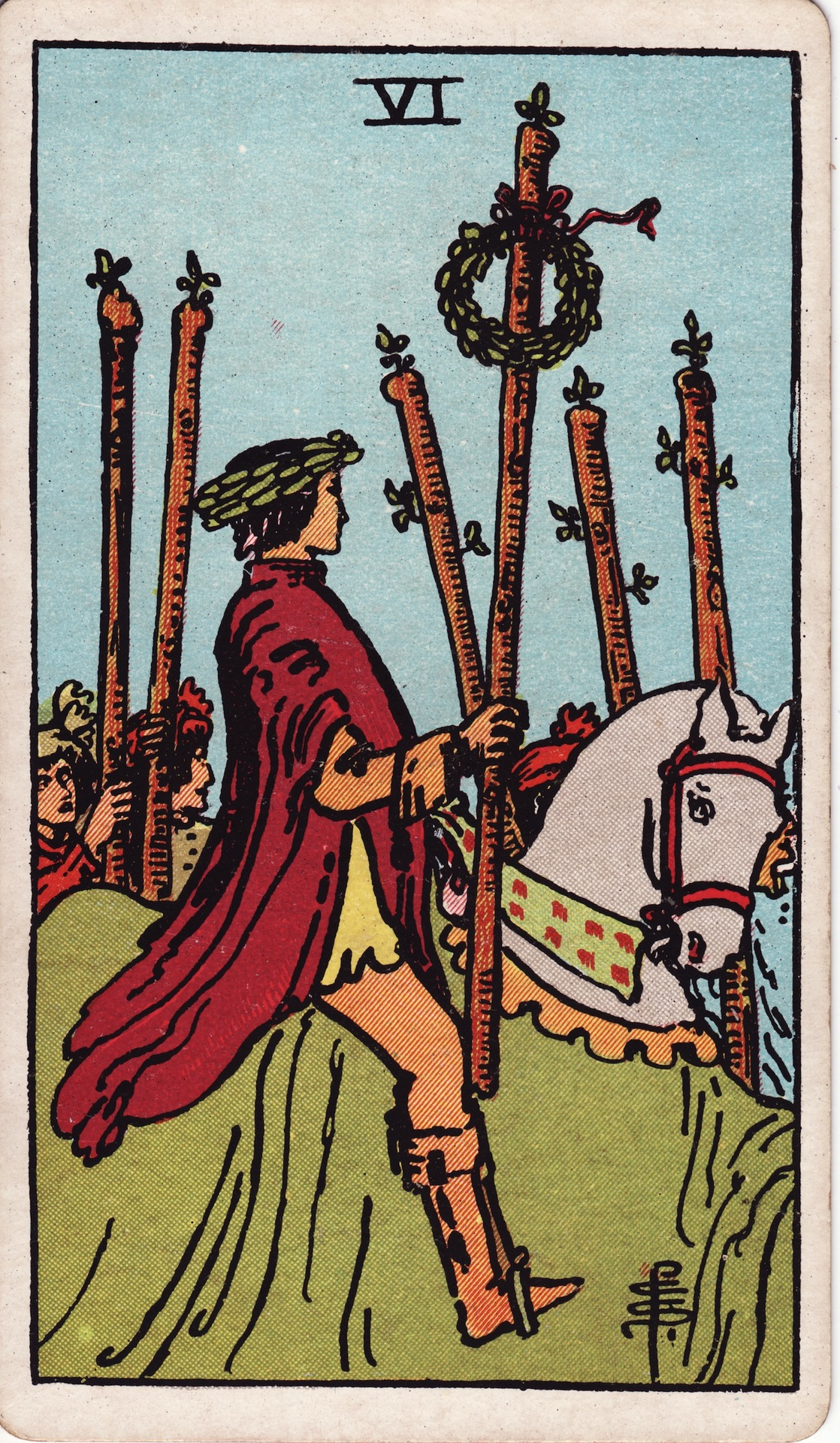
Six of Wands
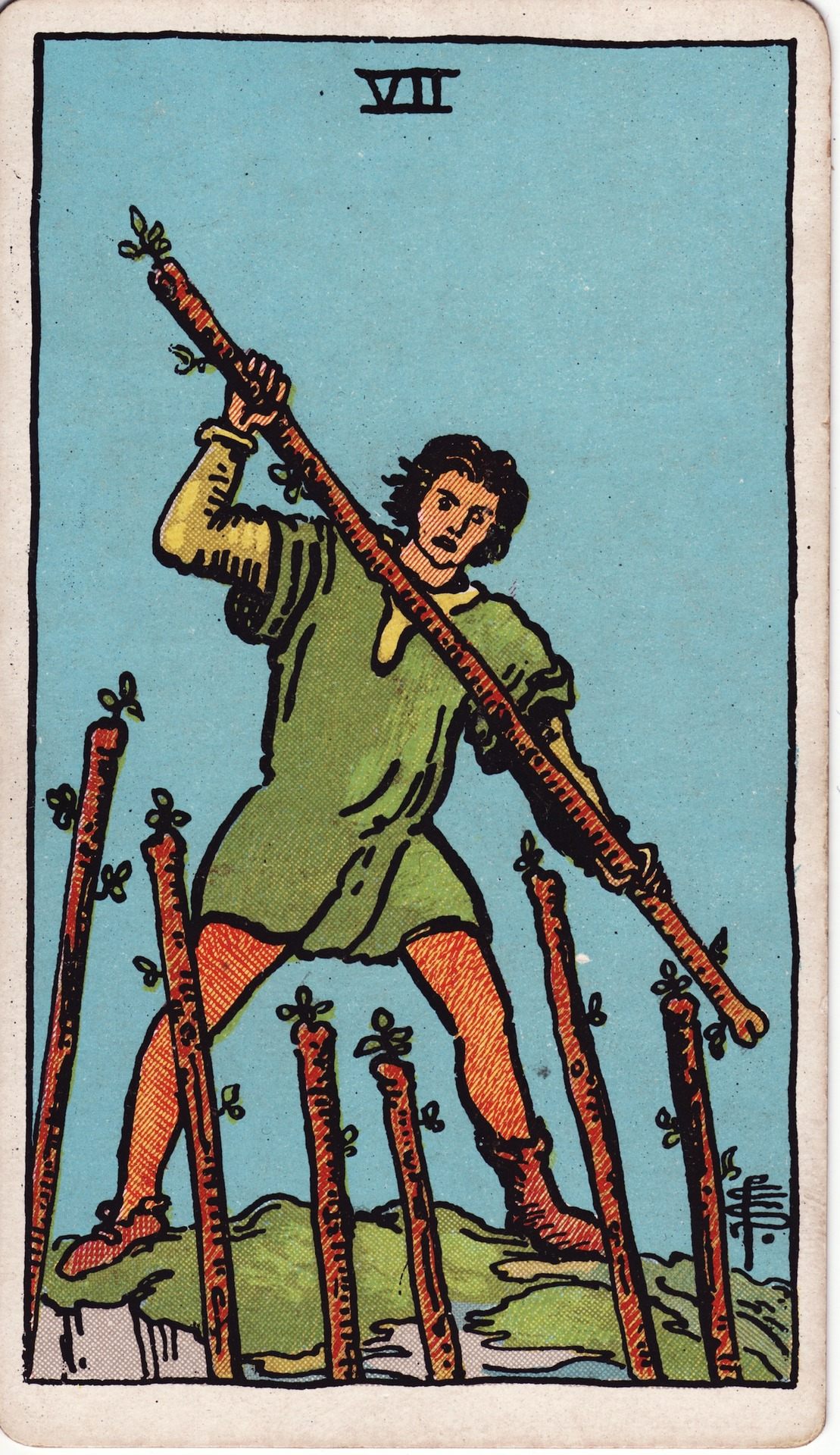
Seven of Wands
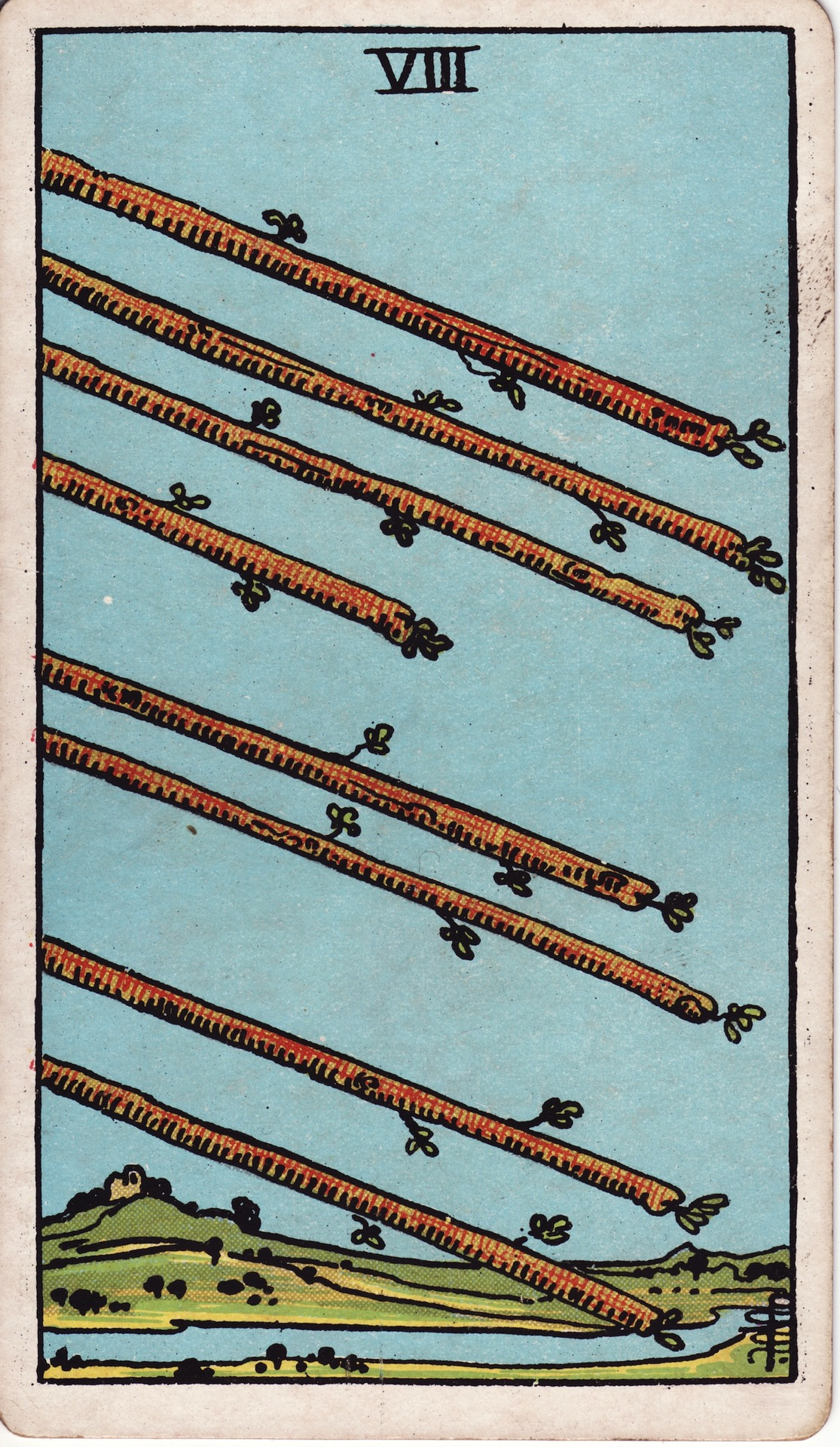
Eight of Wands
Nine of Wands
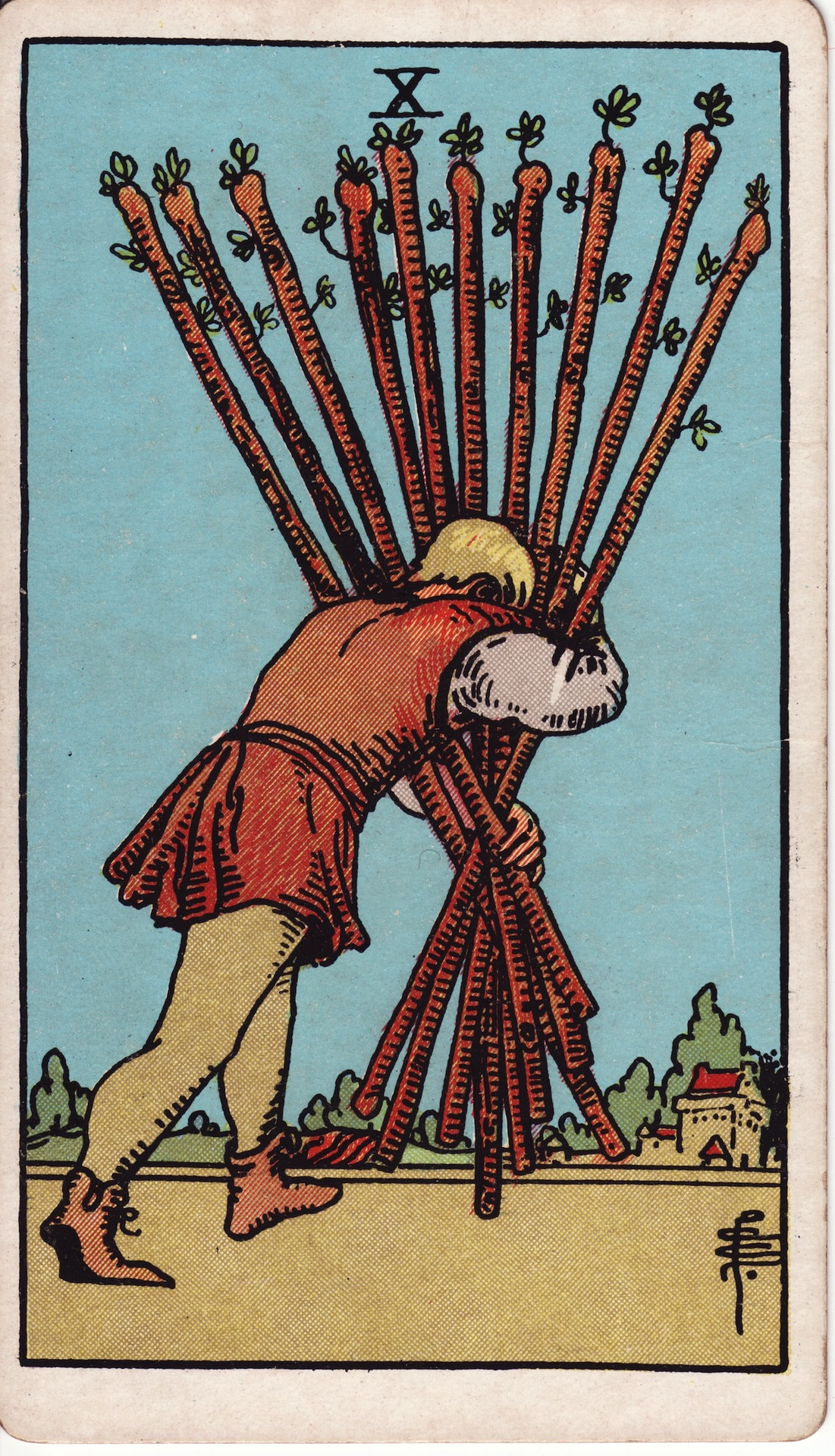
Ten of Wands
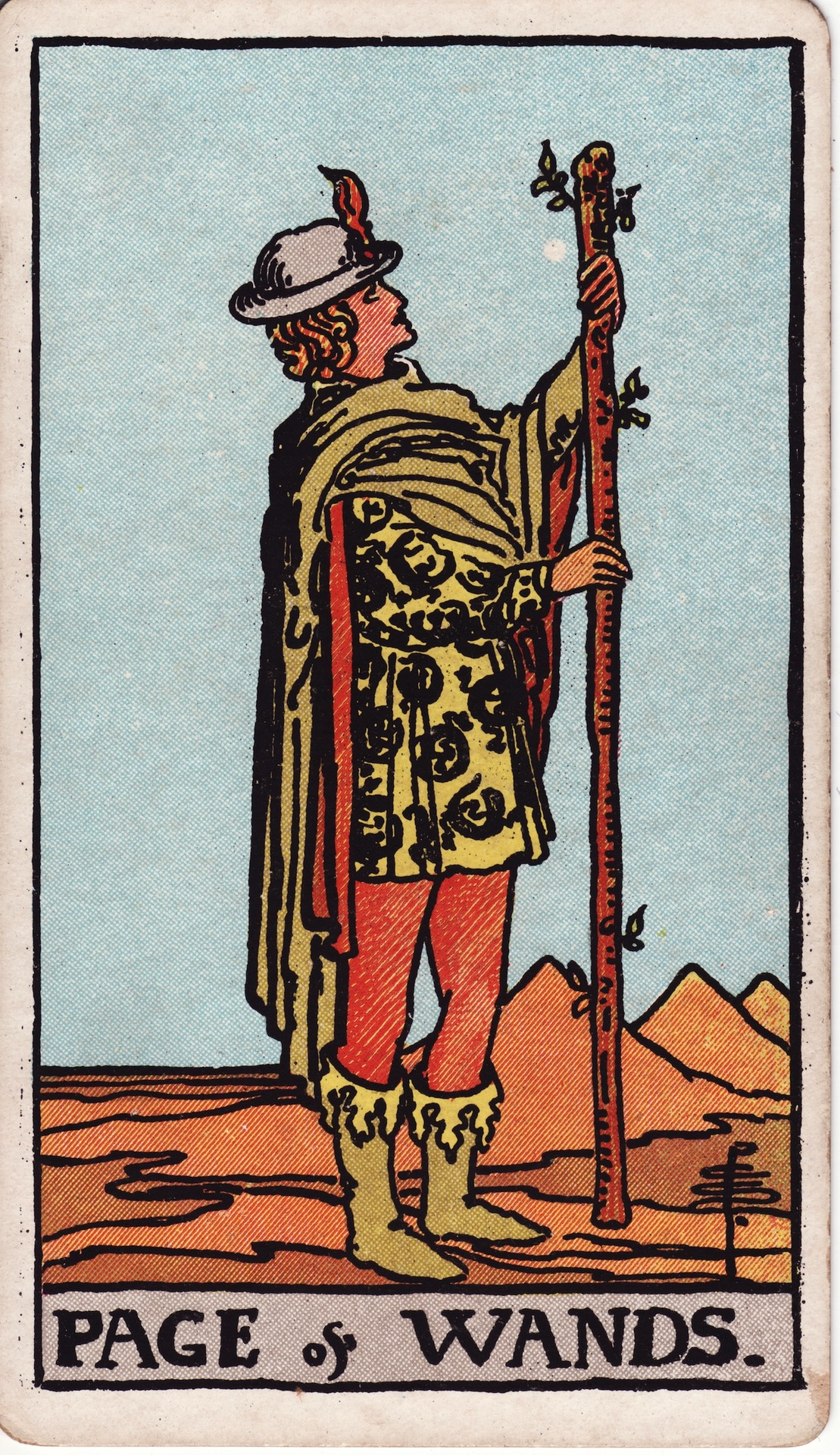
Page of Wands
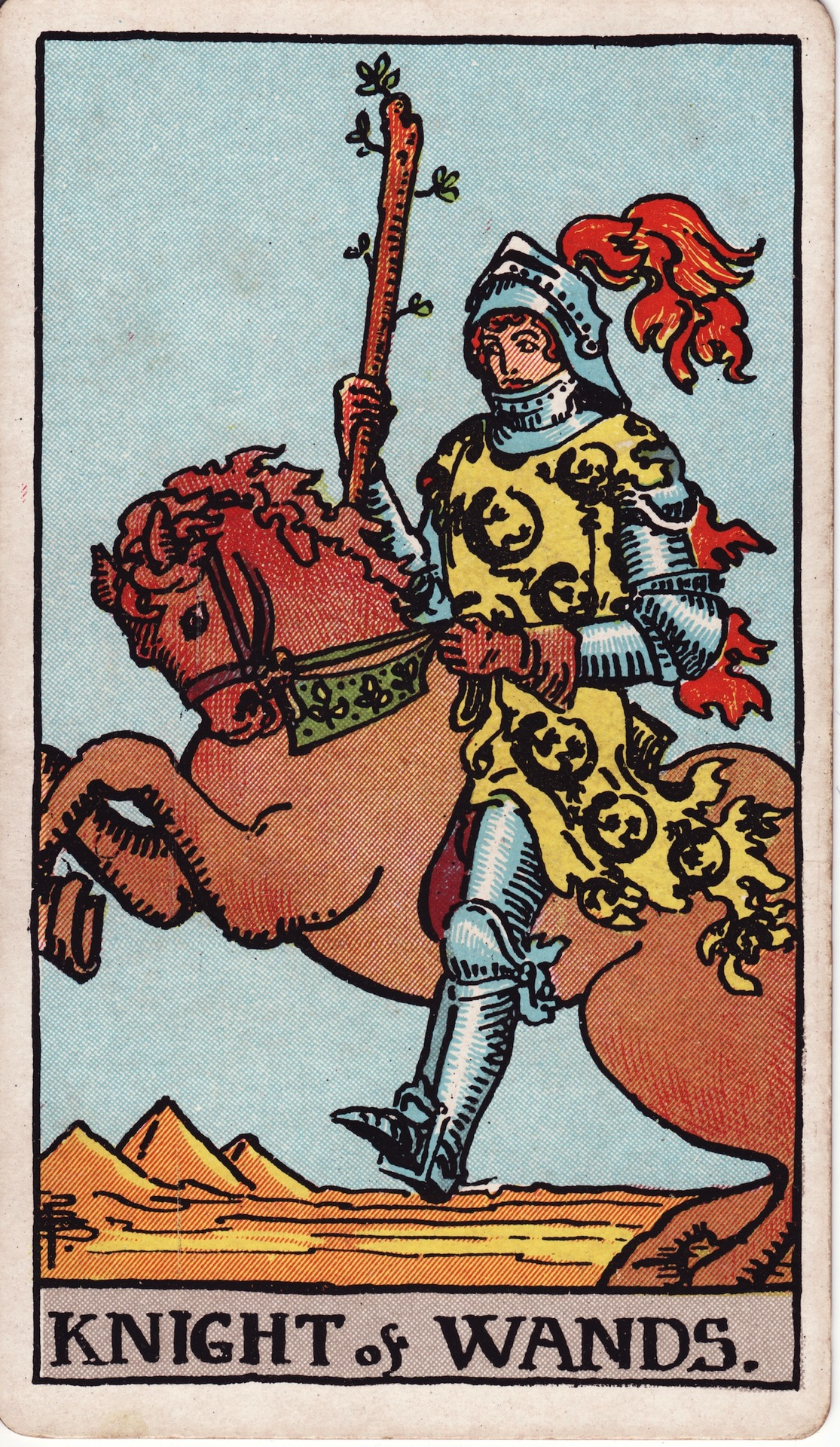
Knight of Wands
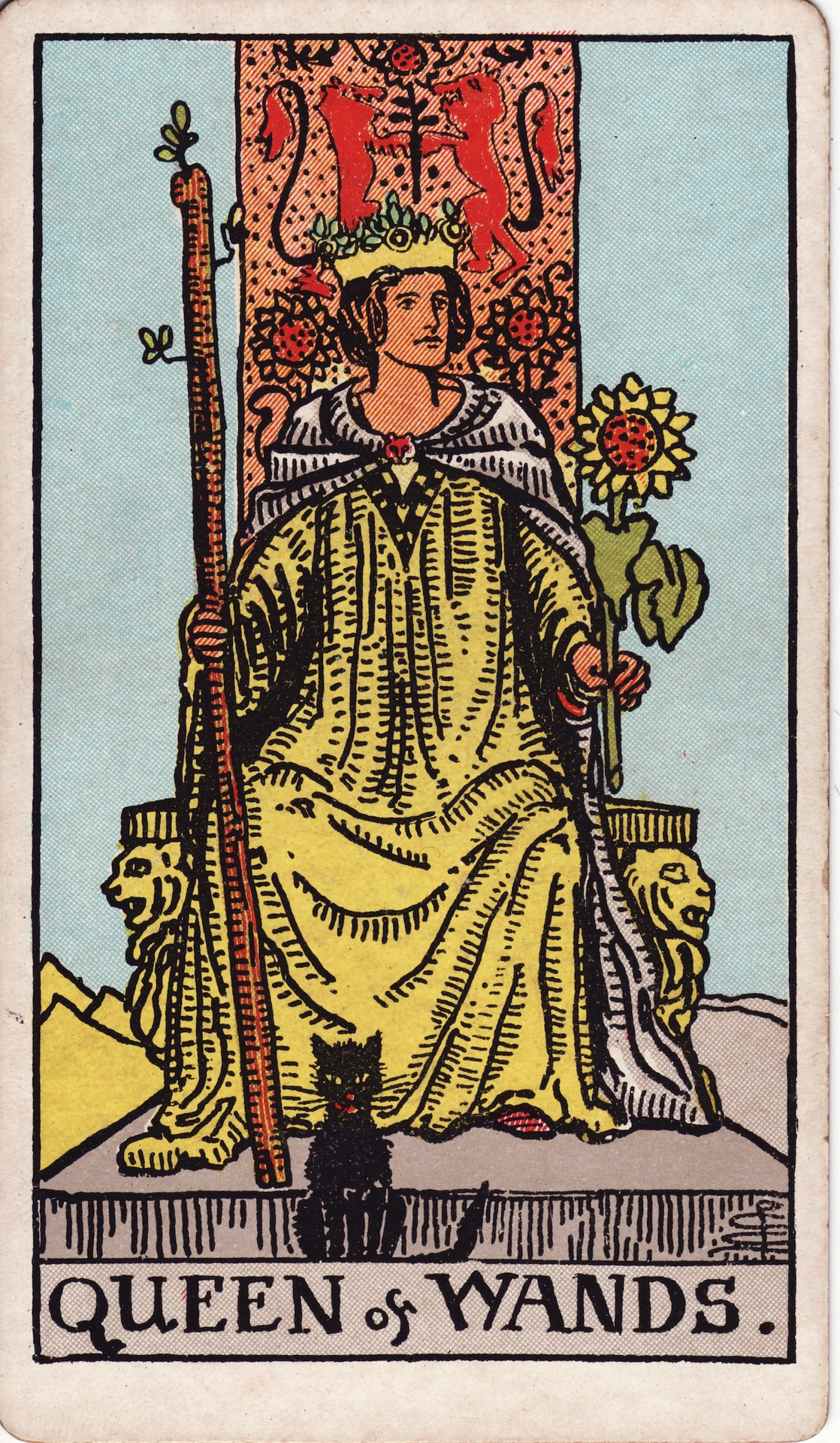
Queen of Wands
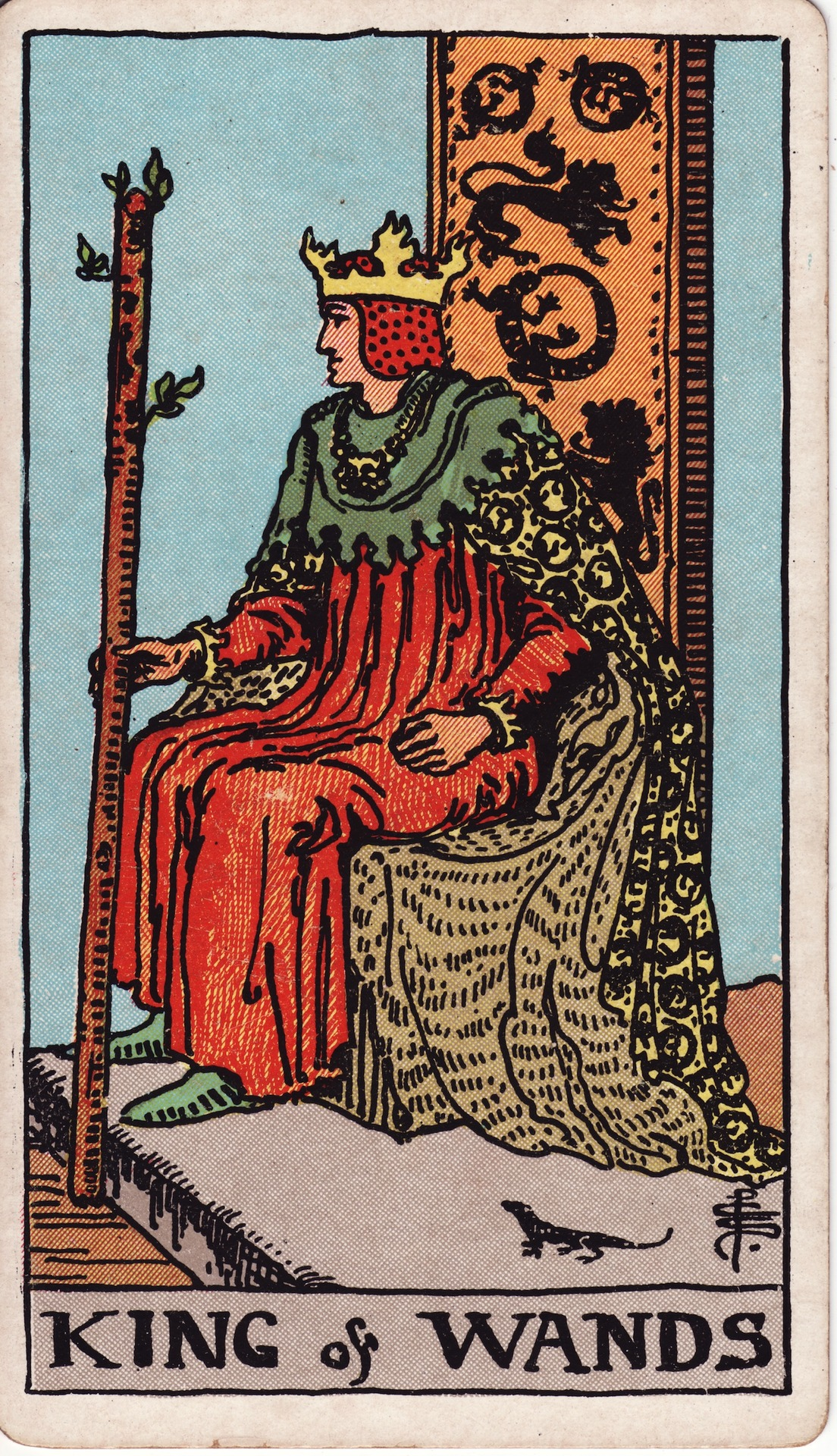
King of Wands

#### Coll de Calzes
El coll de Calzes correspon als Cors o Copes dels jocs moderns:

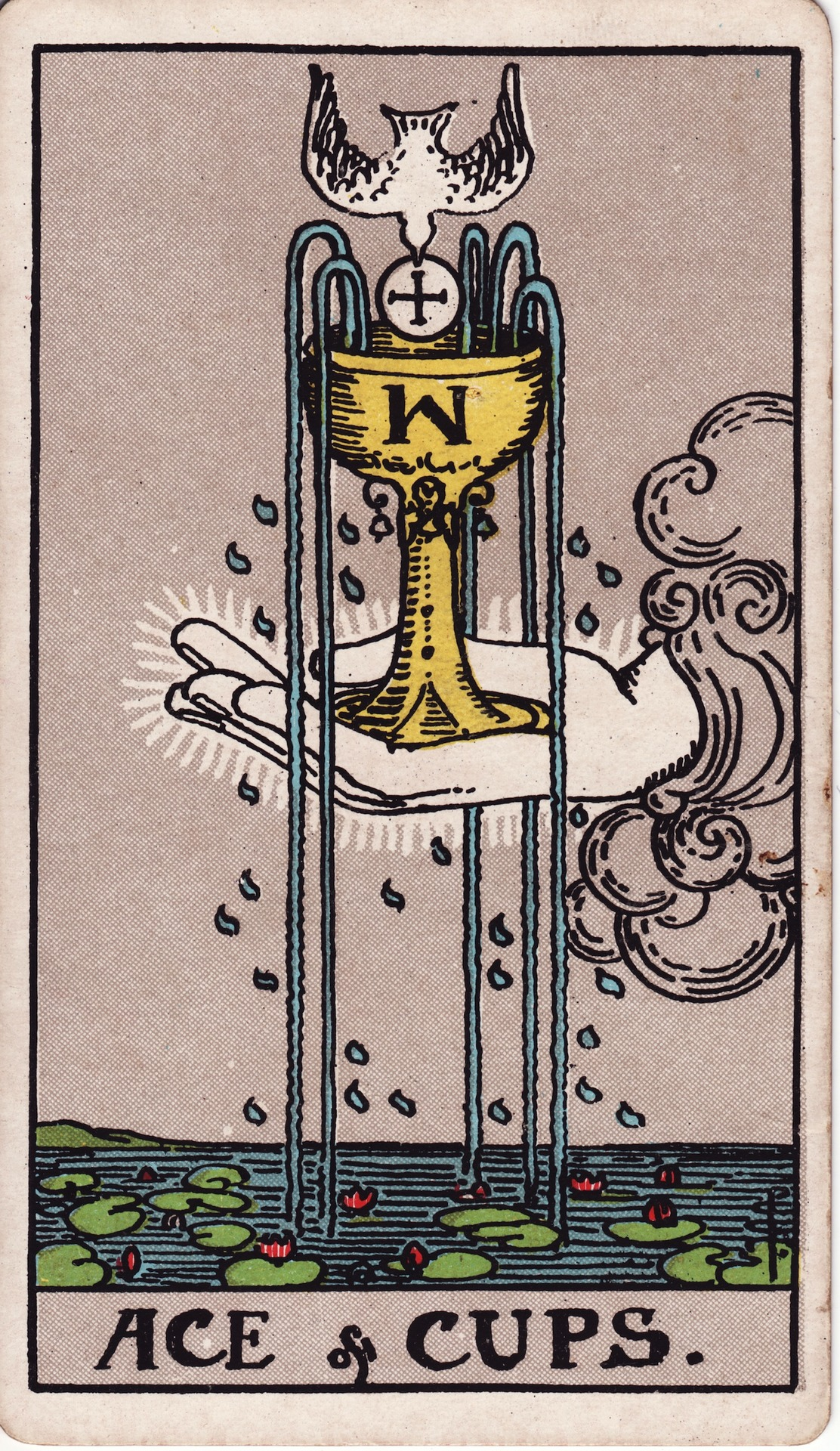
Ace of Cups
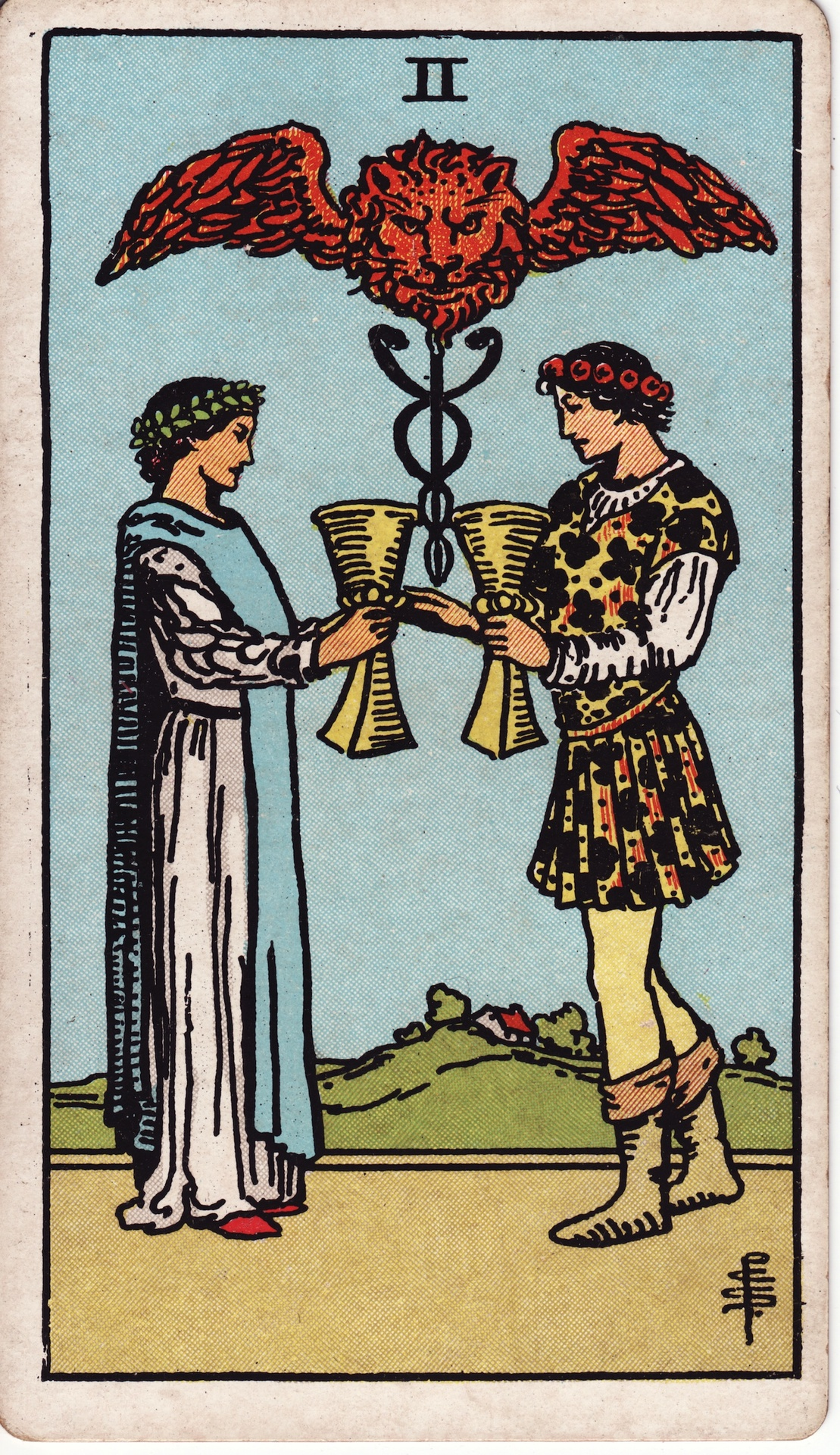
Two of Cups
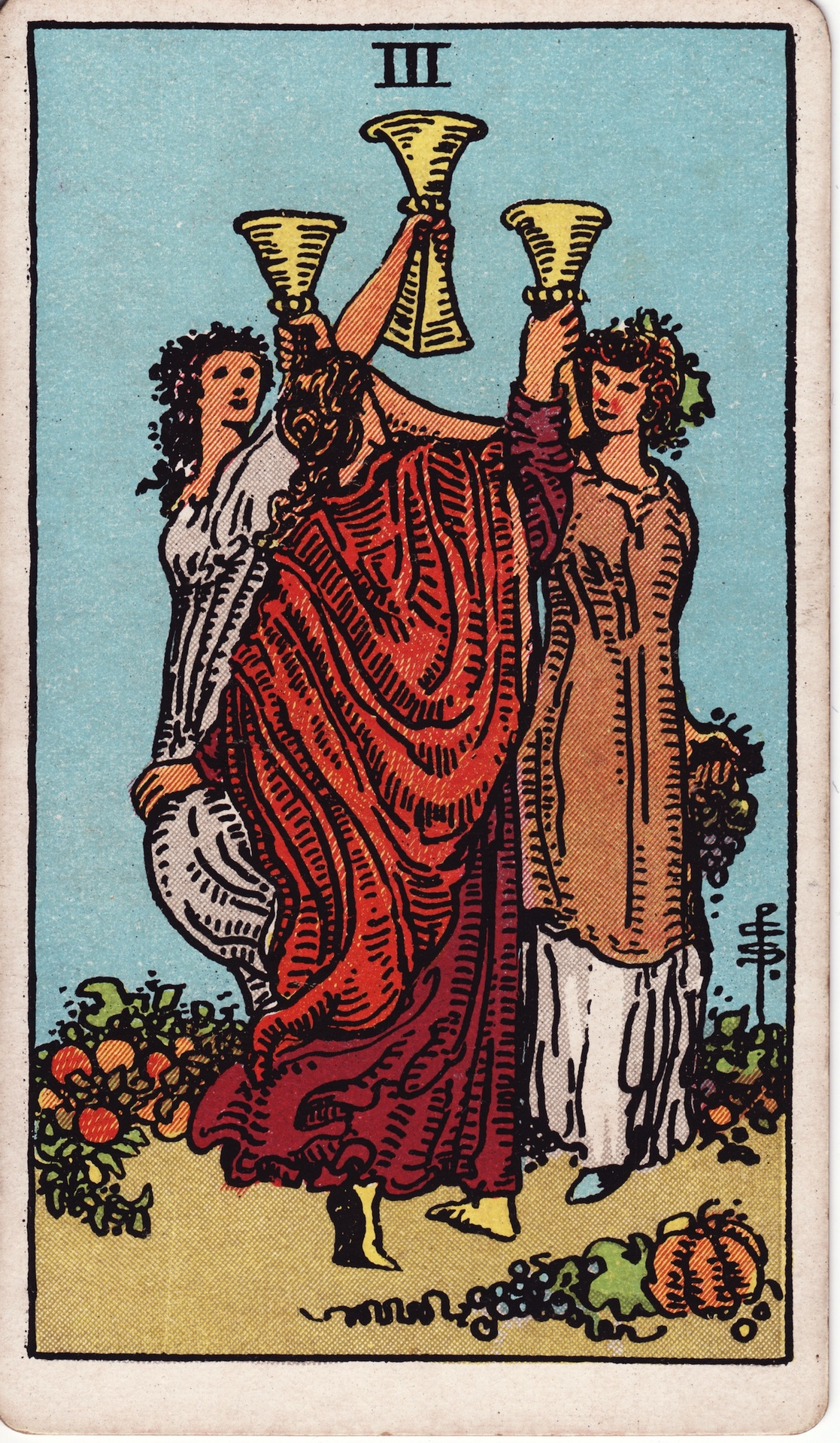
Three of Cups
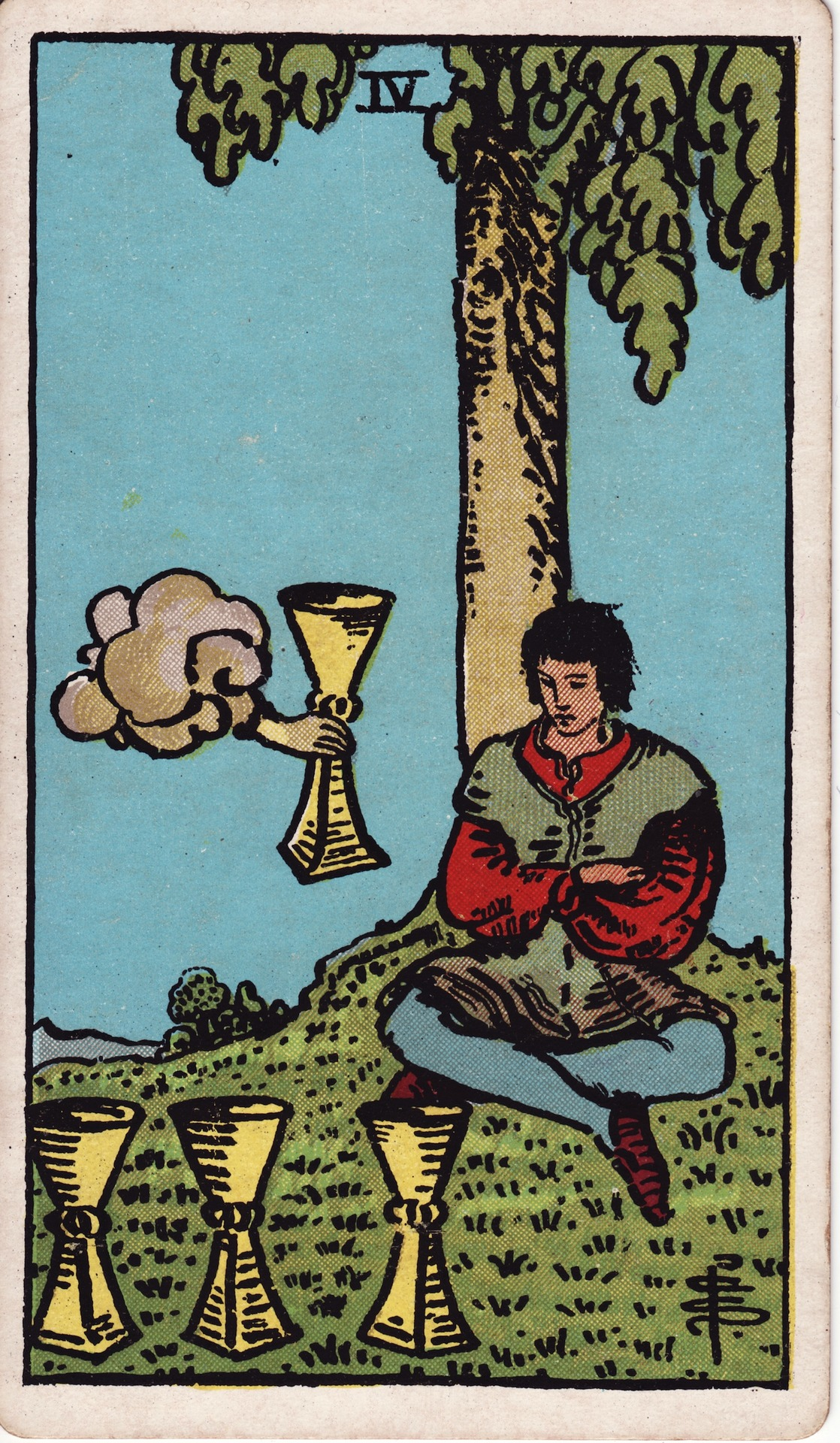
Four of Cups
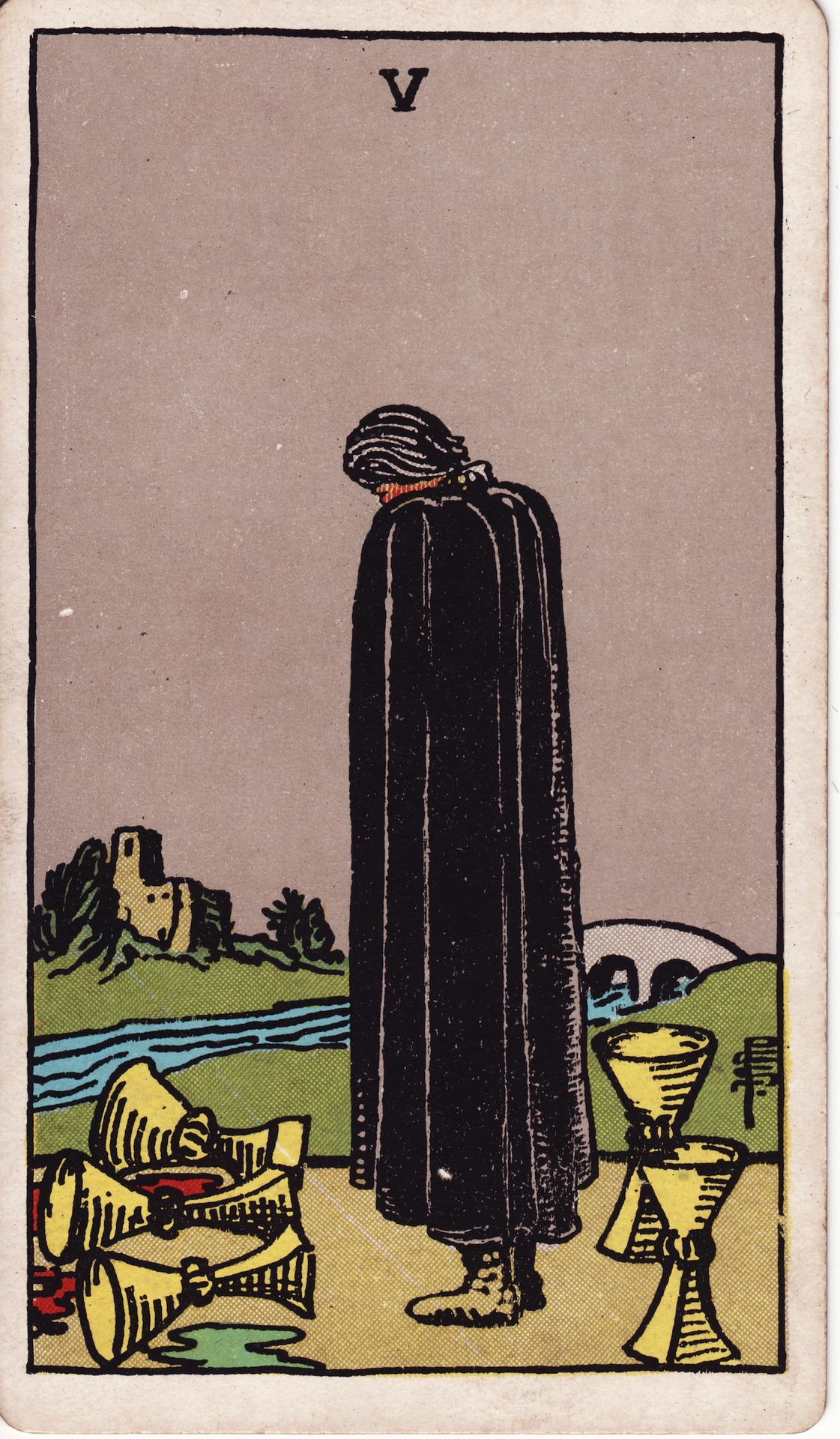
Five of Cups
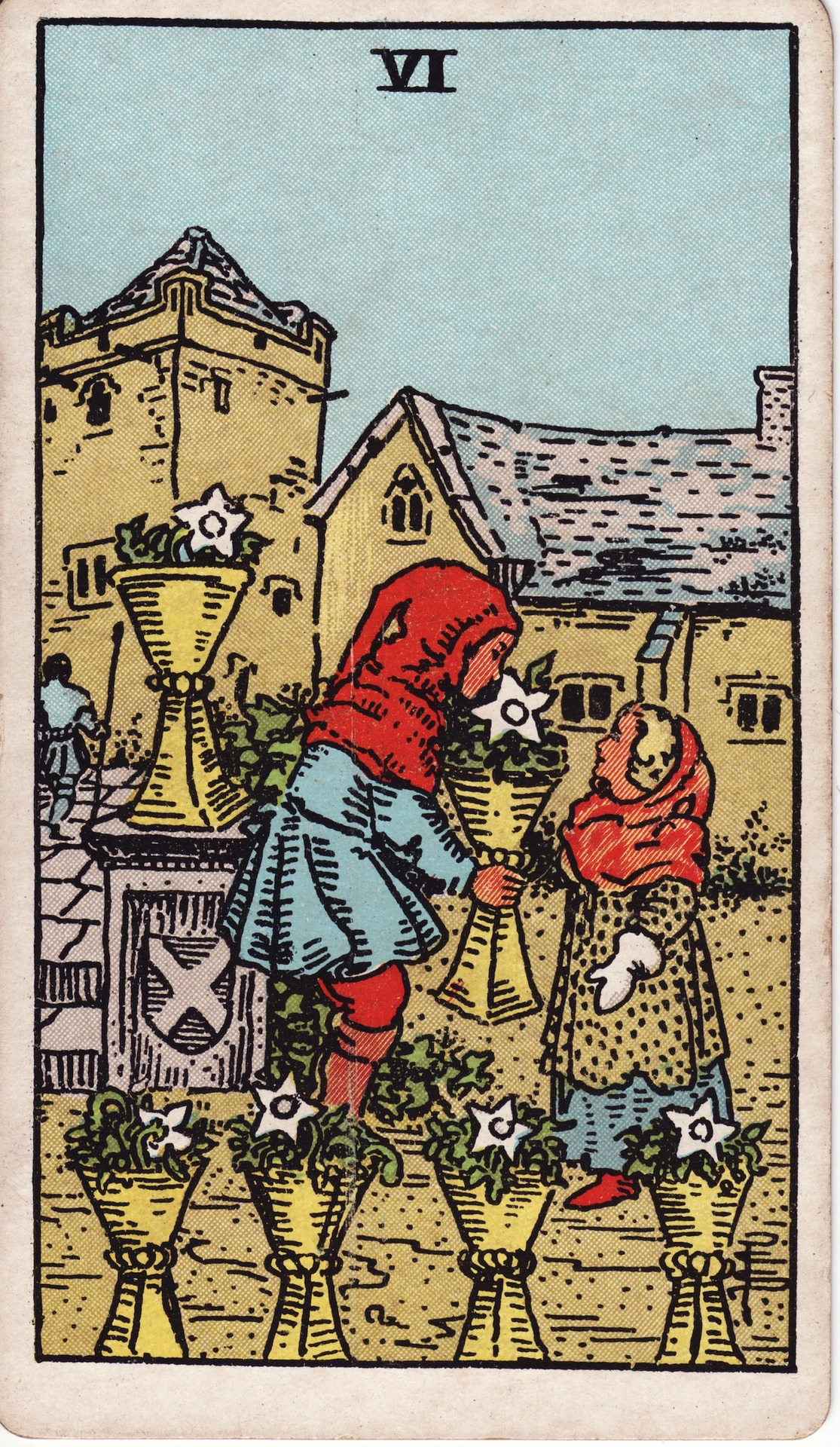
Six of Cups
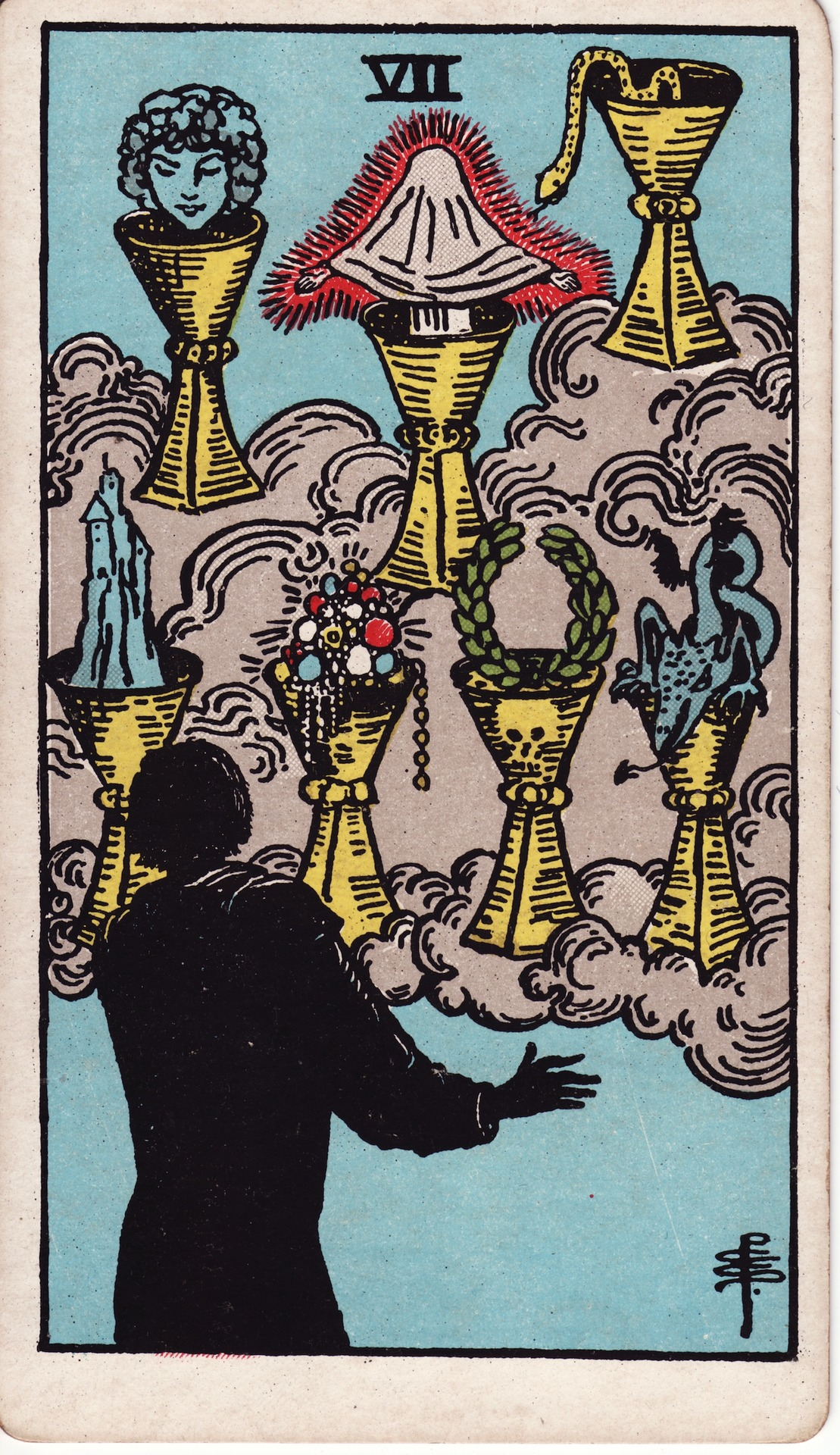
Seven of Cups
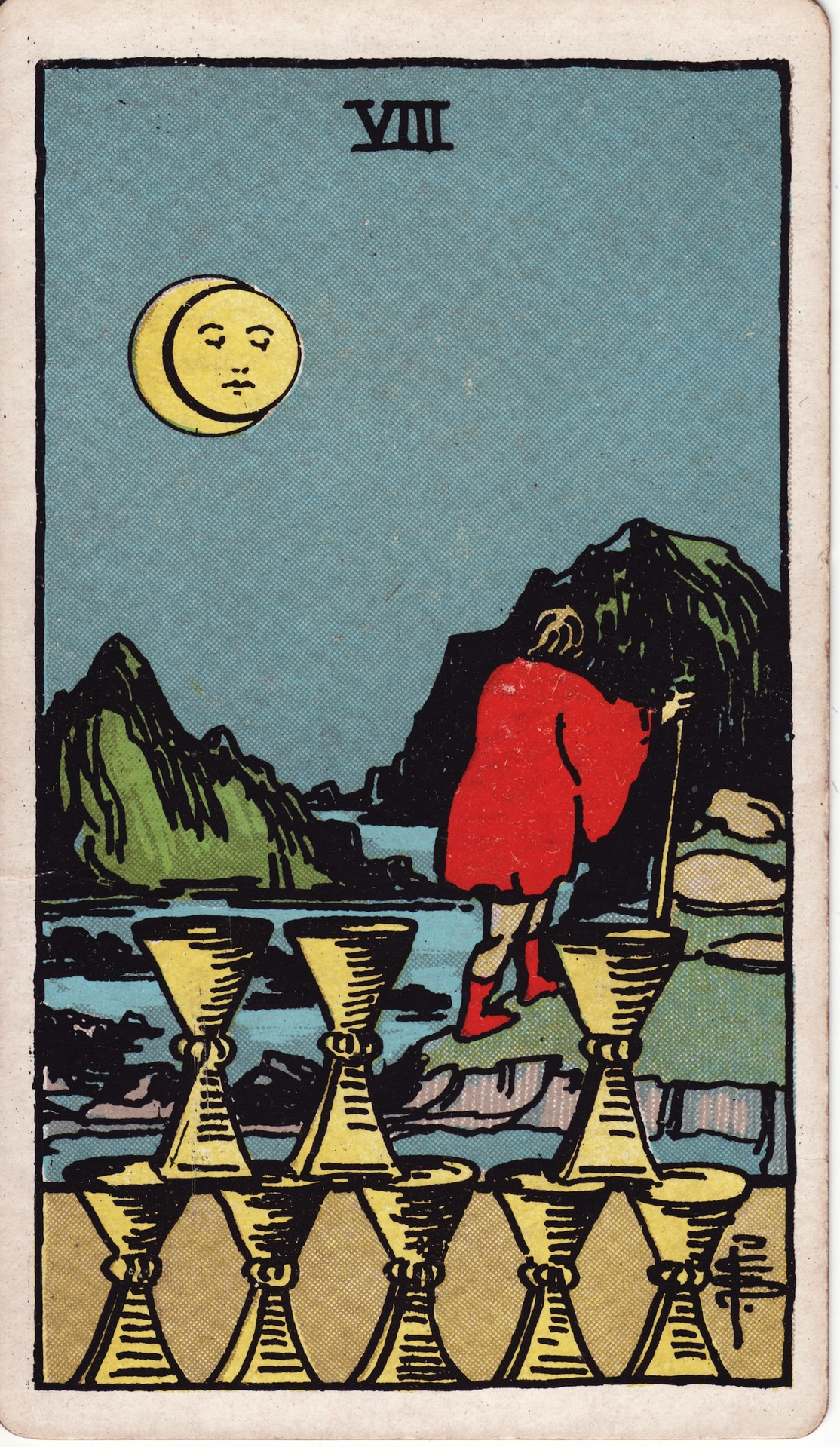
Eight of Cups
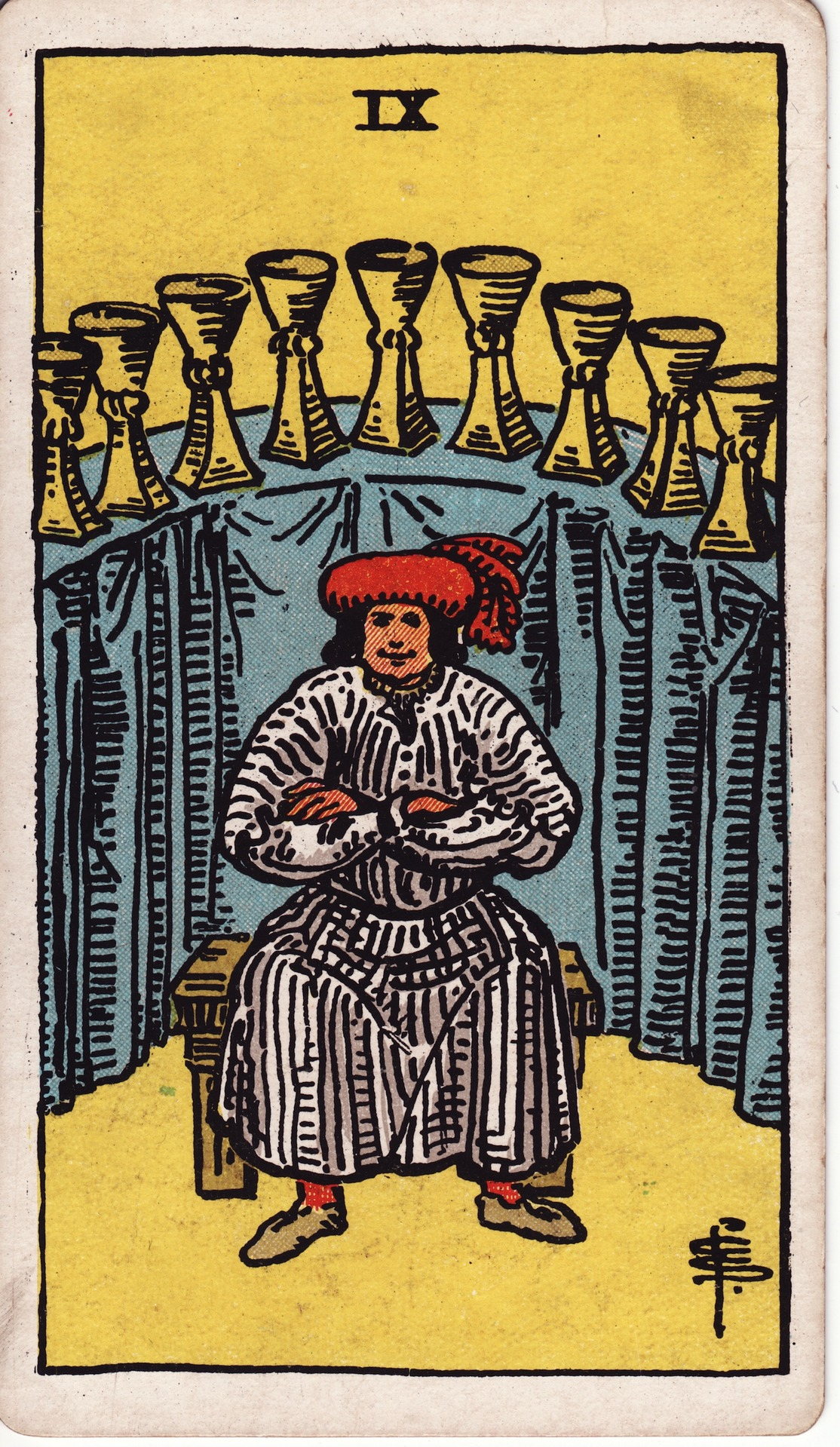
Nine of Cups
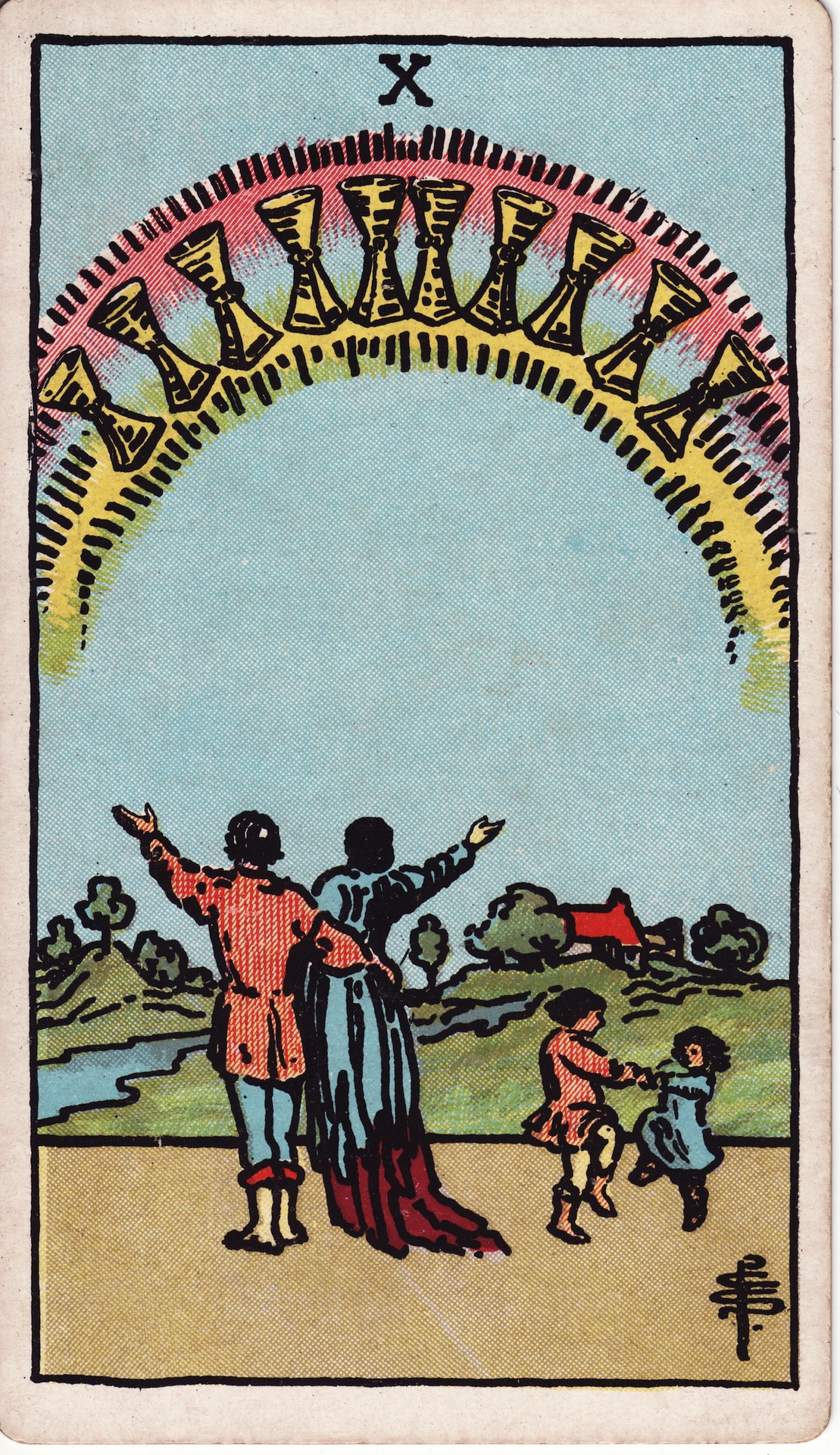
Ten of Cups
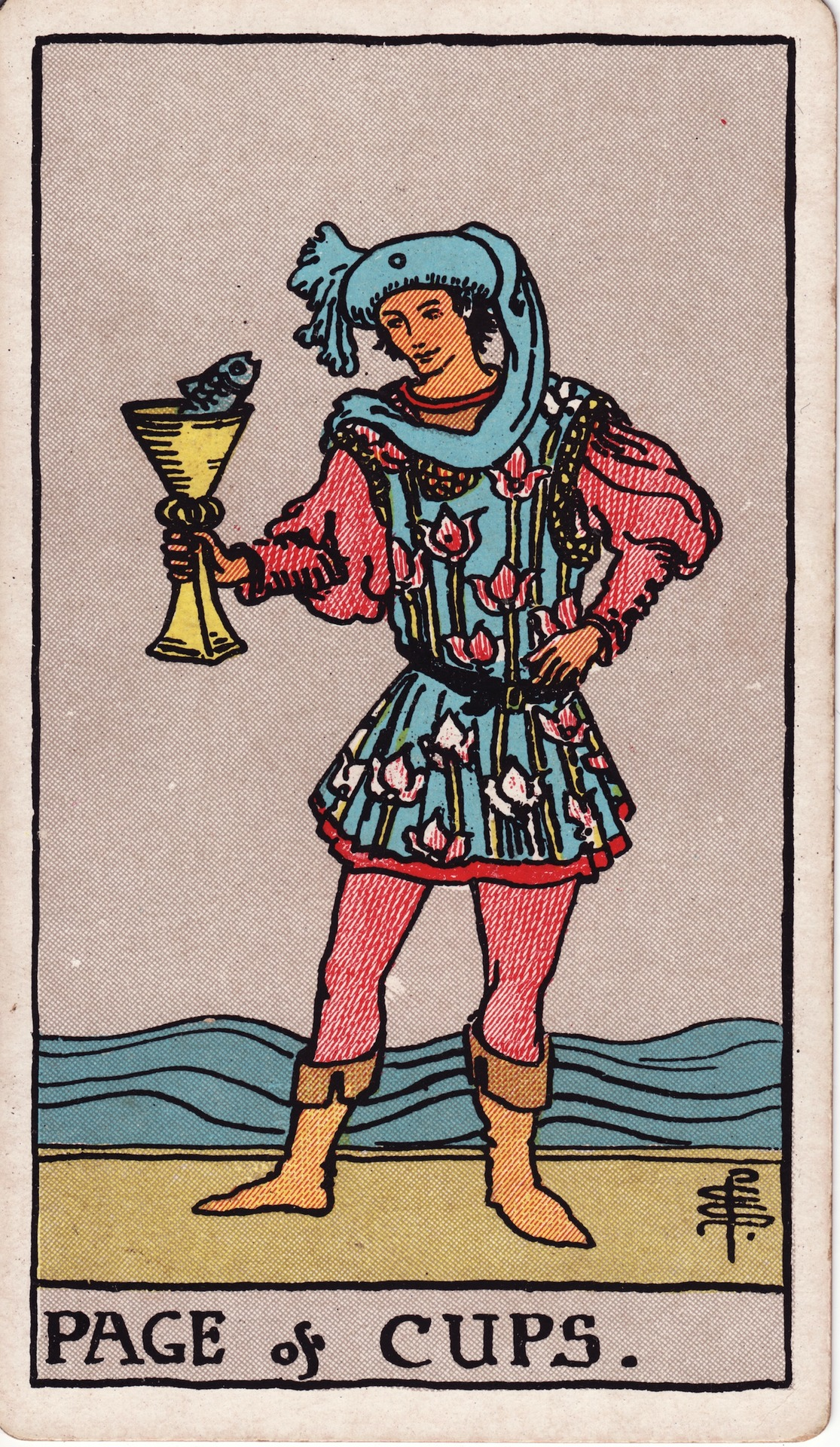
Page of Cups
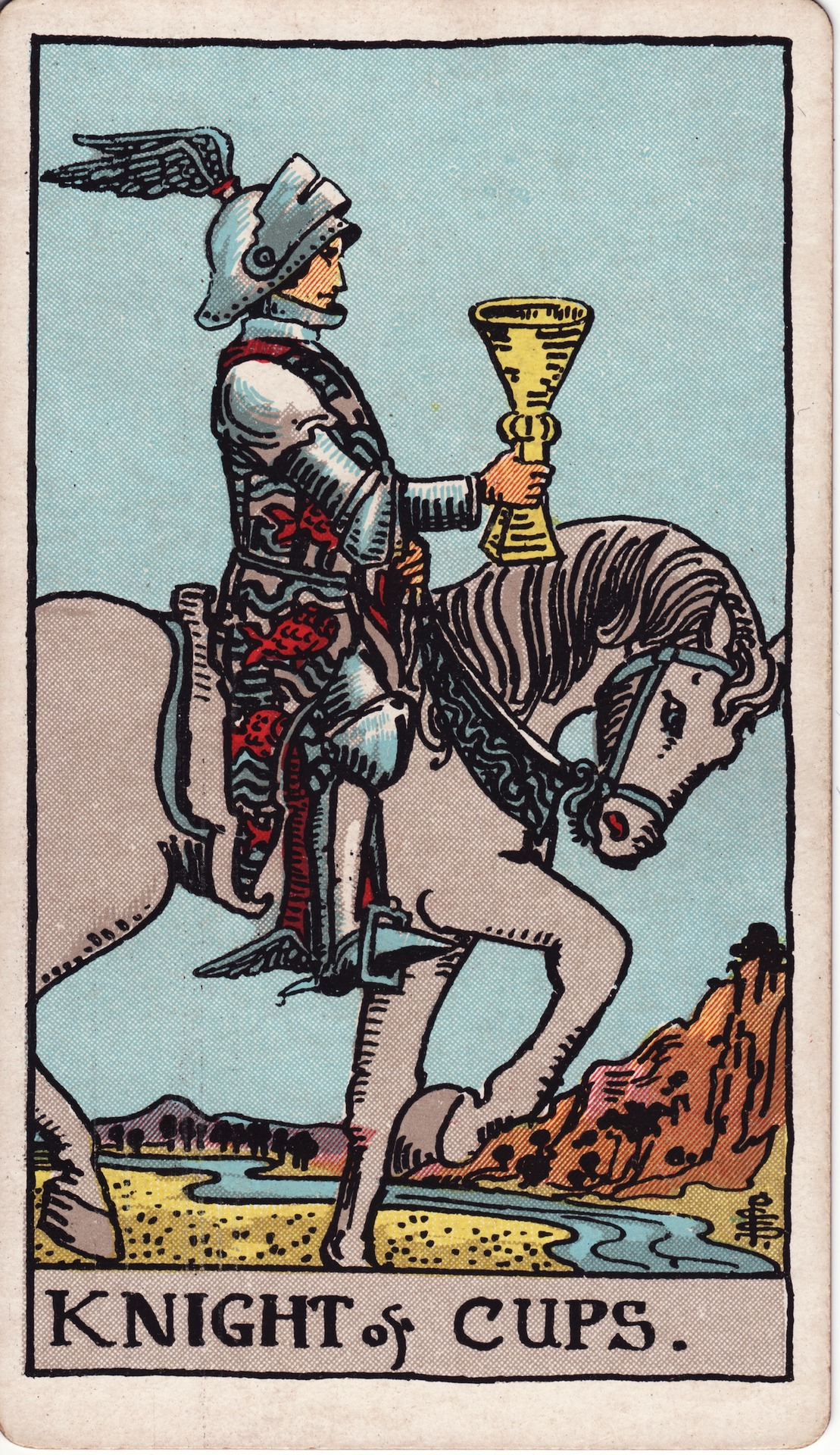
Knight of Cups
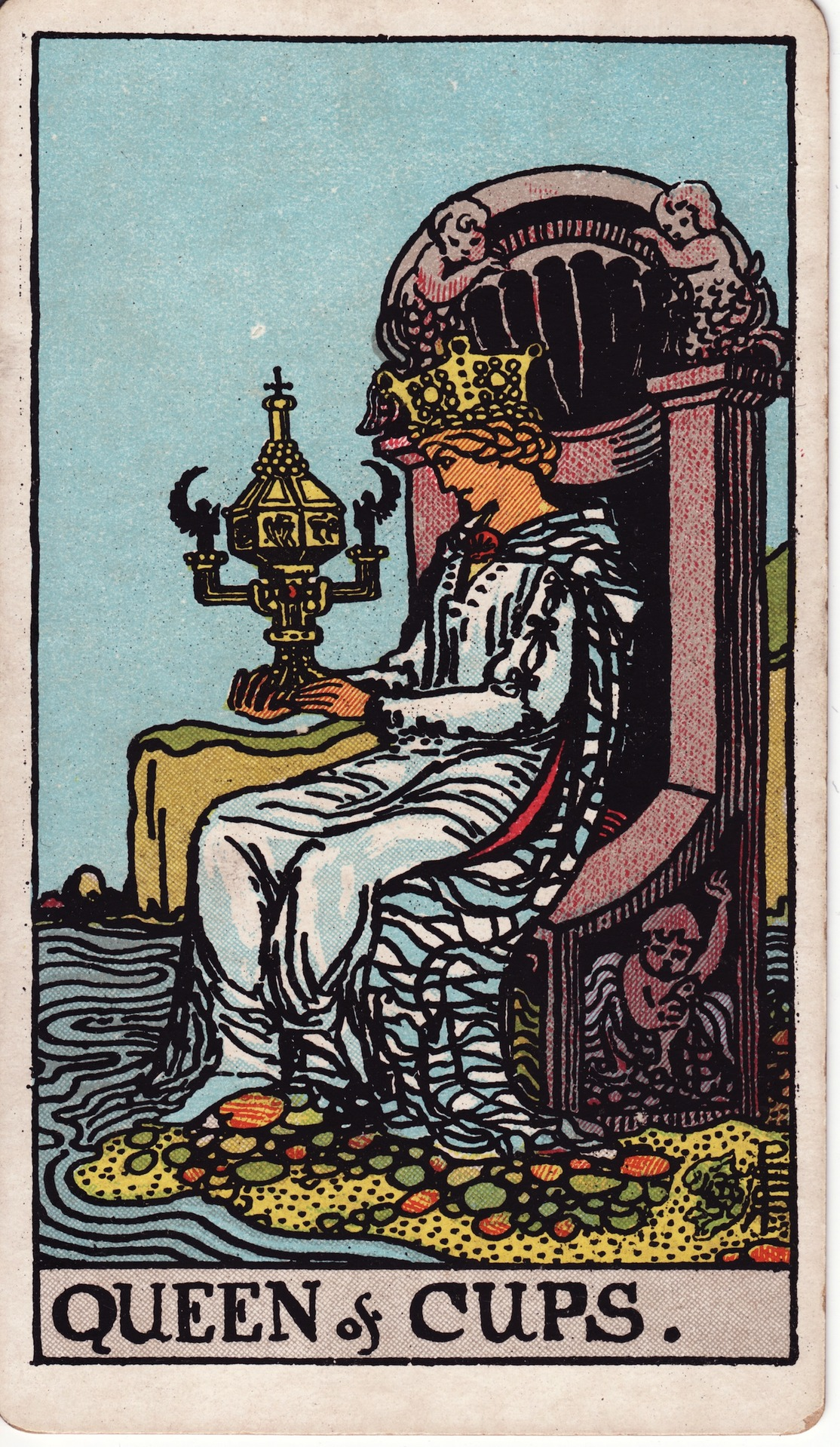
Queen of Cups
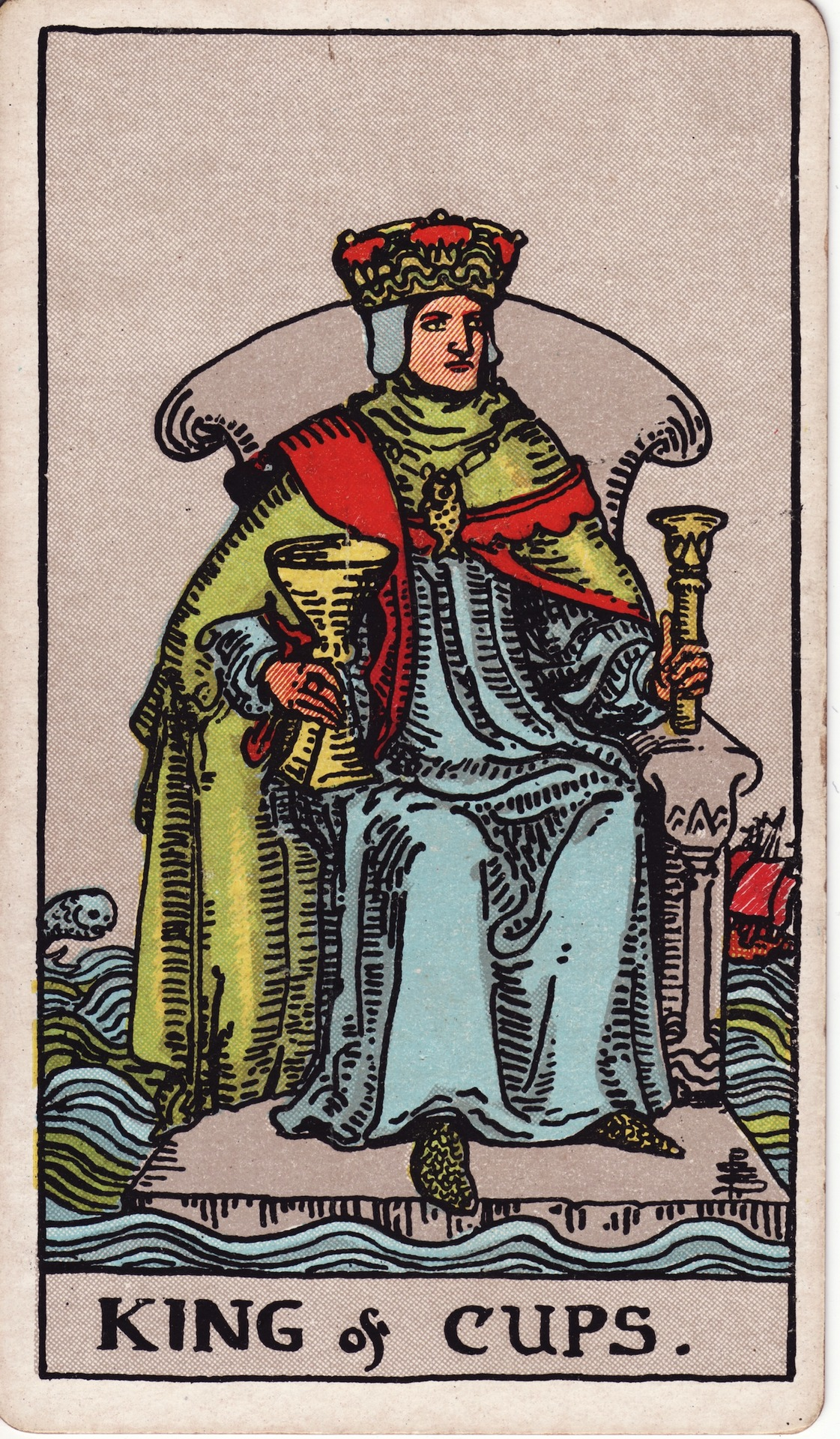
King of Cups

#### Coll d'Espases
El coll d'Espases correspon a les Piques o Espases dels jocs moderns

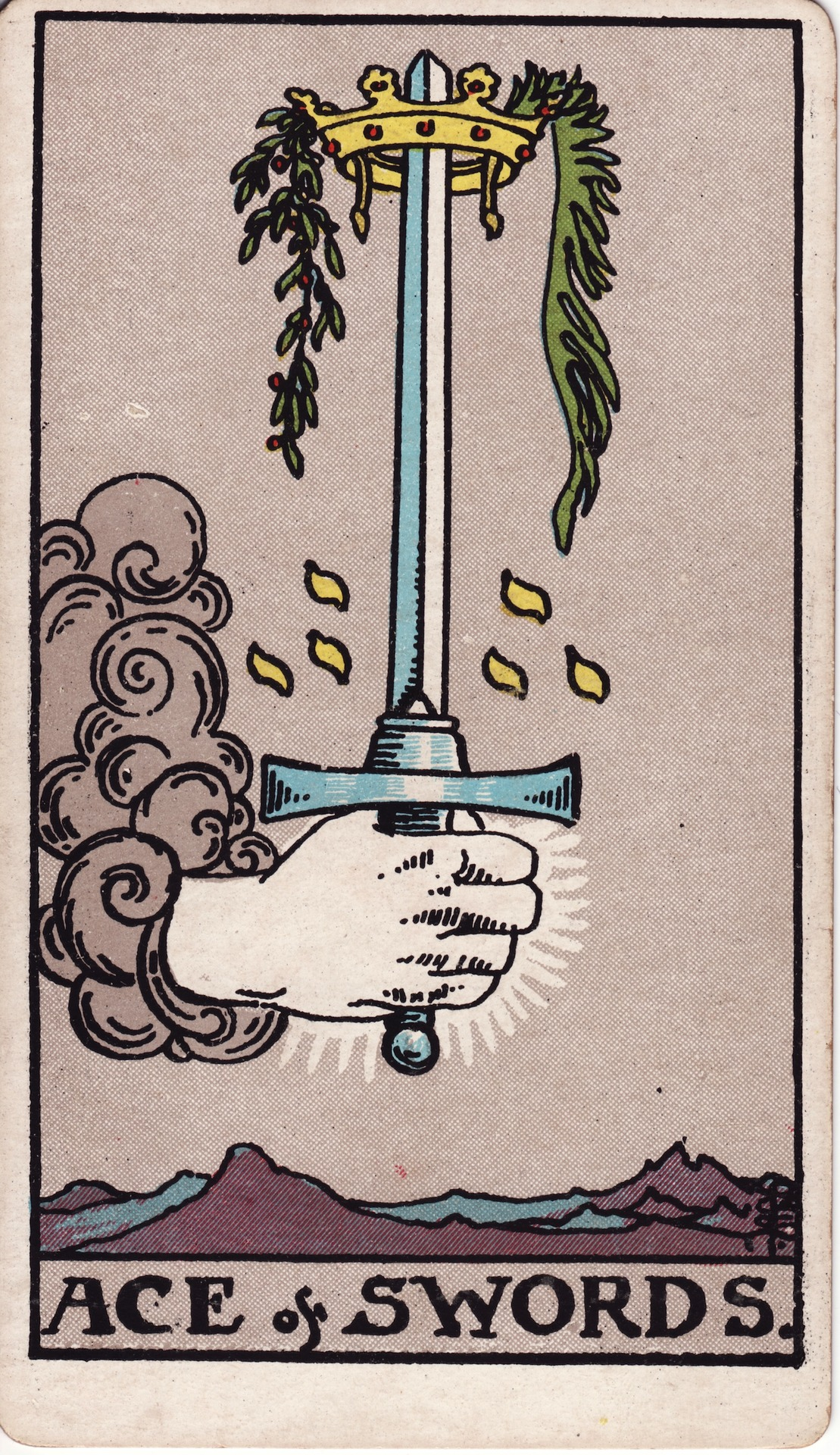
Ace of Swords
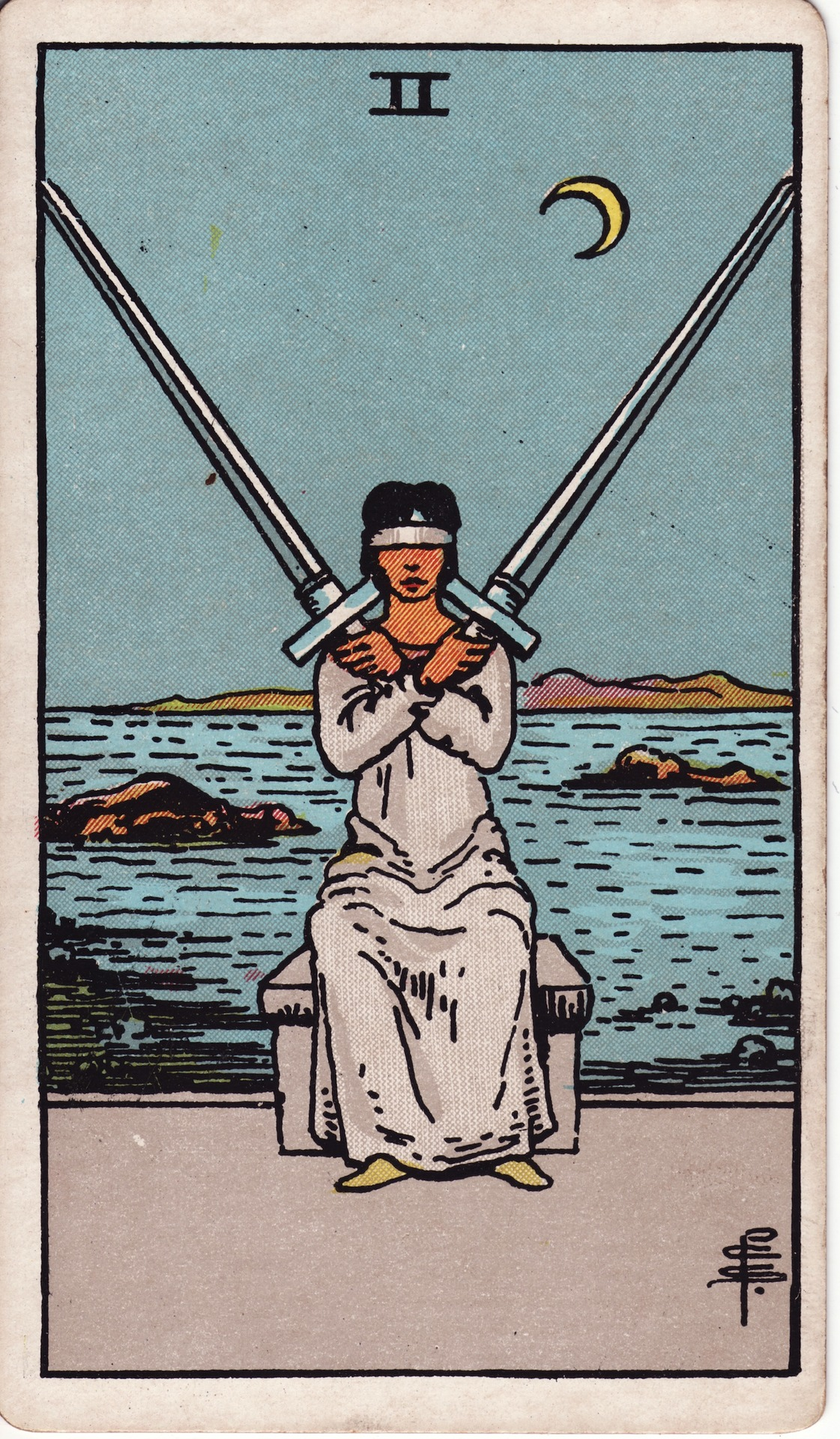
Two of Swords
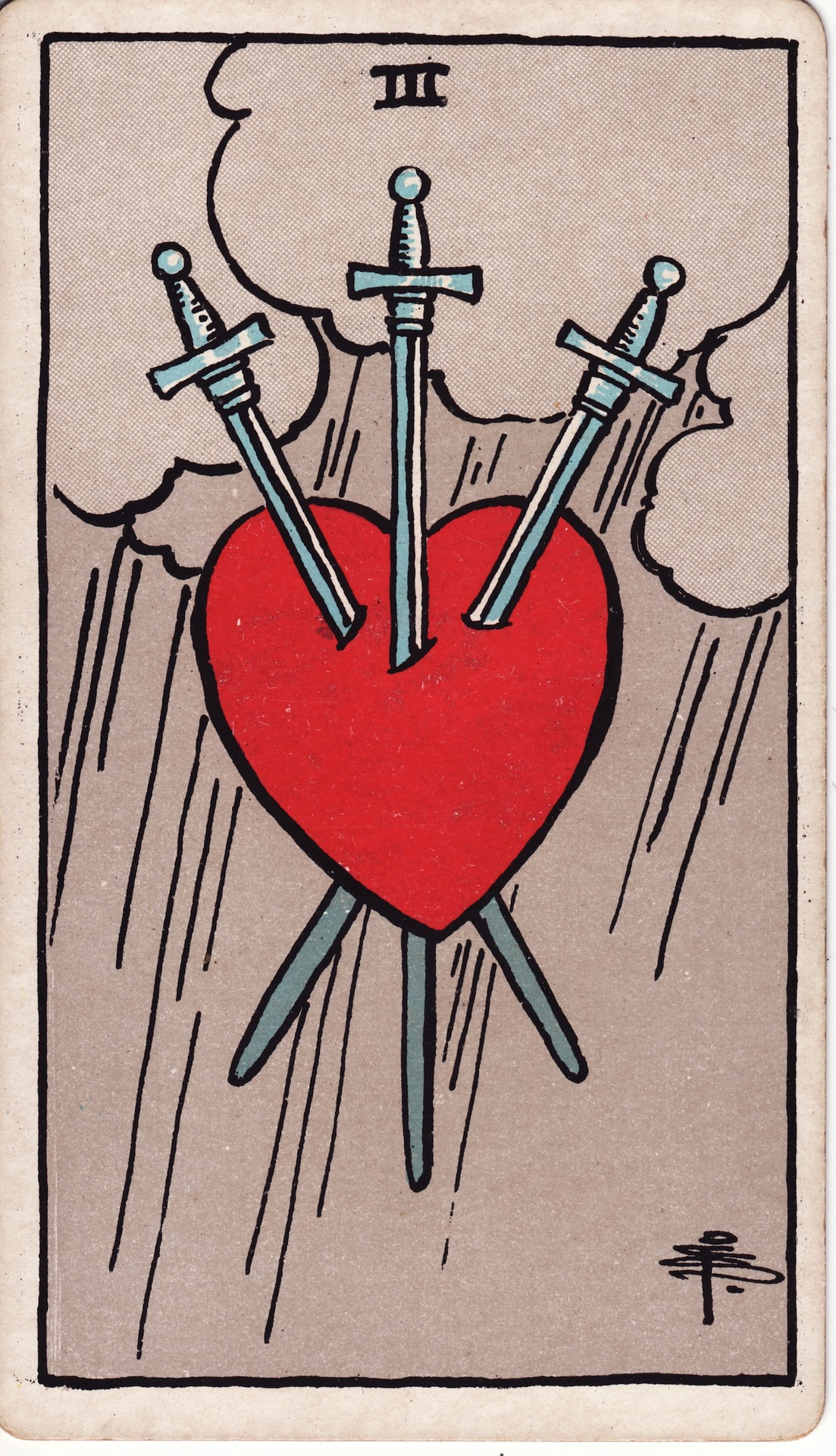
Three of Swords
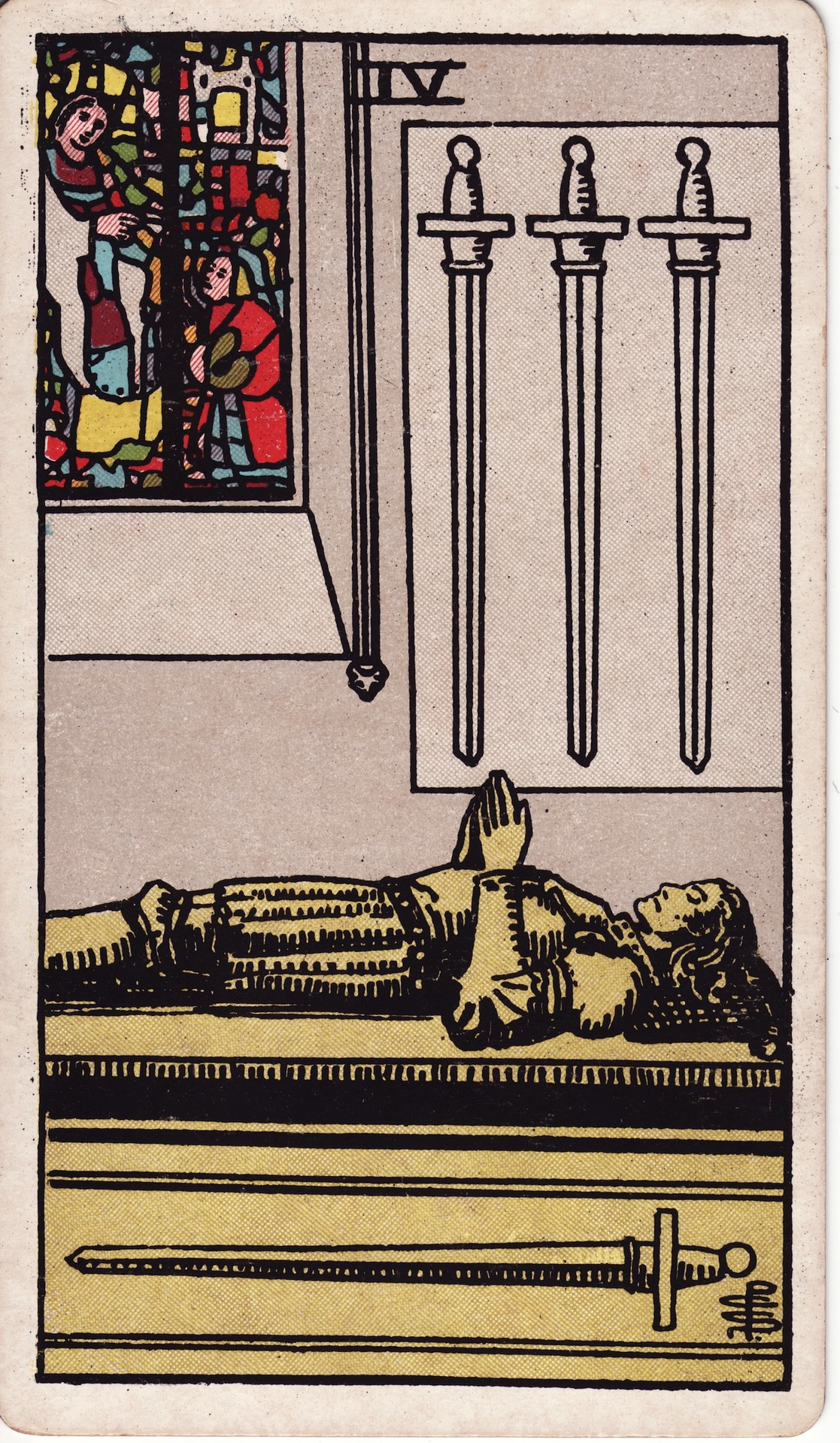
Four of Swords
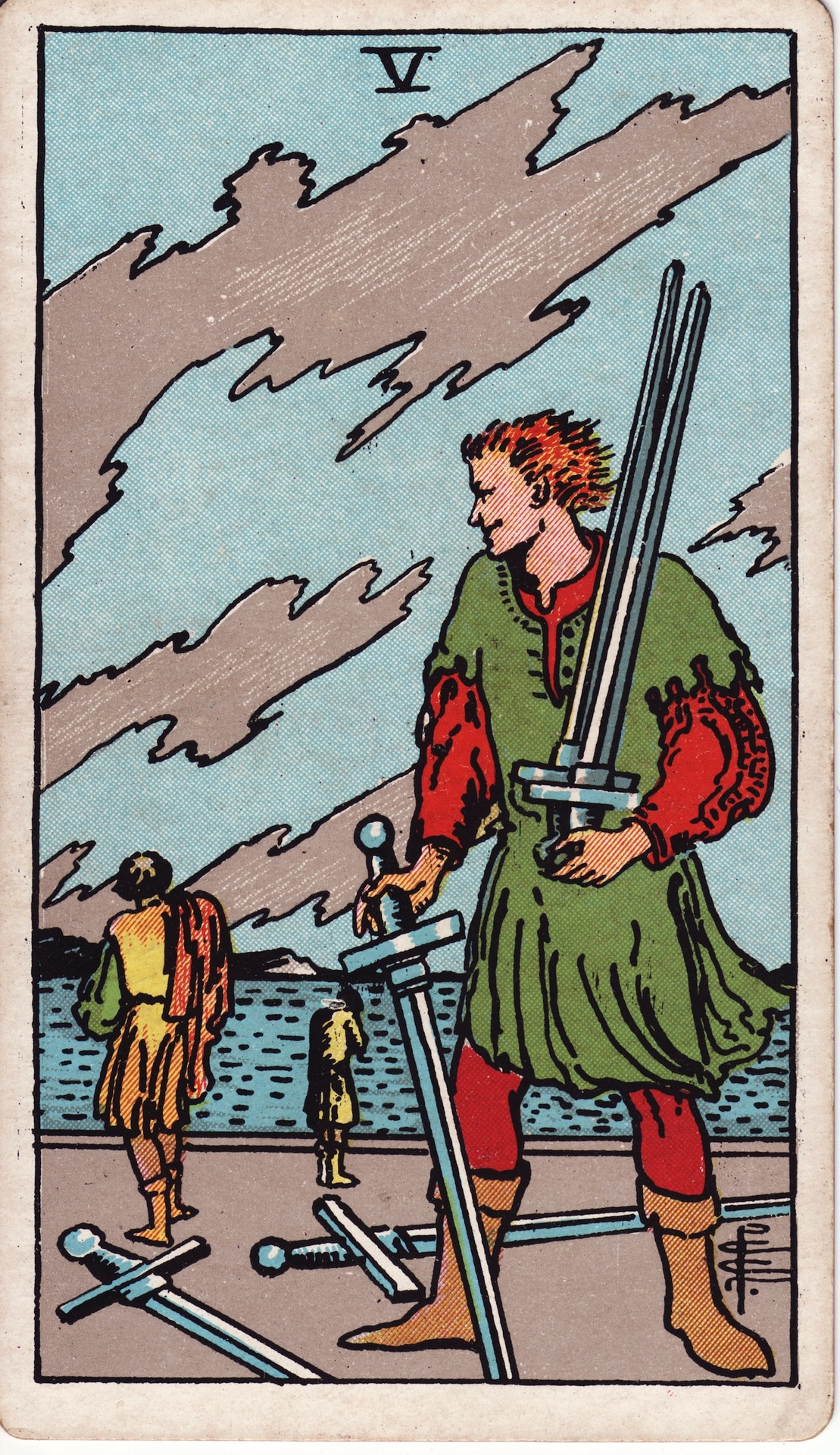
Five of Swords
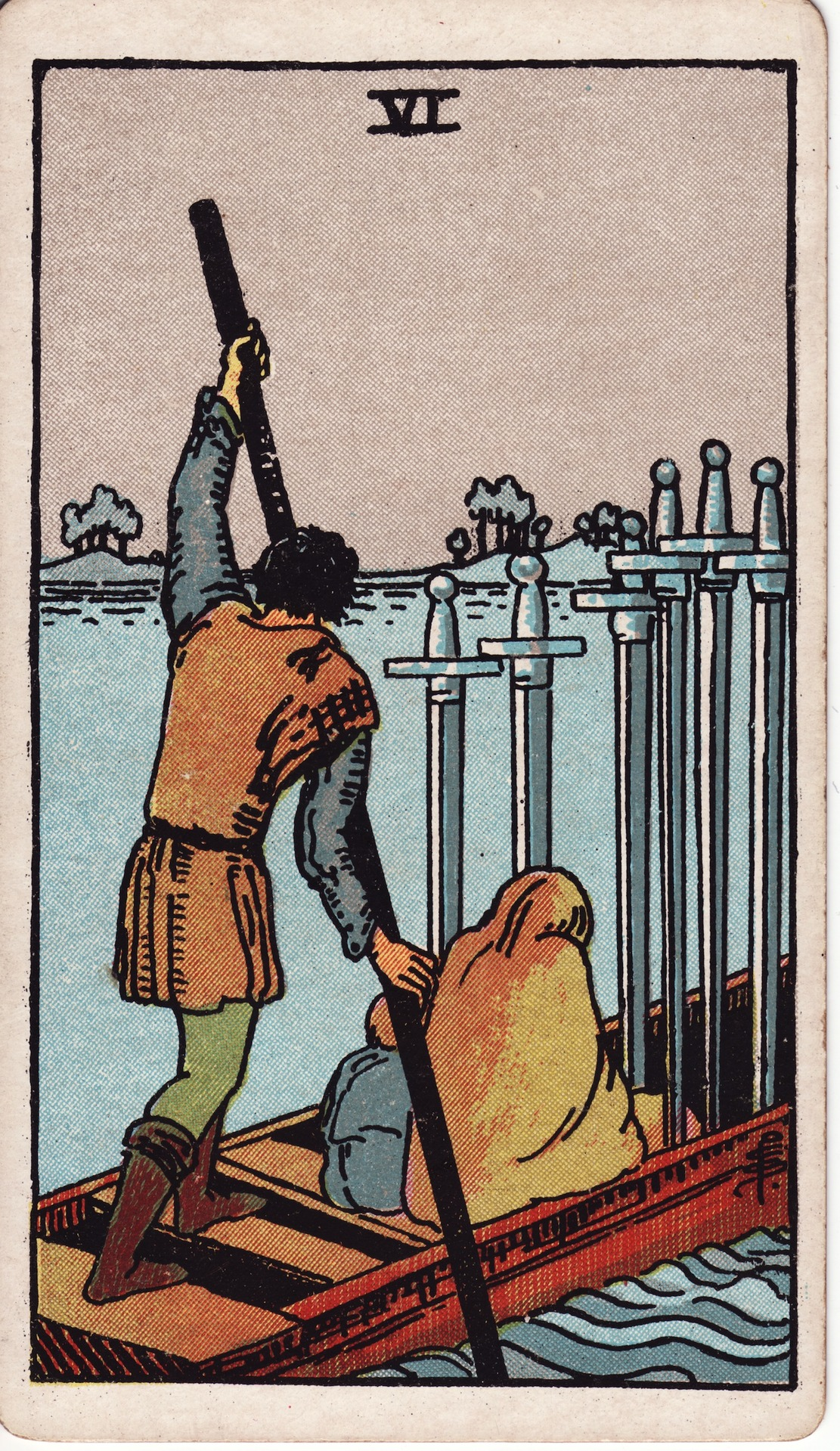
Six of Swords
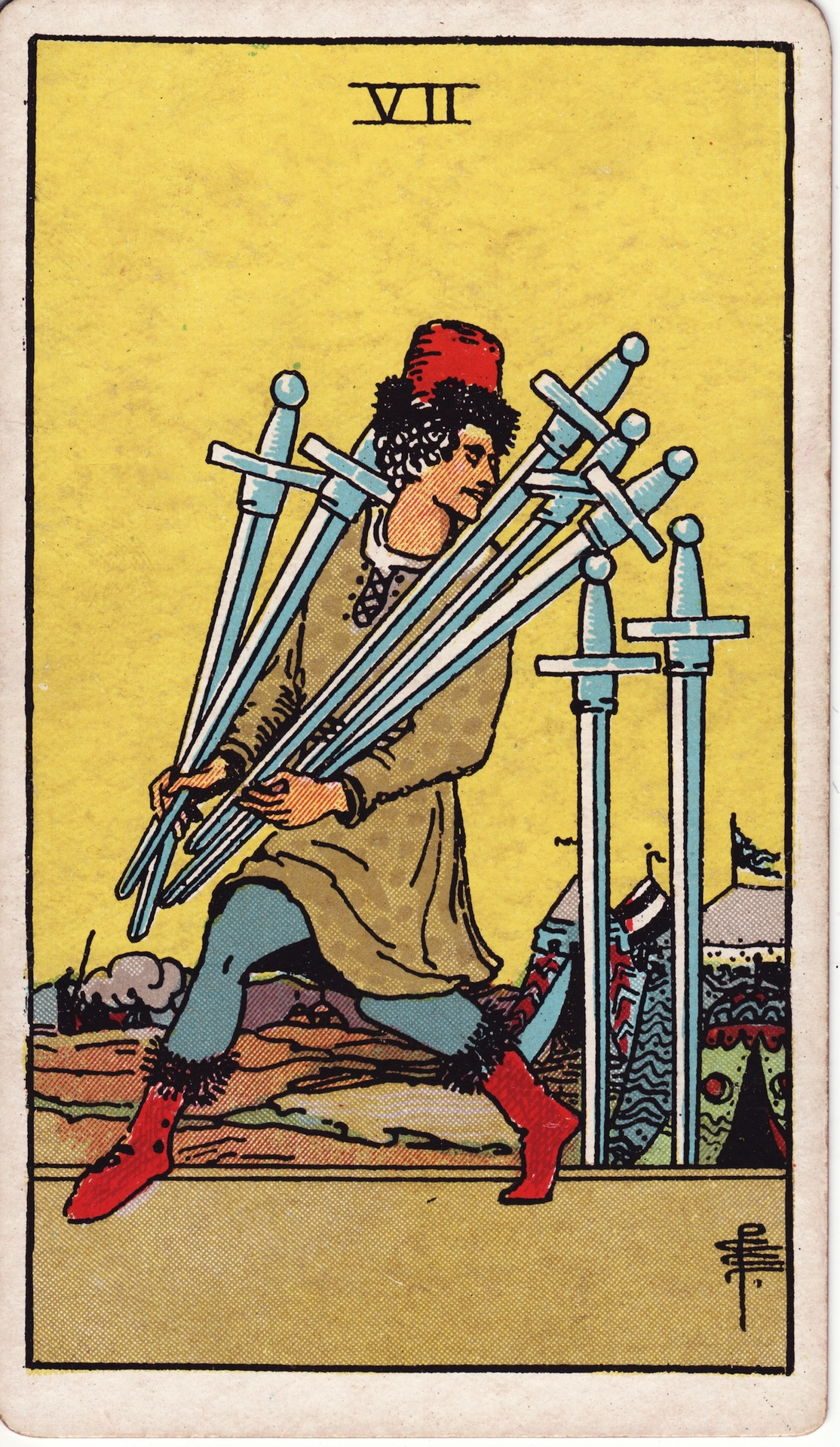
Seven of Swords
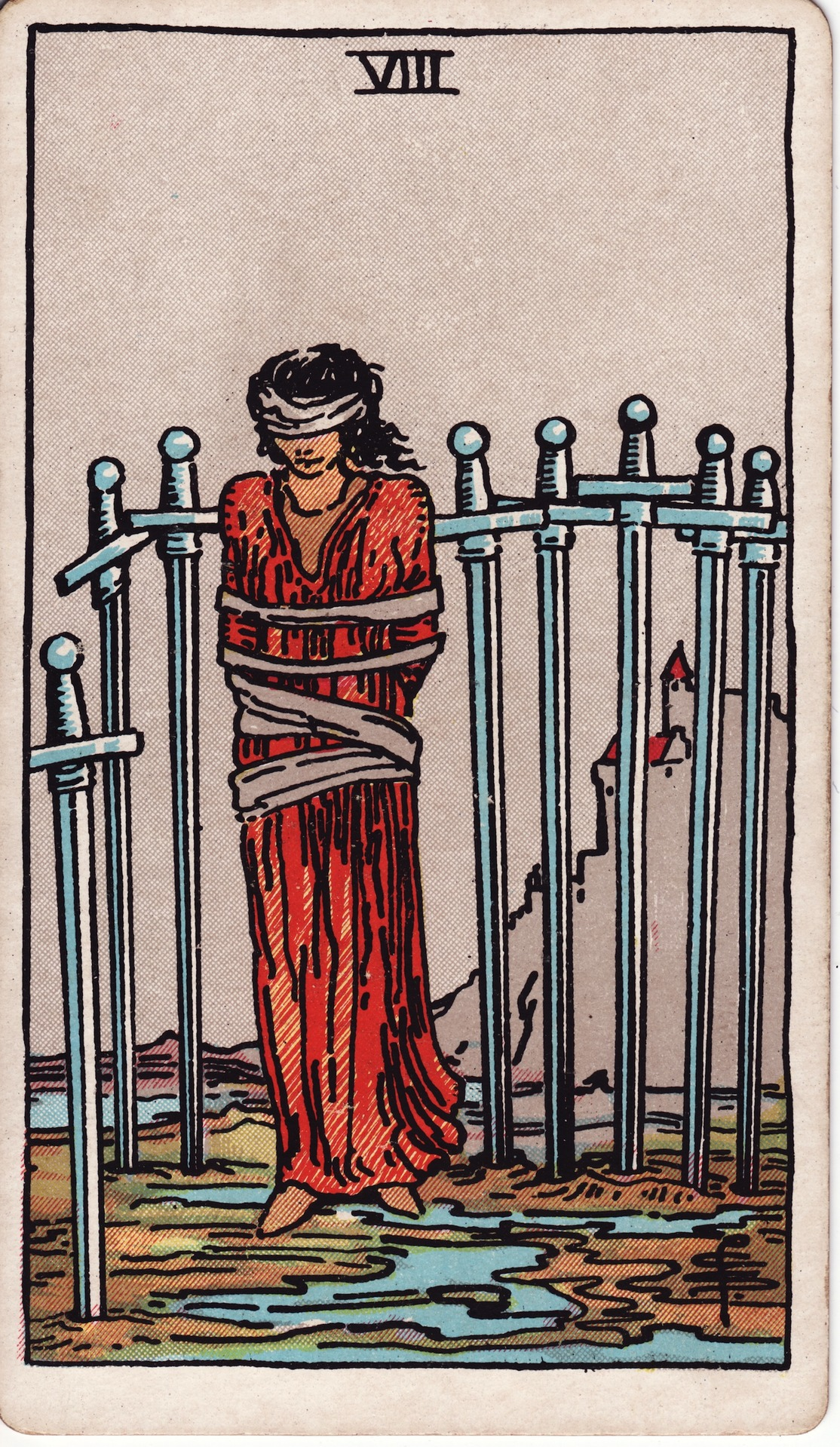
Eight of Swords
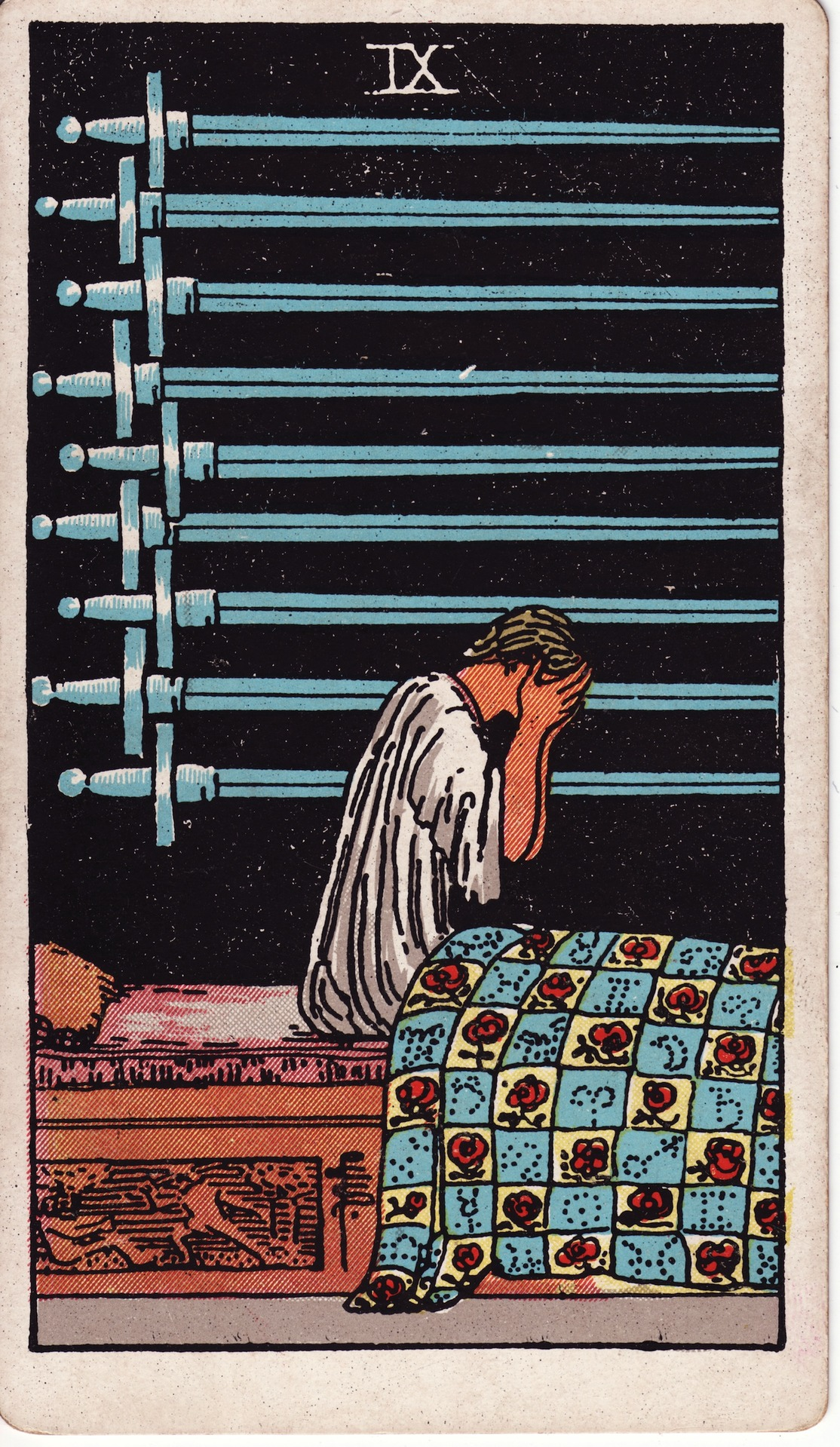
Nine of Swords
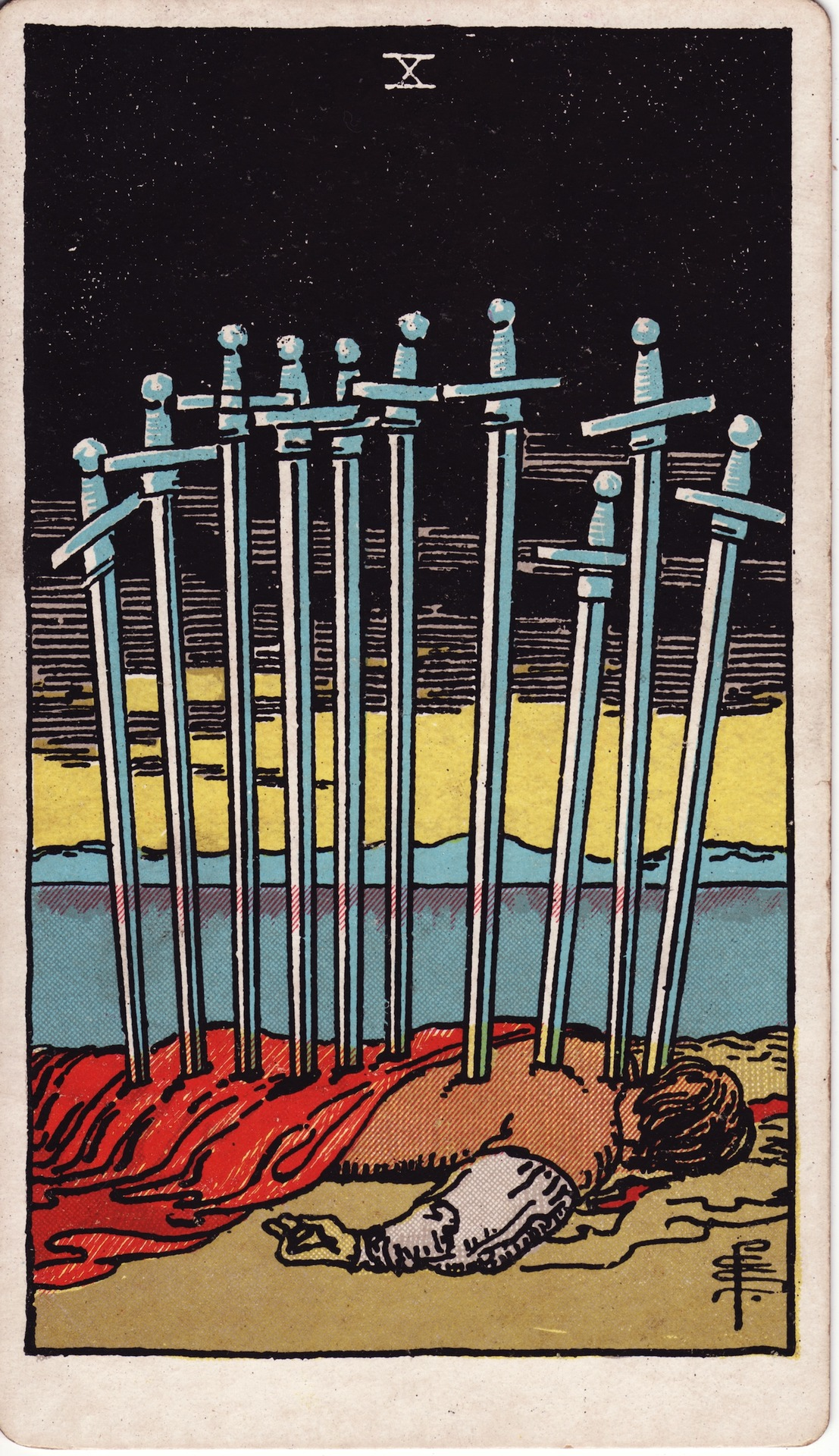
Ten of Swords
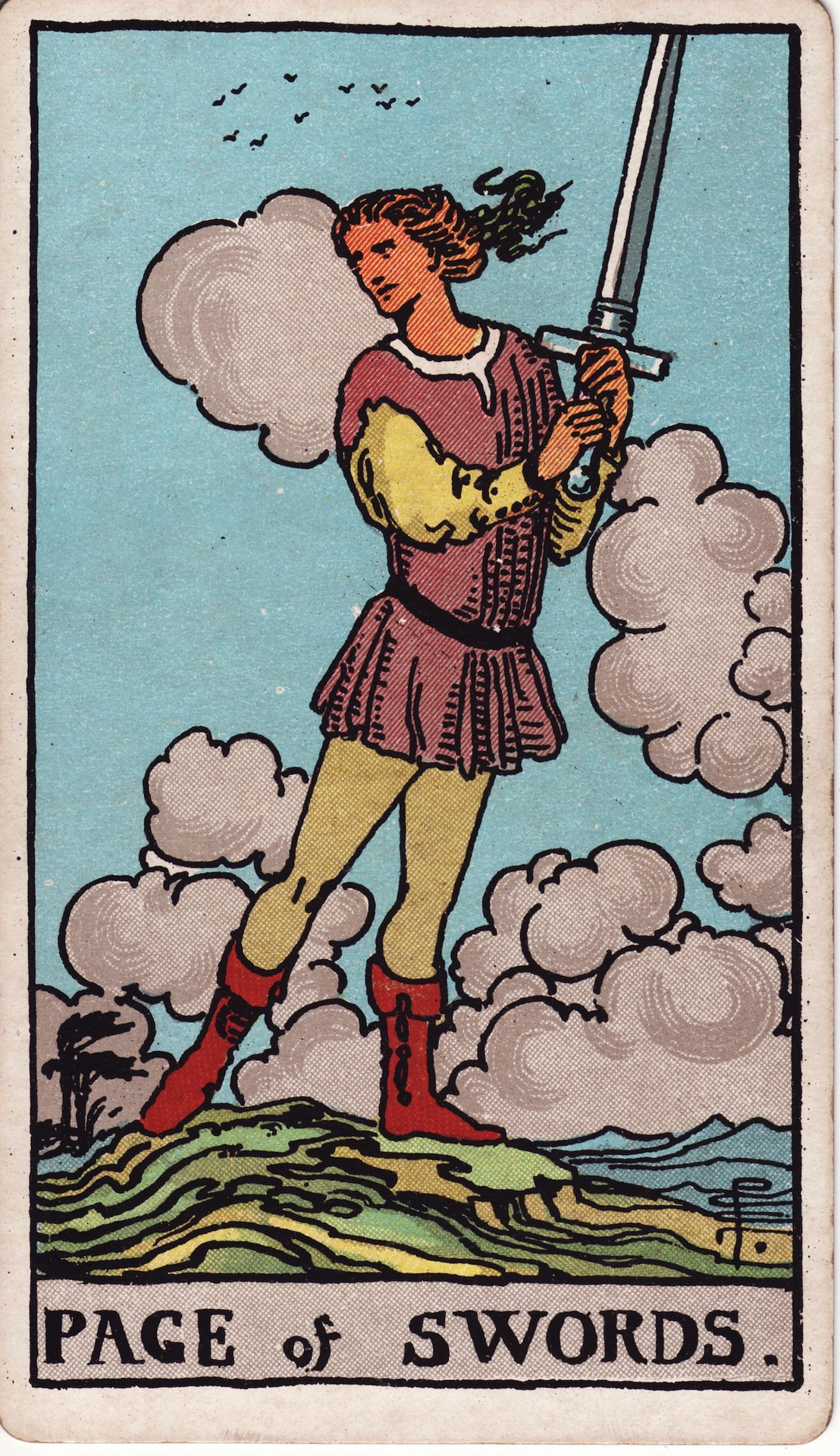
Page of Swords
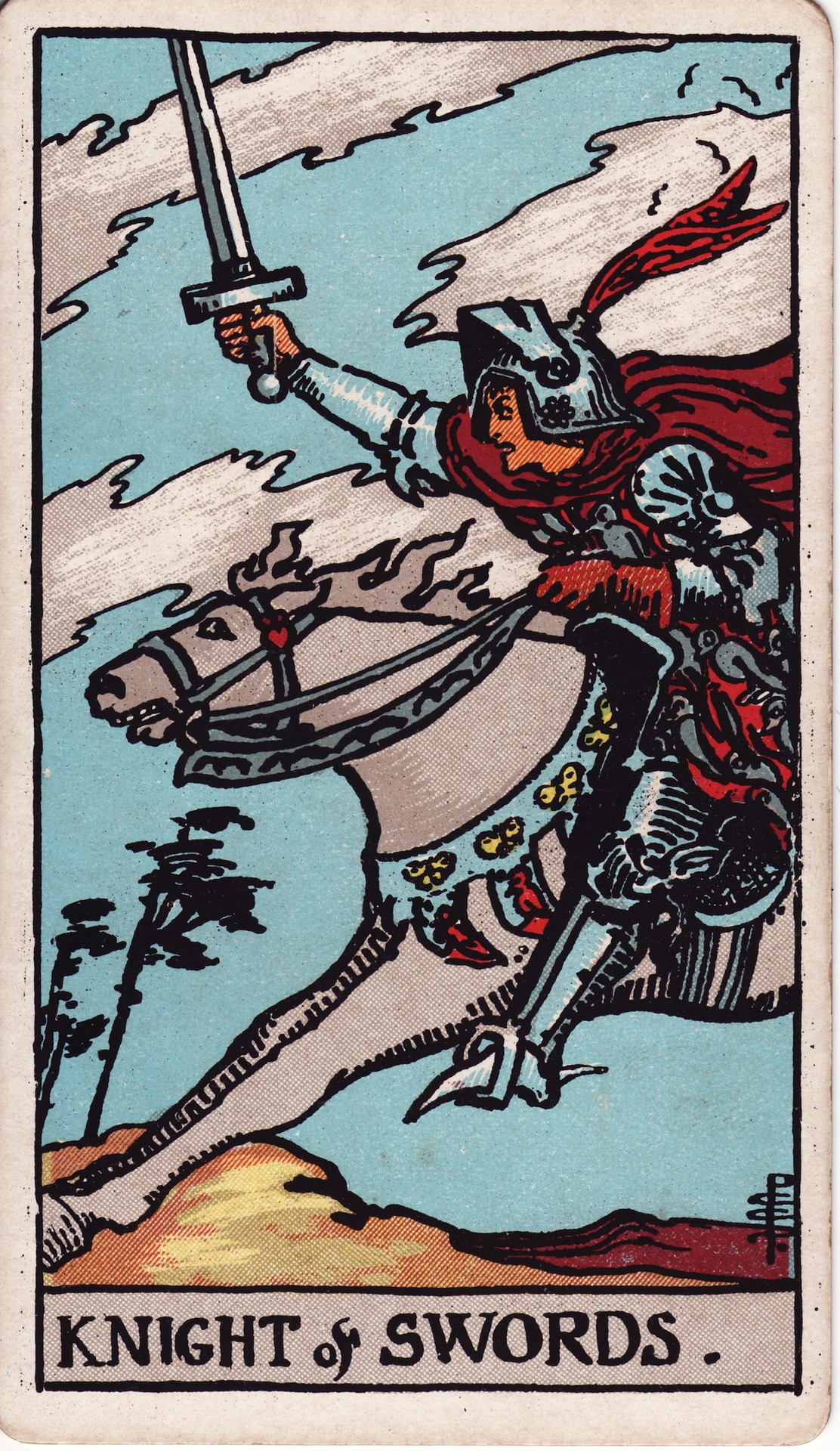
Knight of Swords
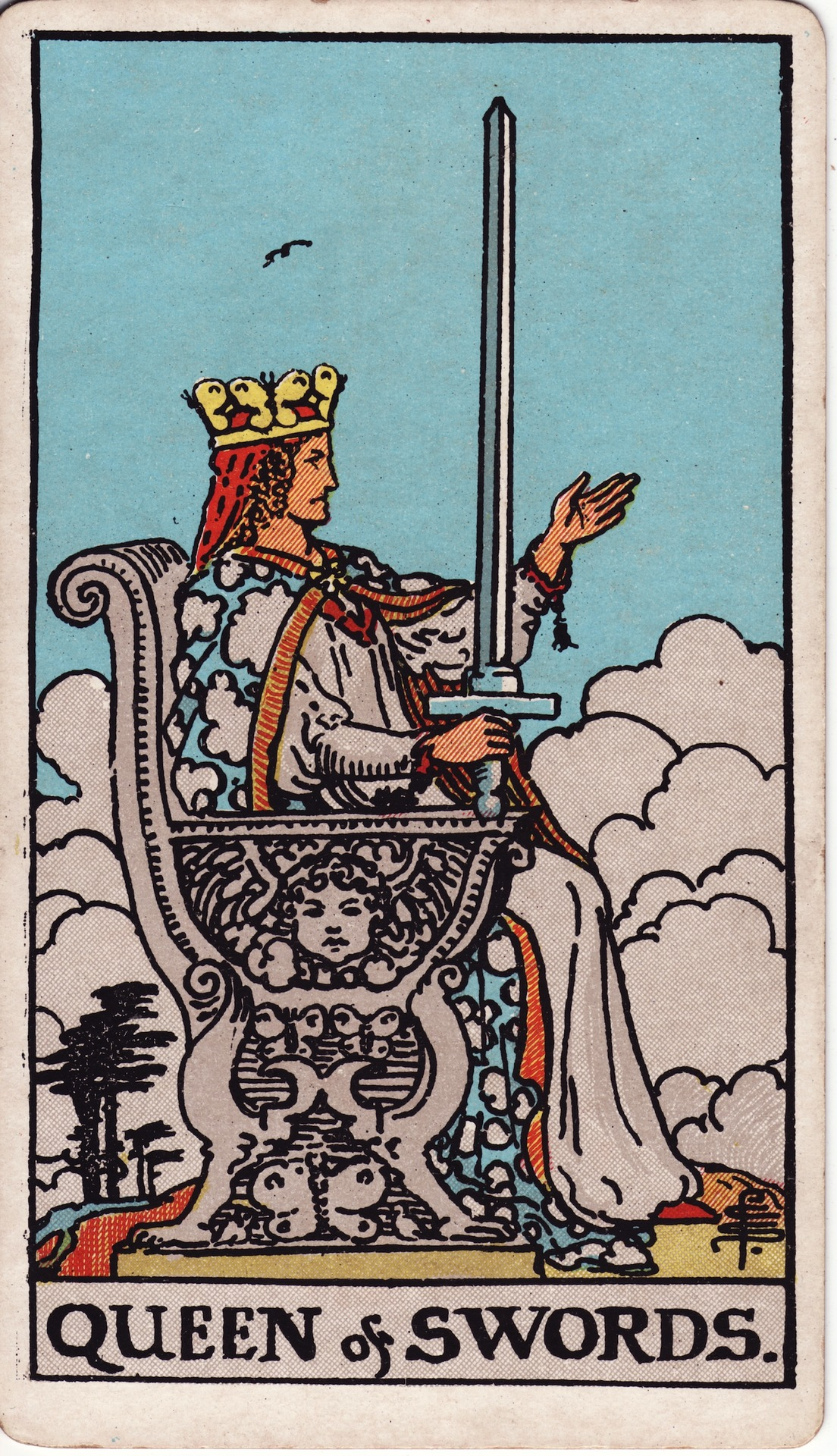
Queen of Swords
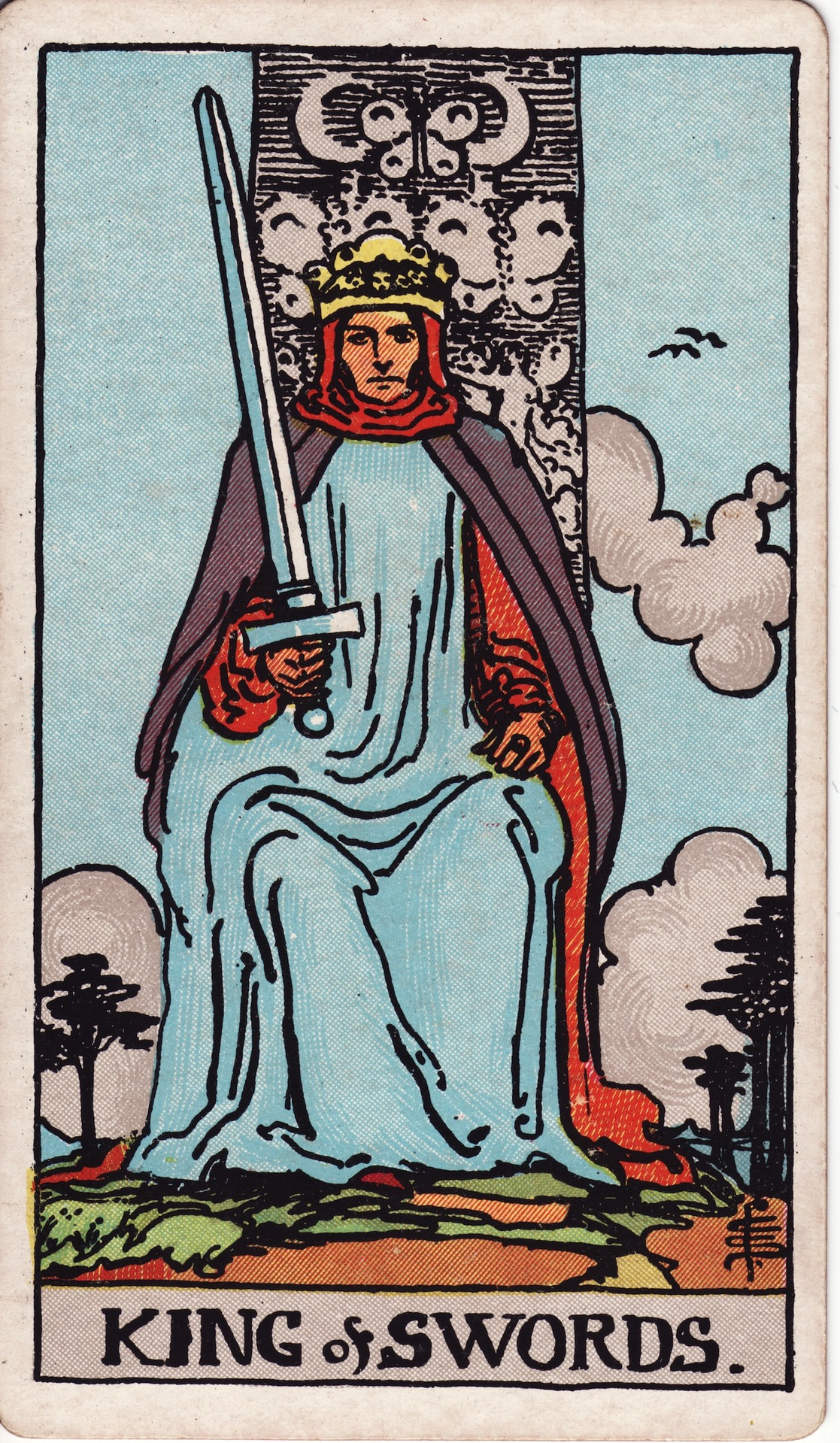
King of Swords

#### Coll de Monedes o Pentacles
El coll de Monedes o Pentacles correspon als Diamants o Ors de les baralles modernes:

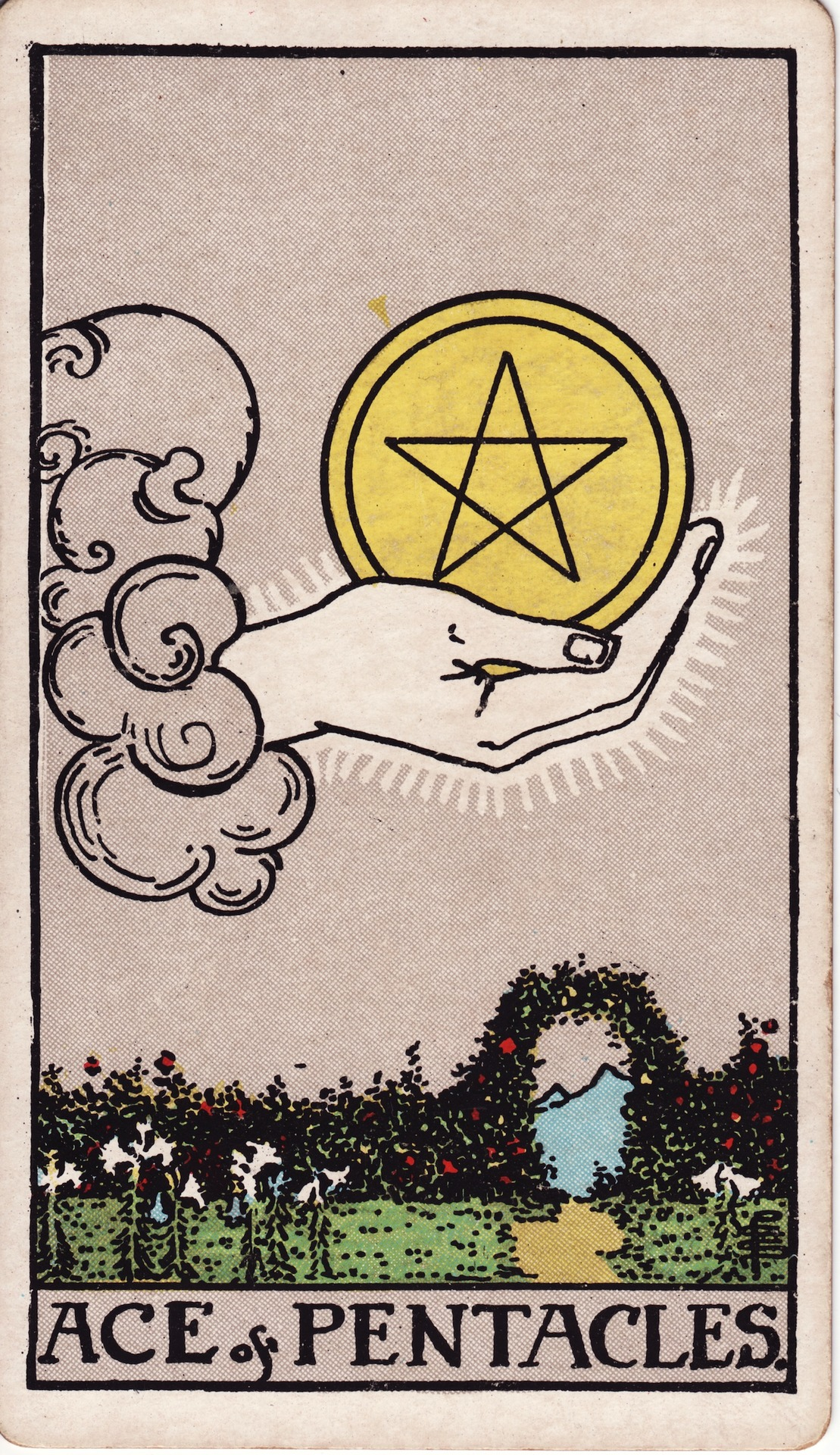
Ace of Pentacles
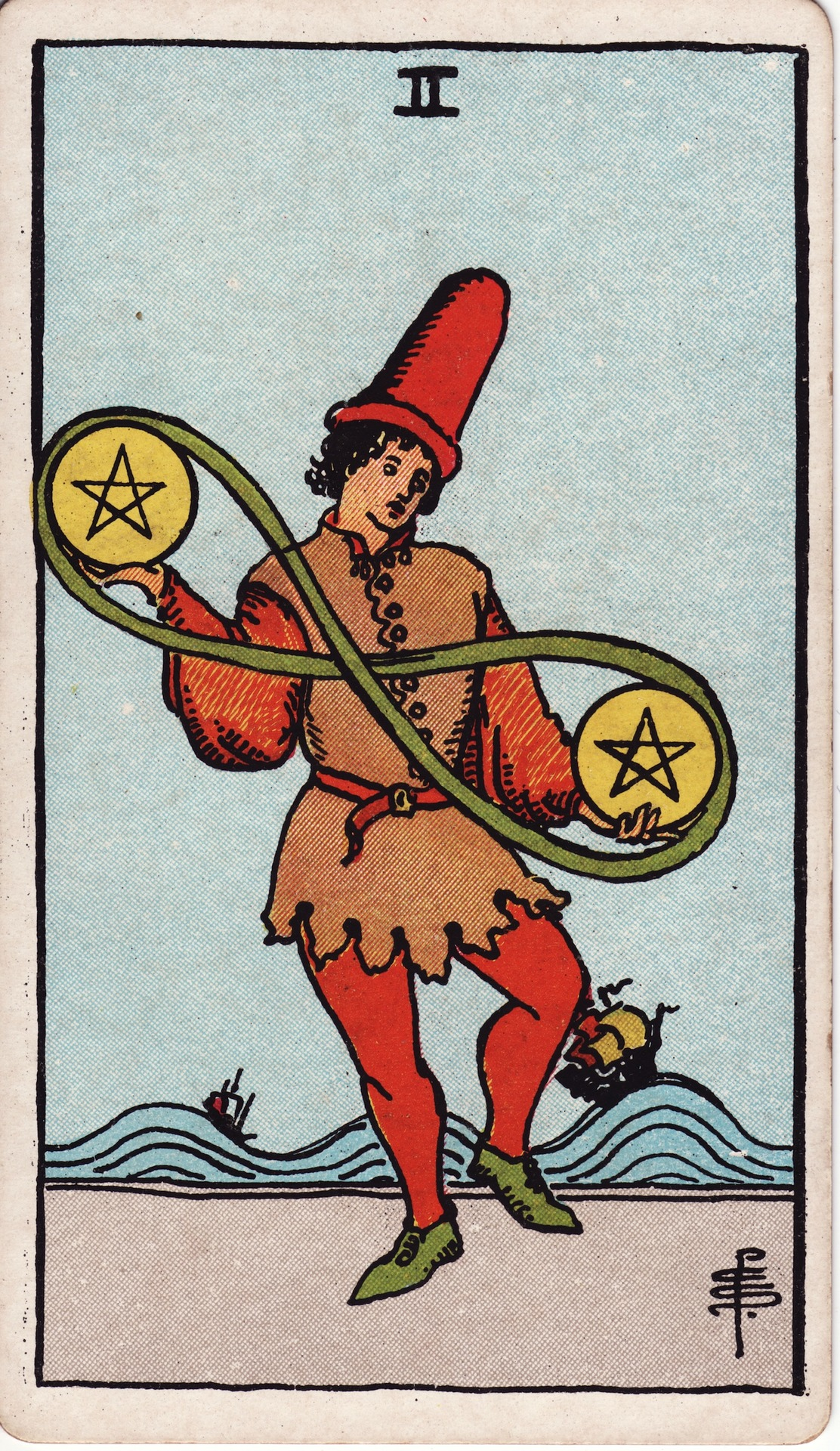
Two of Pentacles
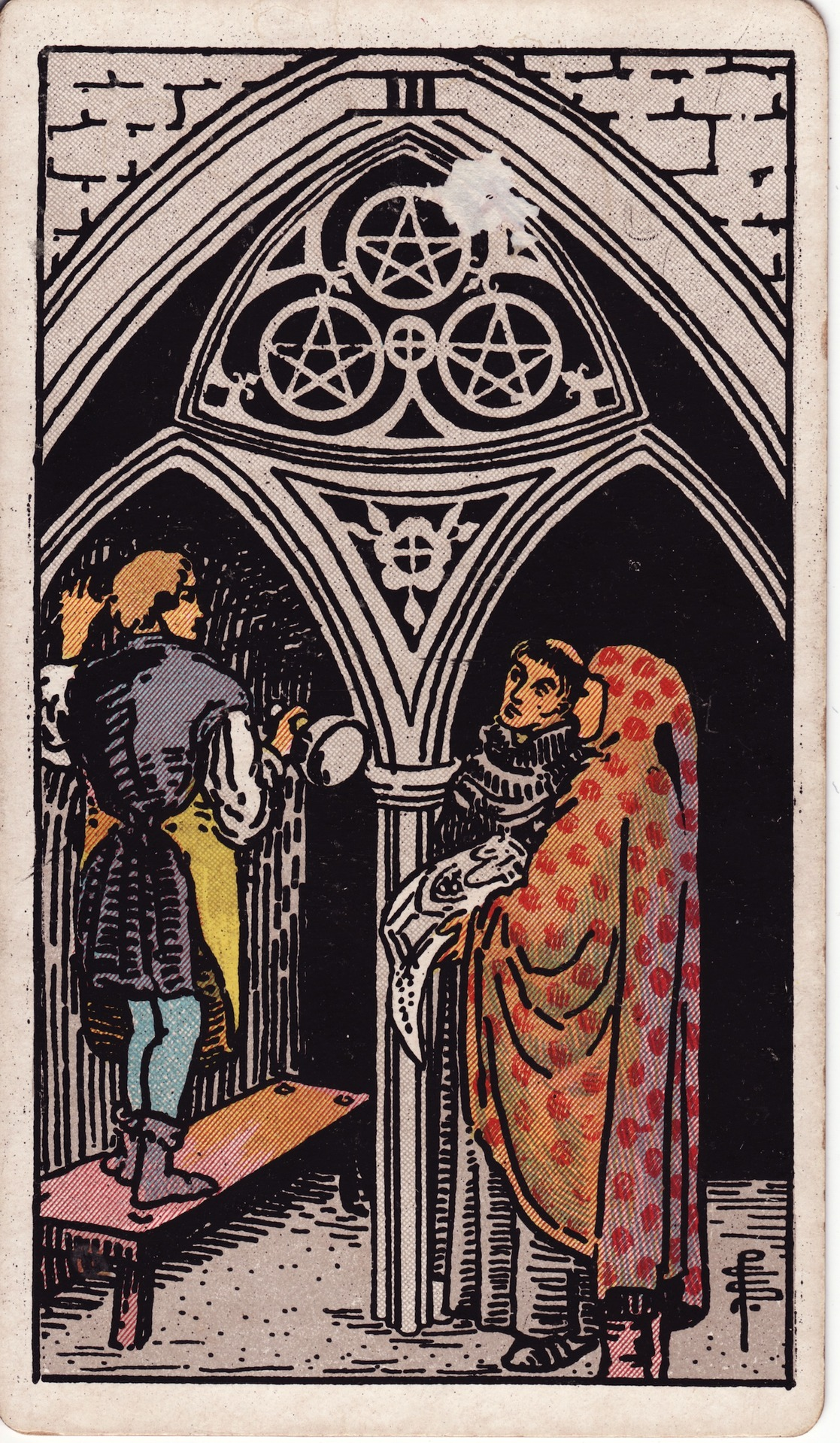
Three of Pentacles
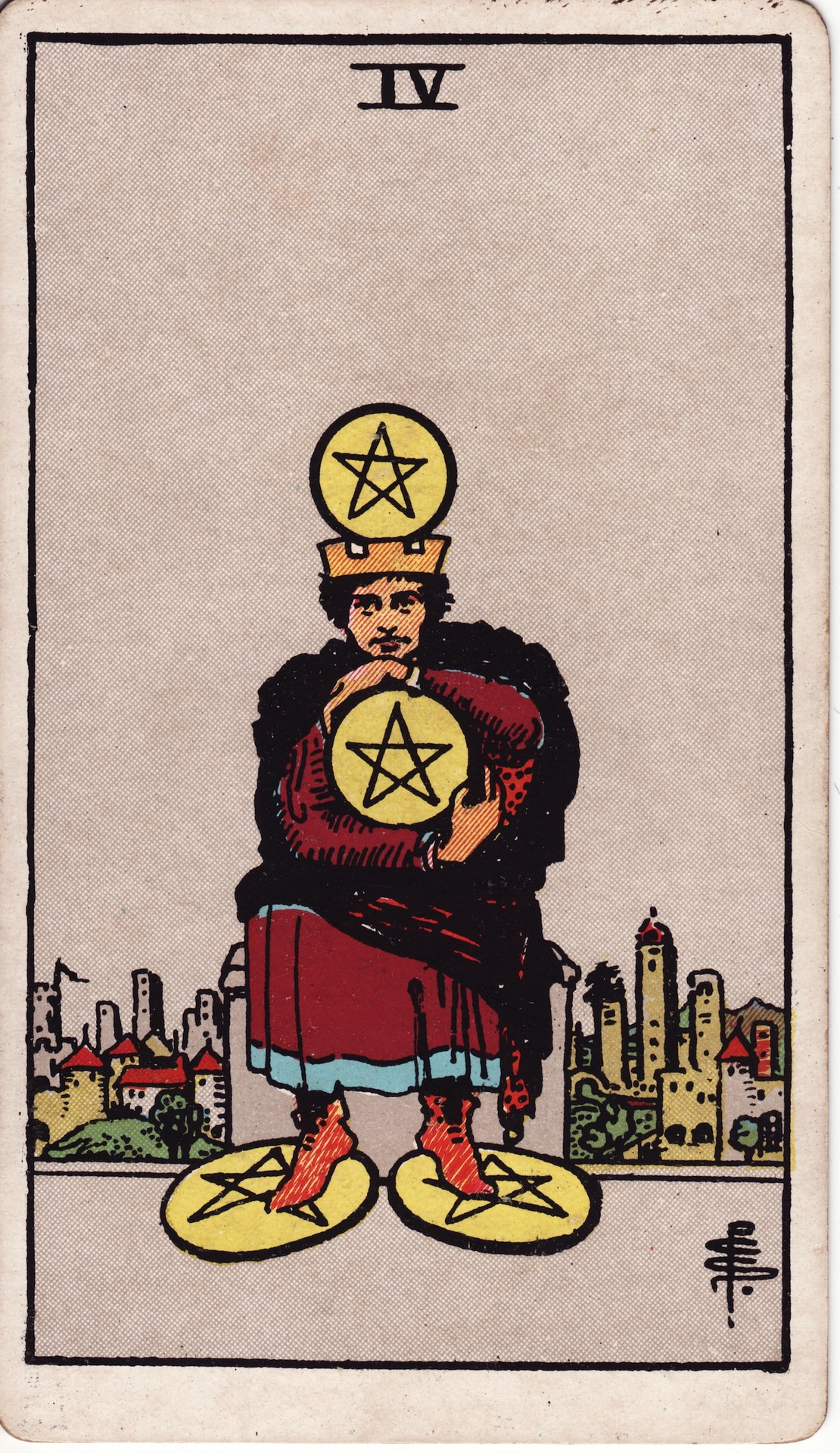
Four of Pentacles
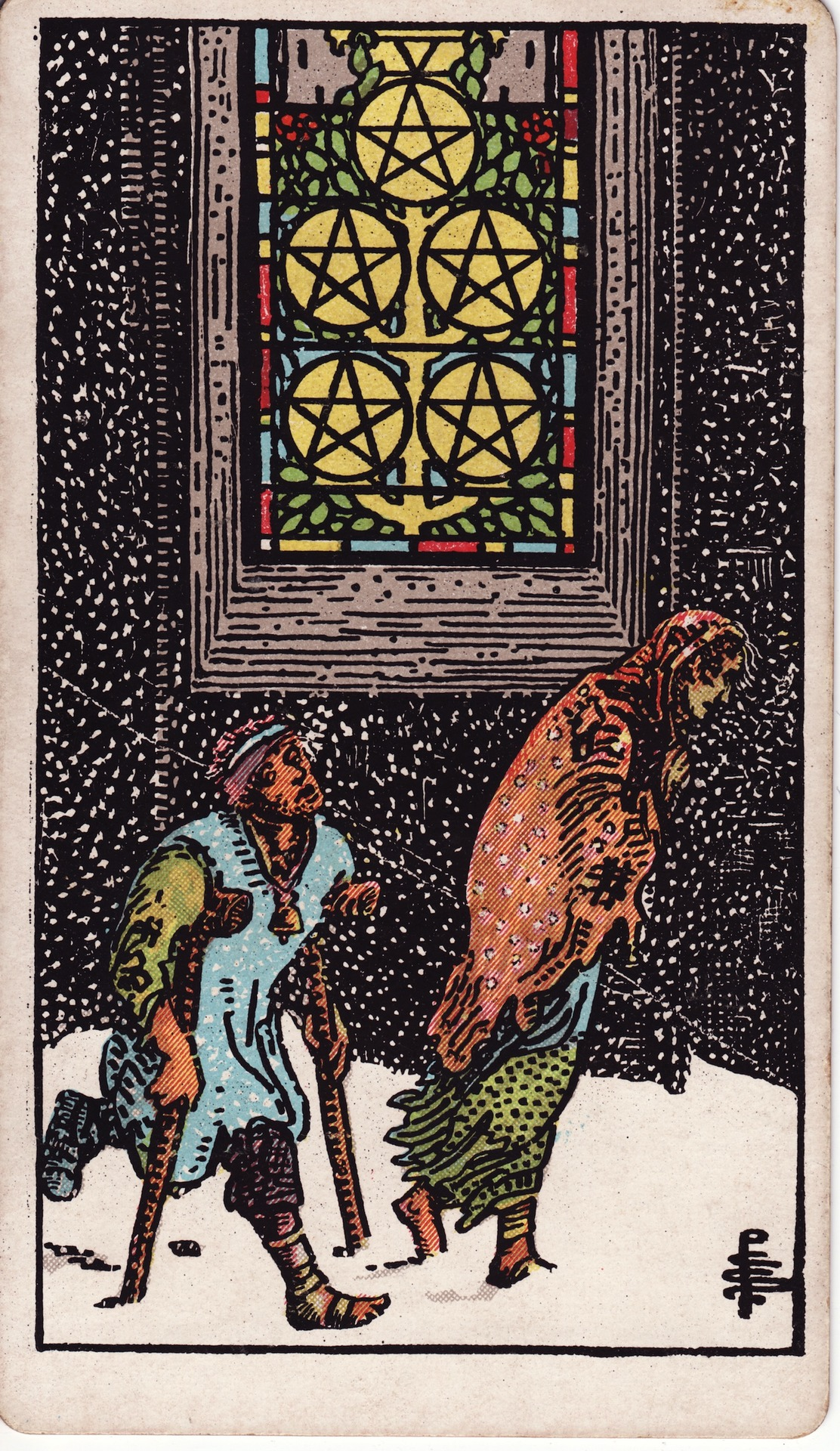
Five of Pentacles
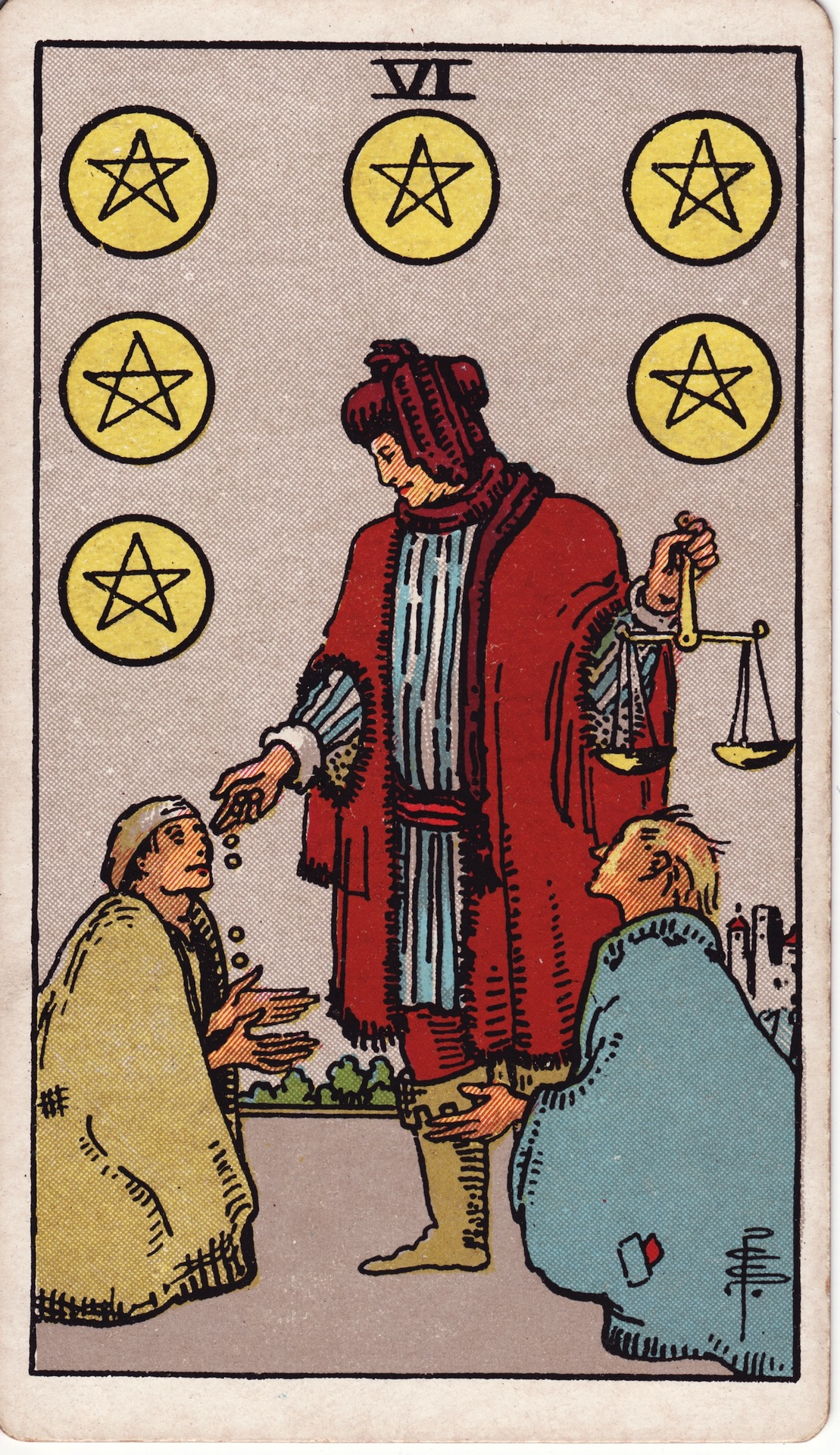
Six of Pentacles
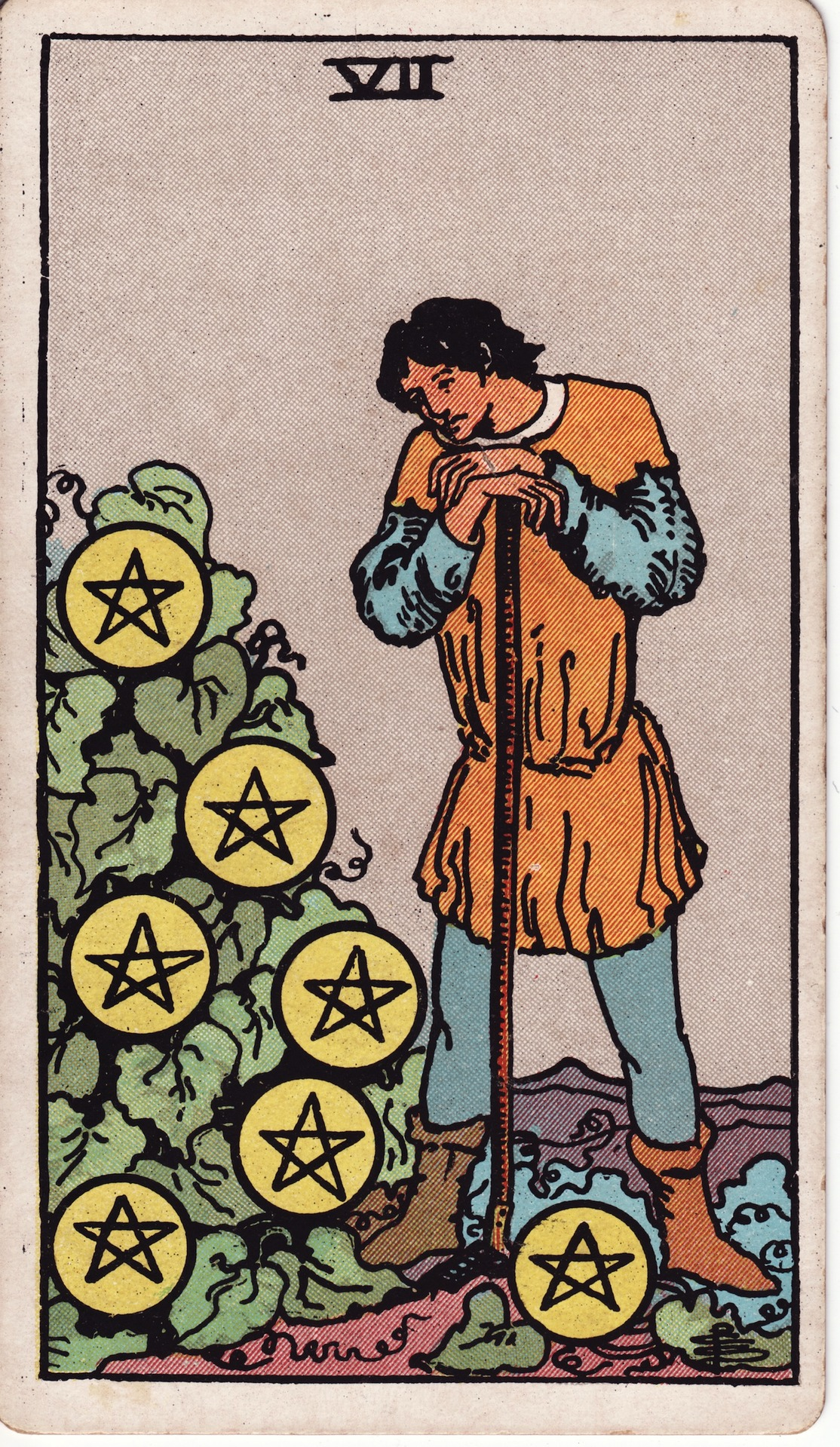
Seven of Pentacles
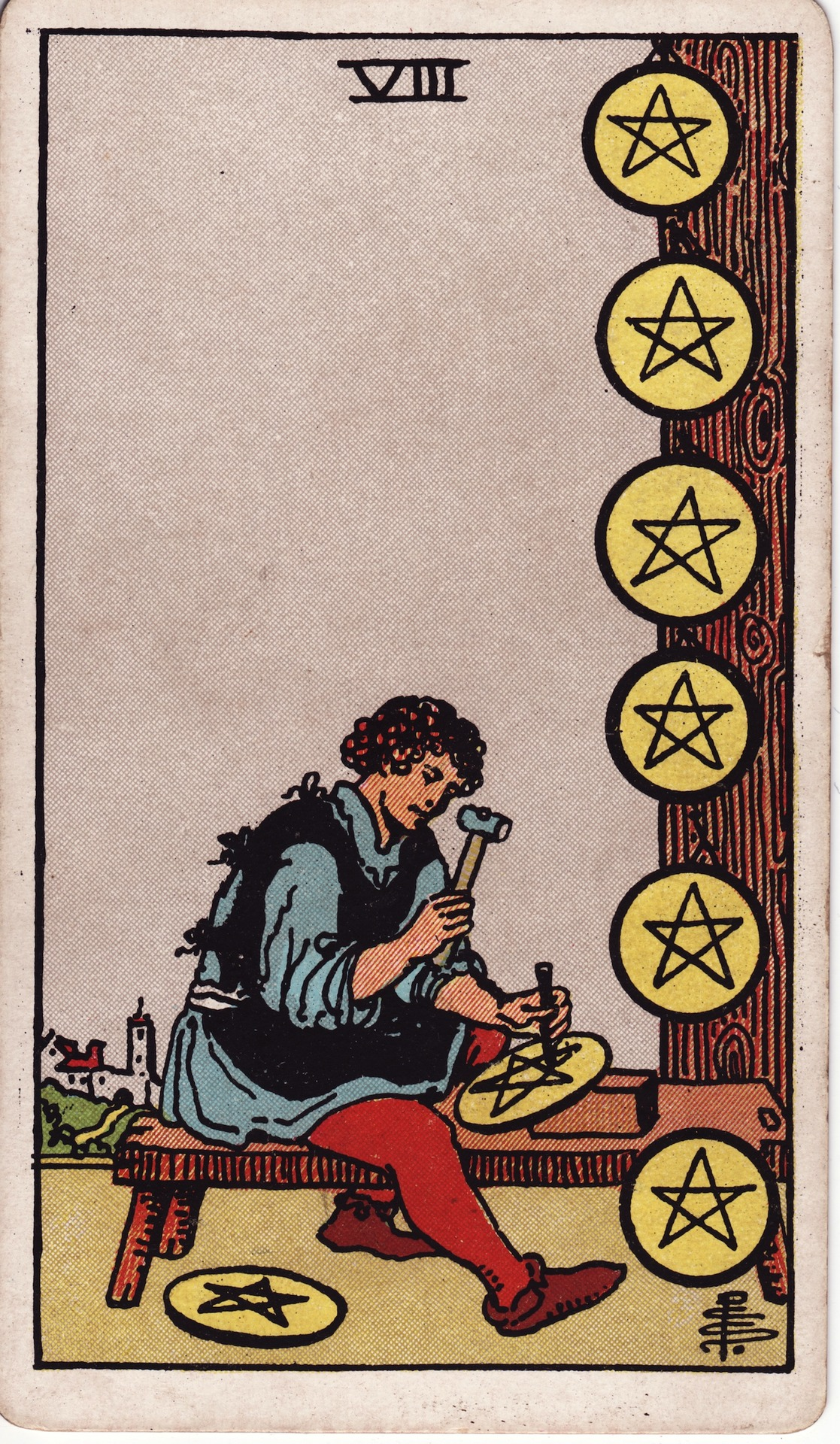
Eight of Pentacles
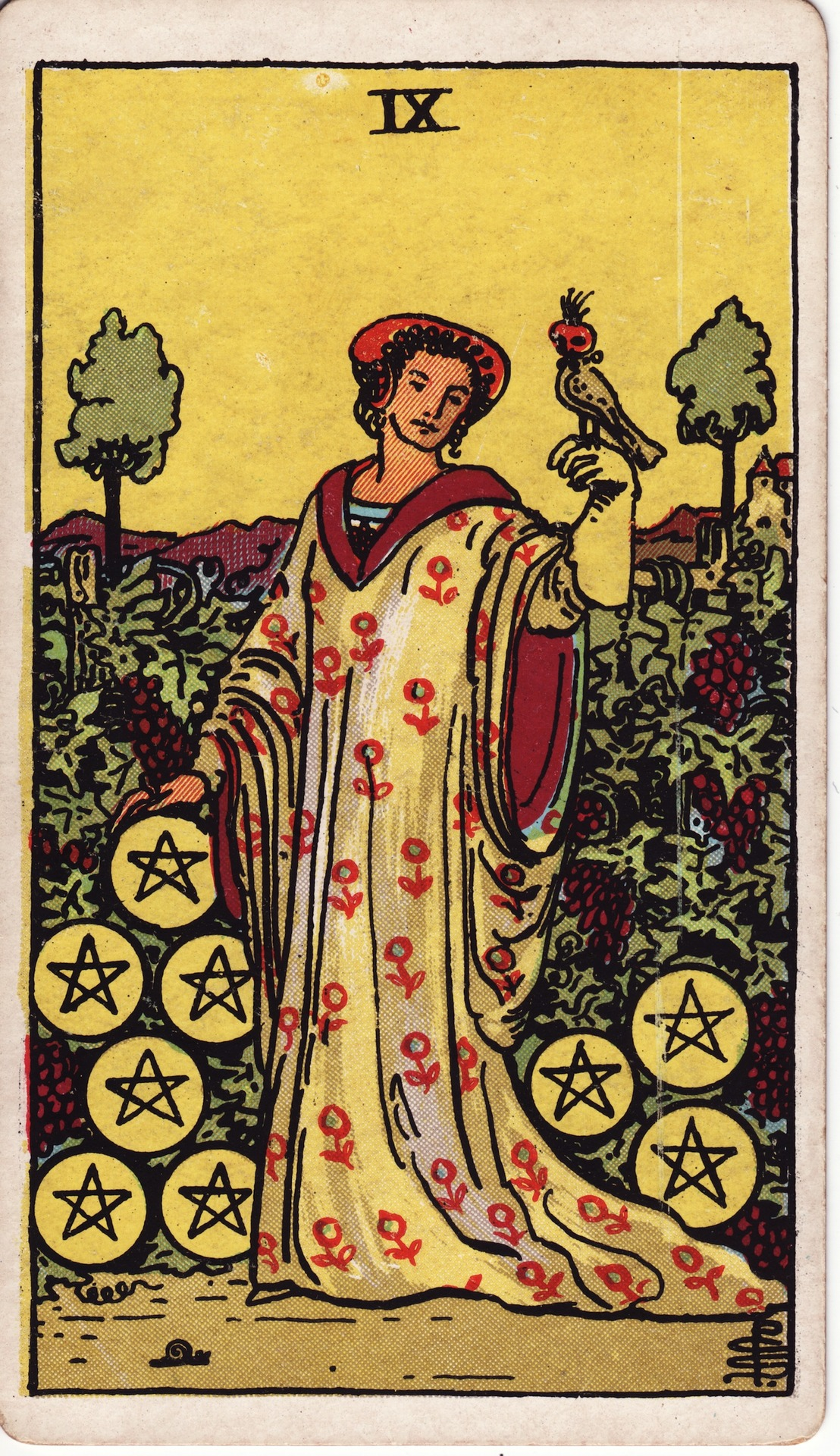
Nine of Pentacles
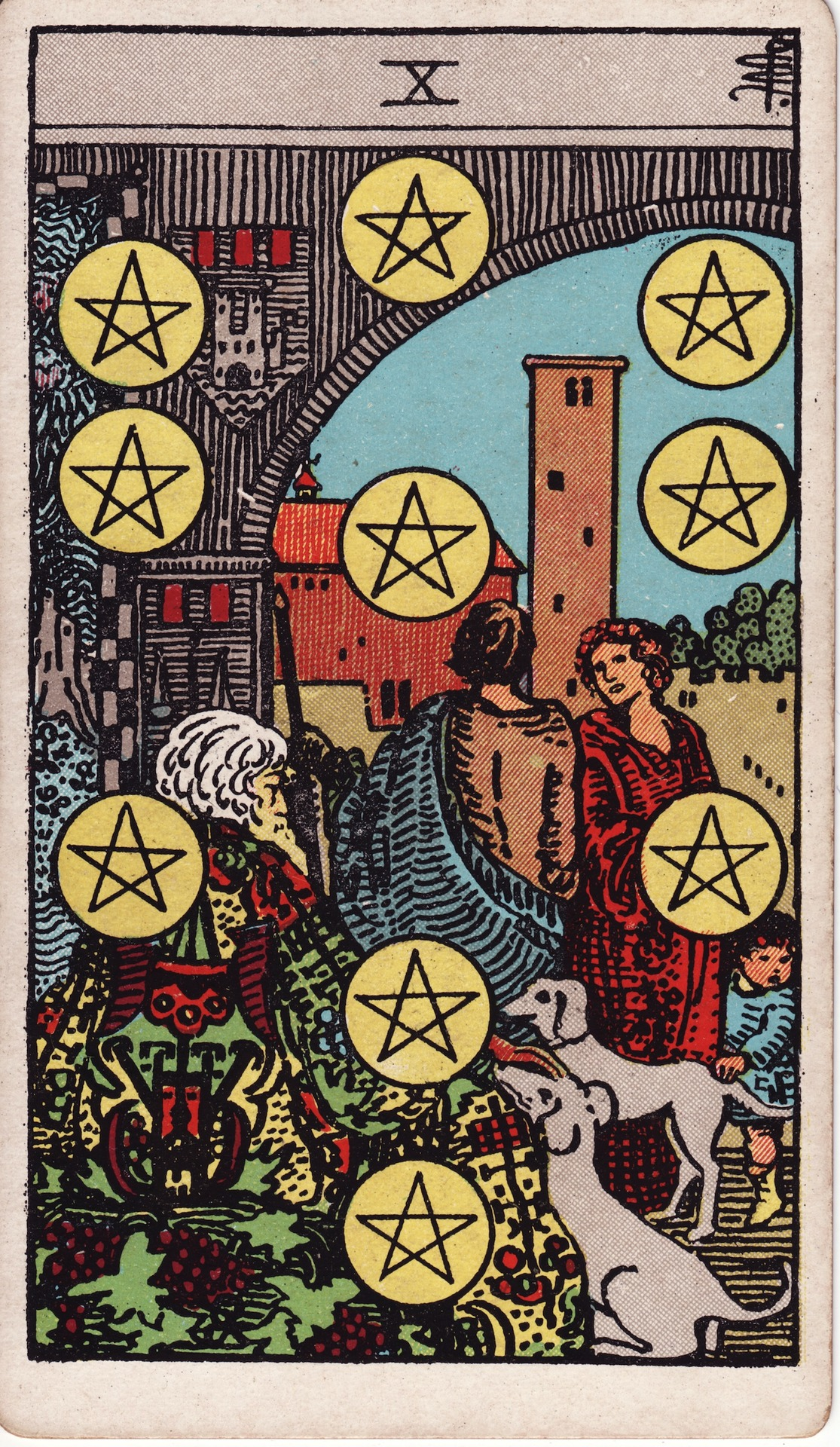
Ten of Pentacles
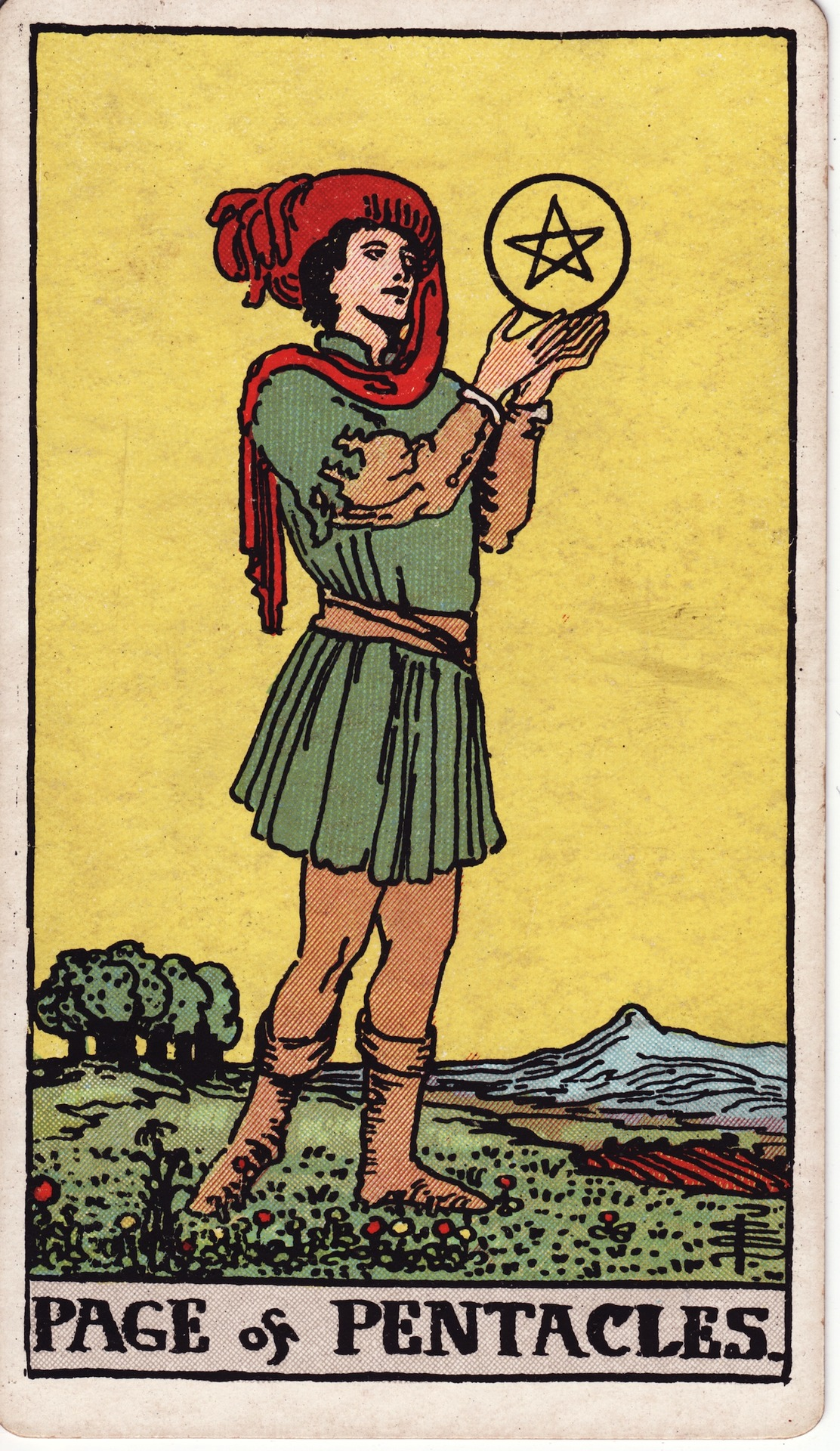
Page of Pentacles
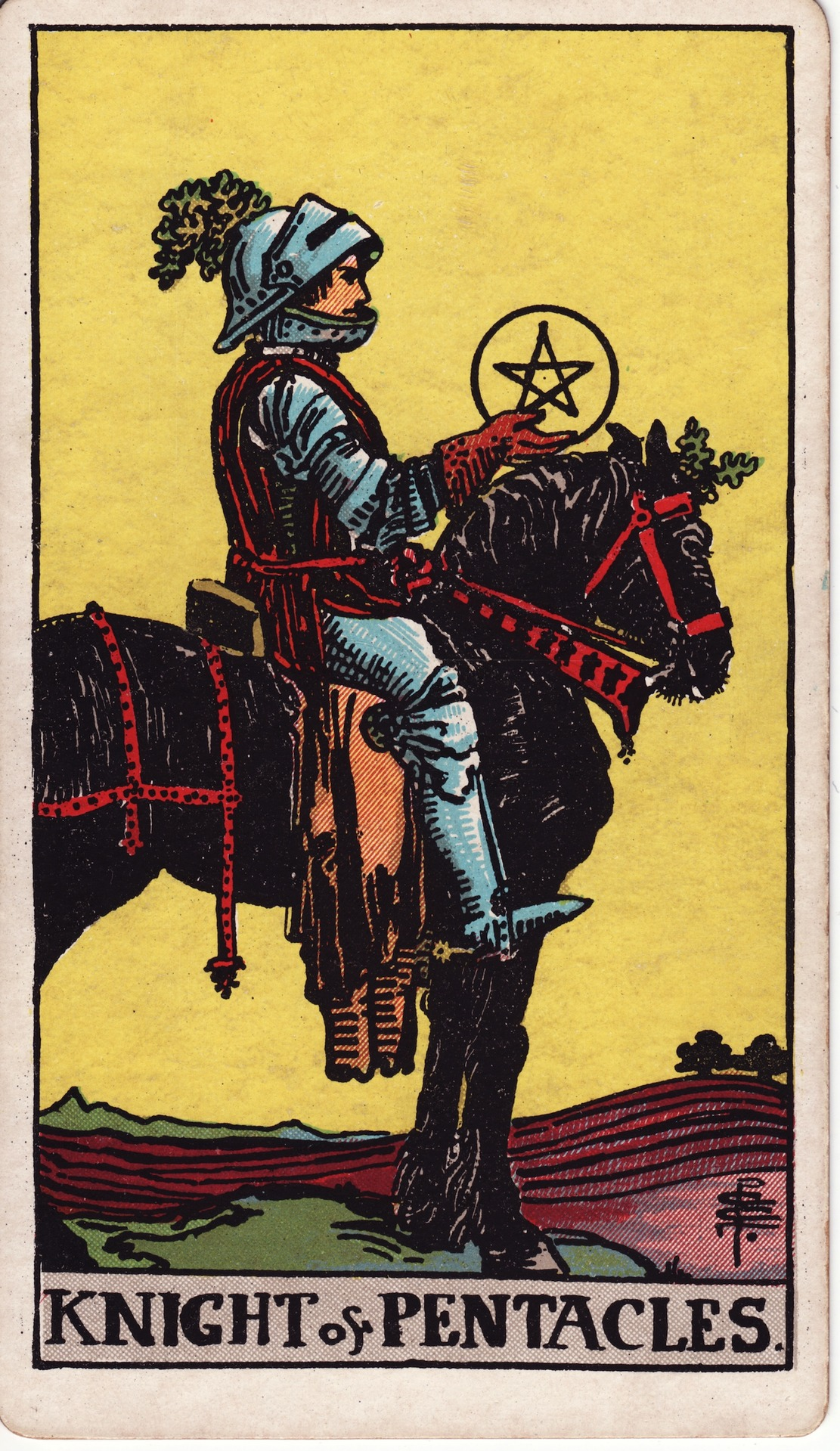
Knight of Pentacles
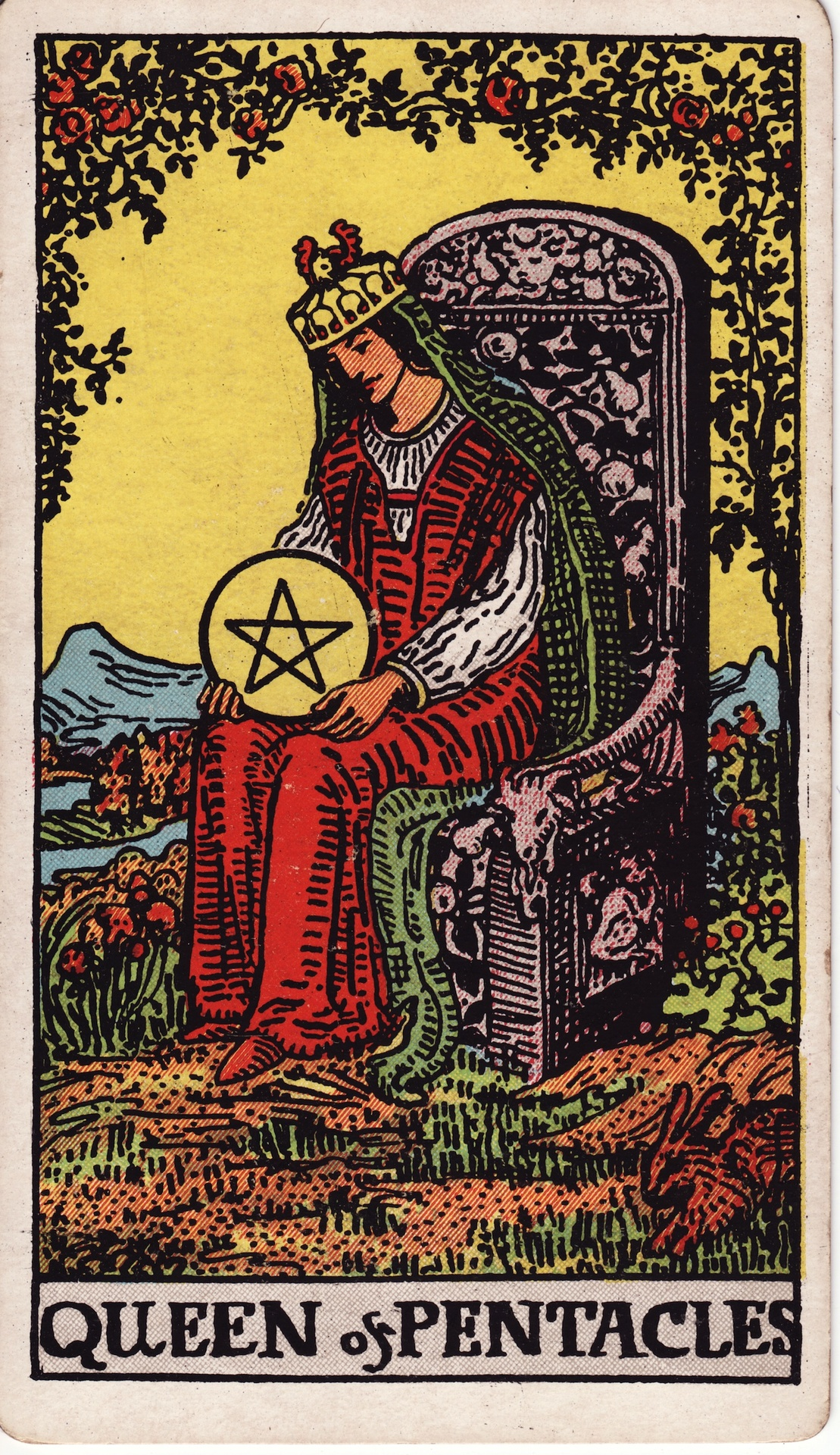
Queen of Pentacles
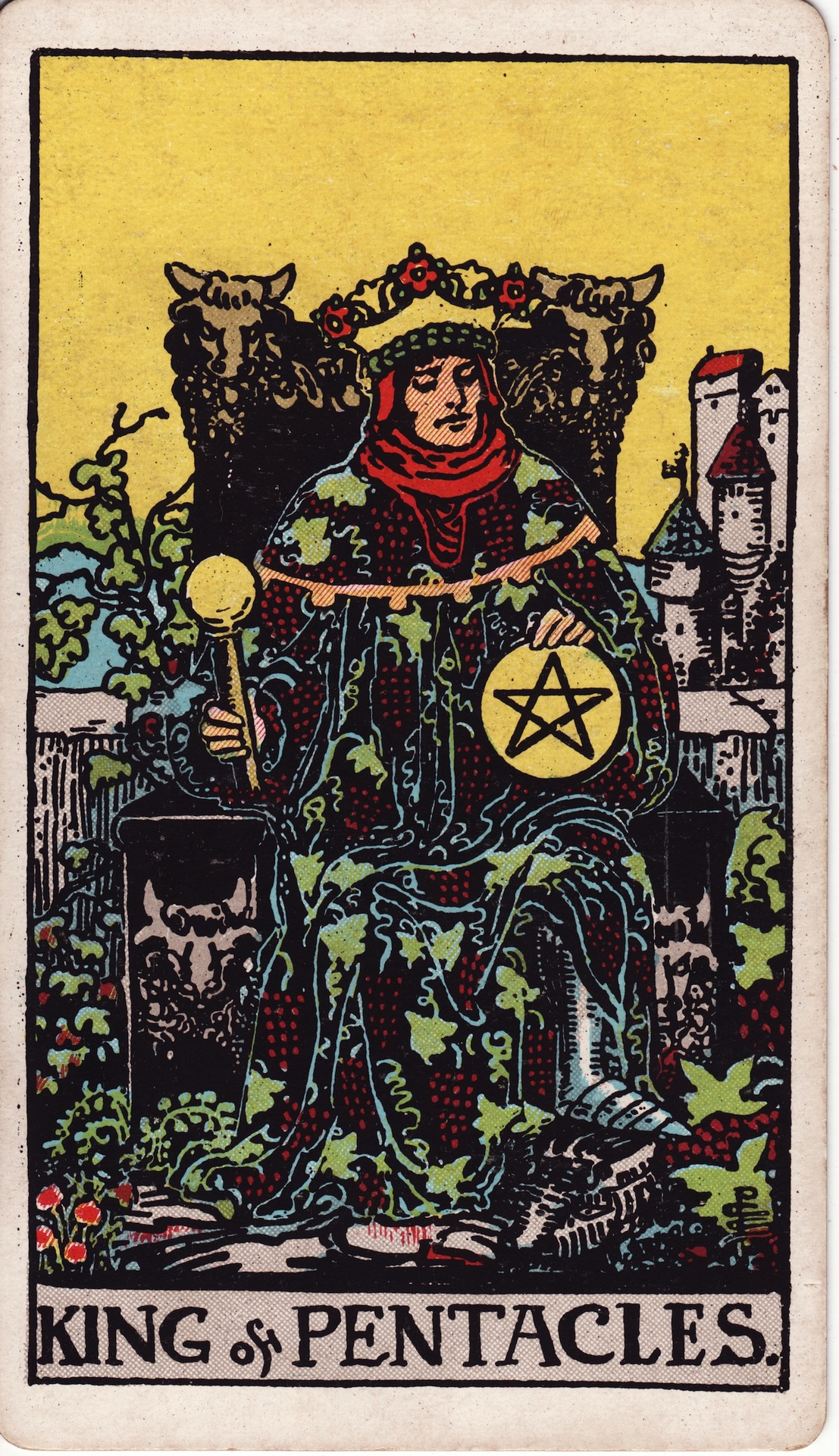
King of Pentacles

## Publicació
L'editor William Raider & Son, de Londres, va publicar per primer cop la baralla el 1910. L'any següent se'ls afegí una breu guia escrita per A. E. Waite titulada La Clau al Tarot, que proporcionavat un resum de les tradicions i suposada història de les cartes, textes sobre com interpretar-les i descripcions extenses sobre els símbols que contenien. L'any següent, es publicà la versió revisada i reanomenada, La clau Pictòrica al Tarot, que contenia una versió en blanc i negre de tots els arcans. Diverses versions més tardanes del joc, com el Tarot Universal Waite, hi incorporaren color. El Tarot del Centenari Smith-Waite va ser publicat el 2009 per U. S. Games Systems, Inc. en commemoració del centenari de la creació del joc. Aquesta baralla és una reproducció fidel de l'original de 1910 i utilitza els colors originals escollits per Smith.

## Estat de copyright
Al Regne Unit, i per extensió a la Unió Europea, els drets d'autor van expirar 70 anys després de la mort de Smith, a finals de 2021.
Als Estats Units el joc esdevingué de domini públic el 1966, 28 anys després de la publicació + 28 anys més de renovació, de manera que ha estat disponible per l'ús d'artistes americans en diferents i nombrosos projectes. U. S. Games Systems, Inc té una reclamació de copyright sobre la versió actualitzada del joc que va publicar el 1971, però només cobreix el material nou afegit a la feina preexistent (per exemple, dissenys a les pares posteriors de les cartes i a la caixa).